# Église Saint-Martin de Feigneux
L'église Saint-Martin est une église catholique paroissiale située à Feigneux, dans le département de l'Oise, en France. Sa partie la plus ancienne, la façade occidentale de la nef, remonte au premier quart du XIIe siècle. Le reste de la nef n'est pas visible depuis l'extérieur. Les trois voûtes de la nef datent de 1641, et l'espace intérieur affiche le style de la Renaissance. Le sanctuaire primitif a été complètement démoli à la fin du XIIe siècle et remplacé par le chœur gothique actuel, qui se compose d'une travée droite et d'une abside à pans coupés. Avant la fin même de la guerre de Cent Ans, l'église fut agrandie par l'adjonction d'un croisillon et d'un bas-côté du côté nord. La première travée de ce bas-côté est la base du clocher, qui a dû être entamé à la même époque. Environ un siècle plus tard, un croisillon et un bas-côté furent ajoutés au sud. Seul le croisillon fut voûté dans un premier temps. L'inscription sur un vitrail aujourd'hui disparu renseignait la date de 1537. En 1646, deux ans avant la Fronde, le clocher fut exhaussé par la construction d'une chambre de guet avec cheminée. Si ce dernier ajout est nuisible à l'esthétique de la tour, l'église Saint-Martin constitue, dans son ensemble, un édifice de qualité remarquable pour son architecture, tenant compte de l'économie de moyens dans un petit village rural. Mais elle est surtout connue pour représenter l'une des très rares églises fortifiées de la région. Elle abrite en outre un mobilier riche et varié, ce qui ajoute à son intérêt. Elle est aujourd'hui affiliée à la paroisse Saint-Sébastien de Crépy-en-Valois, et les messes dominicales y sont célébrées irrégulièrement, environ trois fois par an, le dimanche à 11 h.

## Localisation

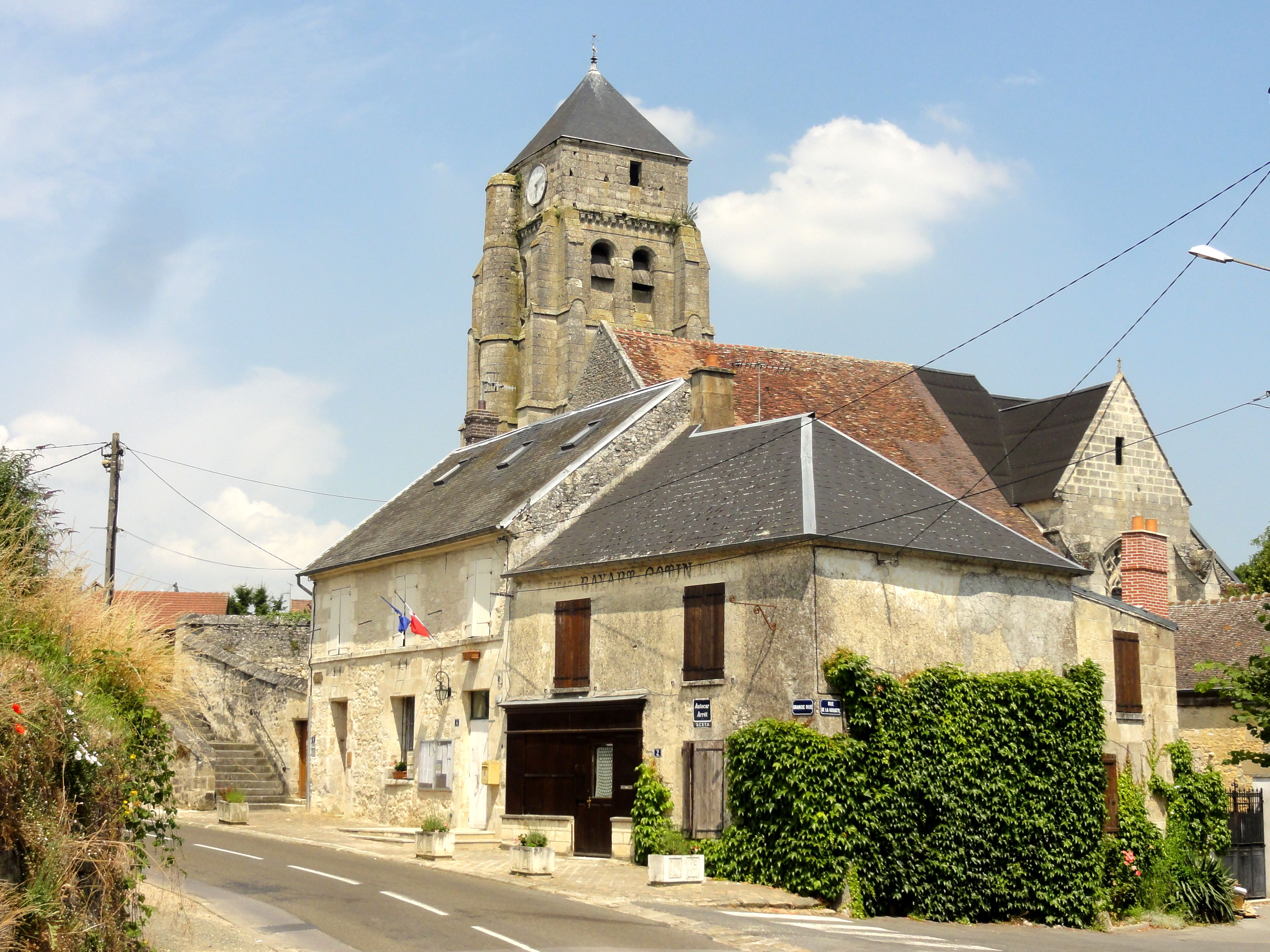
Approche par le sud-ouest.

L'église Saint-Martin est située en France, en région Hauts-de-France et dans le département de l'Oise, au nord-est de Crépy-en-Valois, sur la commune de Feigneux, dans la partie nord du bourg dite Feigneux-bas, Grande-Rue (RD 50). Elle est bâtie sur une butte aménagée ou terrasse, qui domine la rue de trois mètres environ grâce à un mur de soutènement, et est accessible par un escalier depuis le centre du village, au sud, et par un chemin en pente depuis le monument aux morts à l'entrée nord du village. La terrasse n'est autre que l'ancien cimetière, qui conserve ses tombes anciennes laissées à l'abandon. Plusieurs croix et stèles funéraires sont entreposées dans la base du clocher. C'est la façade occidentale de l'église qui donne sur l'ancien cimetière, de même que le versant nord du clocher. Les autres élévations de l'église sont enclavées dans de différentes propriétés privées, et non accessibles, ni du reste visibles, sauf l'élévation méridionale en partie depuis la place Élisabeth-Huraux.

## Histoire

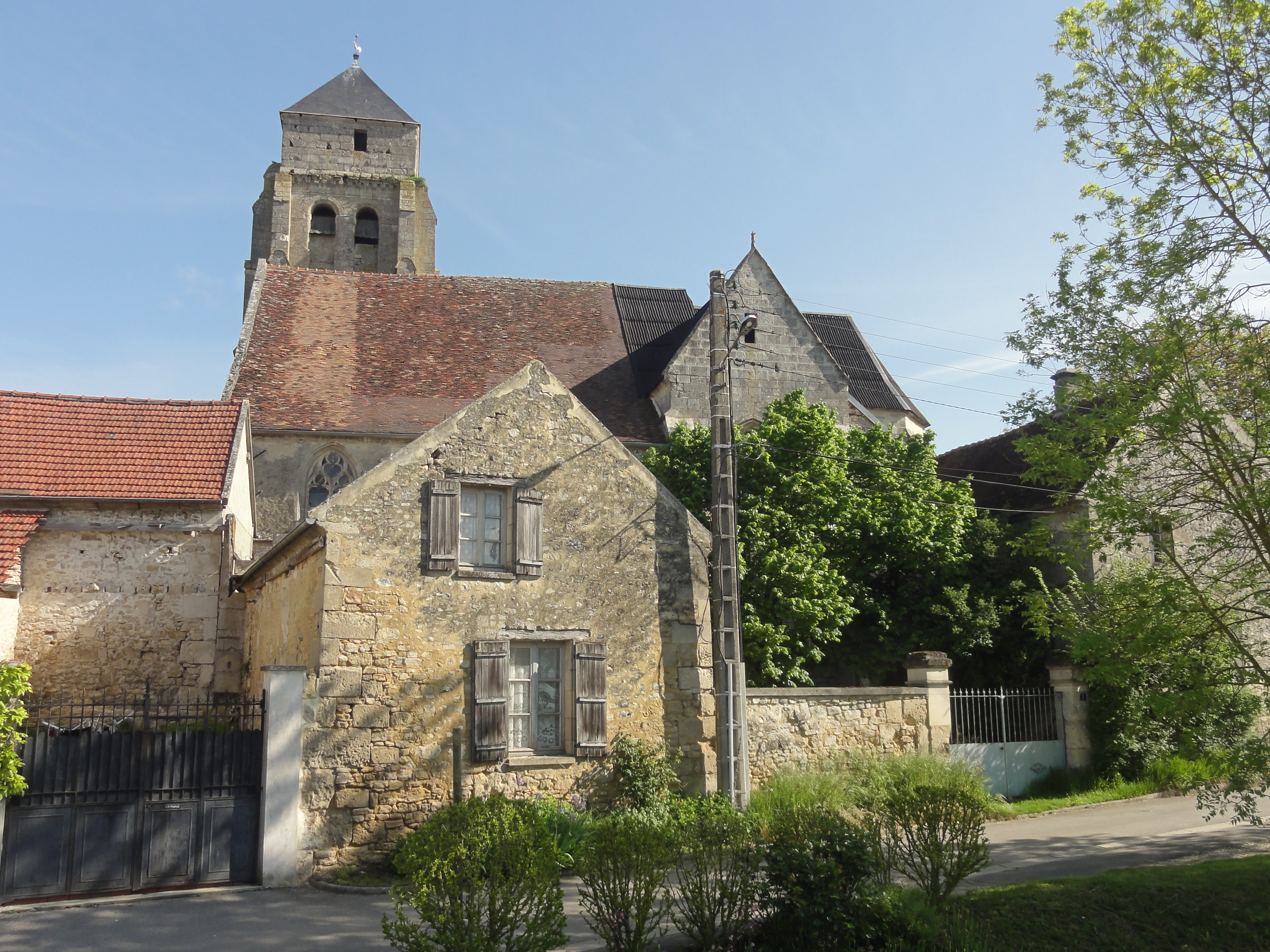
Vue depuis le sud.

Sous l'Ancien Régime, Feigneux relève du diocèse de Senlis et du doyenné de Crépy-en-Valois. La date de fondation de sa paroisse n'est pas connue. Son église est dédiée à saint Martin. En 1215, Philippe II Auguste échange la dîme de Feigneux et celle de plusieurs autres villages avec l'évêque Guérin, contre le patronage de la collégiale Saint-Thomas de Crépy-en-Valois. Le collateur de la cure n'est toutefois pas l'évêque diocésain, mais le prieuré Saint-Arnoul de Crépy-en-Valois. Sous la Révolution française, le diocèse de Senlis est dissout, et son territoire rattaché au diocèse de Beauvais (sauf Othis et Survilliers). Après le concordat de 1801, la paroisse de Pondron est réunie à Feigneux. Cette situation change en 1825, quand la commune de Pondron est intégrée dans celle de Fresnoy-la-Rivière. En même temps, la commune de Morcourt est rattachée à Feigneux par une ordonnance royale. L'église Notre-Dame de Morcourt est abandonnée et tombe en ruines. Feigneux est aujourd'hui affilié à la paroisse Saint-Sébastien de Crépy-en-Valois, qui s'étend sur seize communes, et l'église Saint-Martin accueille des messes dominicales tous les deux mois environ, à 11 h 00.
Les différentes campagnes de construction de l'église ne sont pas documentées par des sources d'archives. Celles antérieures au XVIe siècle peuvent uniquement être déduites de l'analyse archéologique, et ont été identifiées par Dominique Vermand en 1996. Avant lui, Daniel Gibert s'est intéressé à la question, mais il esquive une étude stylistique et ne propose une date que pour deux parties, en l'occurrence « la partie la plus ancienne » (sans autre précision) et le chœur, dont il situe la construction respectivement à la fin du XIe siècle et au XIIIe siècle. Dominique Vermand précise que la partie la plus ancienne est la façade occidentale de la nef, et la date du premier quart du XIIe siècle en connaissance de l'article de Gibert. Il date le chœur des alentours de 1200, et indique une autre campagne de construction du Moyen Âge. Celle-ci concerne la chapelle latérale nord du chœur et le bas-côté nord de la nef, et intervient au début du XVe siècle, période très peu représentée dans l'architecture religieuse de la région. La fenêtre septentrionale de la chapelle illustre parfaitement la transition du style gothique rayonnant vers le style flamboyant : sa modénature est encore torique, mais son réseau est flamboyant. Les campagnes de construction à l'époque moderne, qui portent uniquement sur le parachèvement (voûtement des travées non encore voûtées) et des aménagements fonctionnels, peuvent être datées avec plus de précision grâce à des inscriptions. L'une de ces inscriptions, citée par Louis Graves en 1843, se trouvait sur un vitrail de la chapelle de gauche, qui s'est perdu depuis : « Ceste chapelle / feut faicte en 1537 ». Daniel Gibert conclut qu'il doit s'agir de la chapelle latérale sud, sachant que les auteurs anciens dénombrent souvent les travées d'est en ouest. Dominique Vermand rejoint cette argumentation, qui est confortée par la modénature, et date la chapelle et le bas-côté sud du second quart du XVIe siècle,.

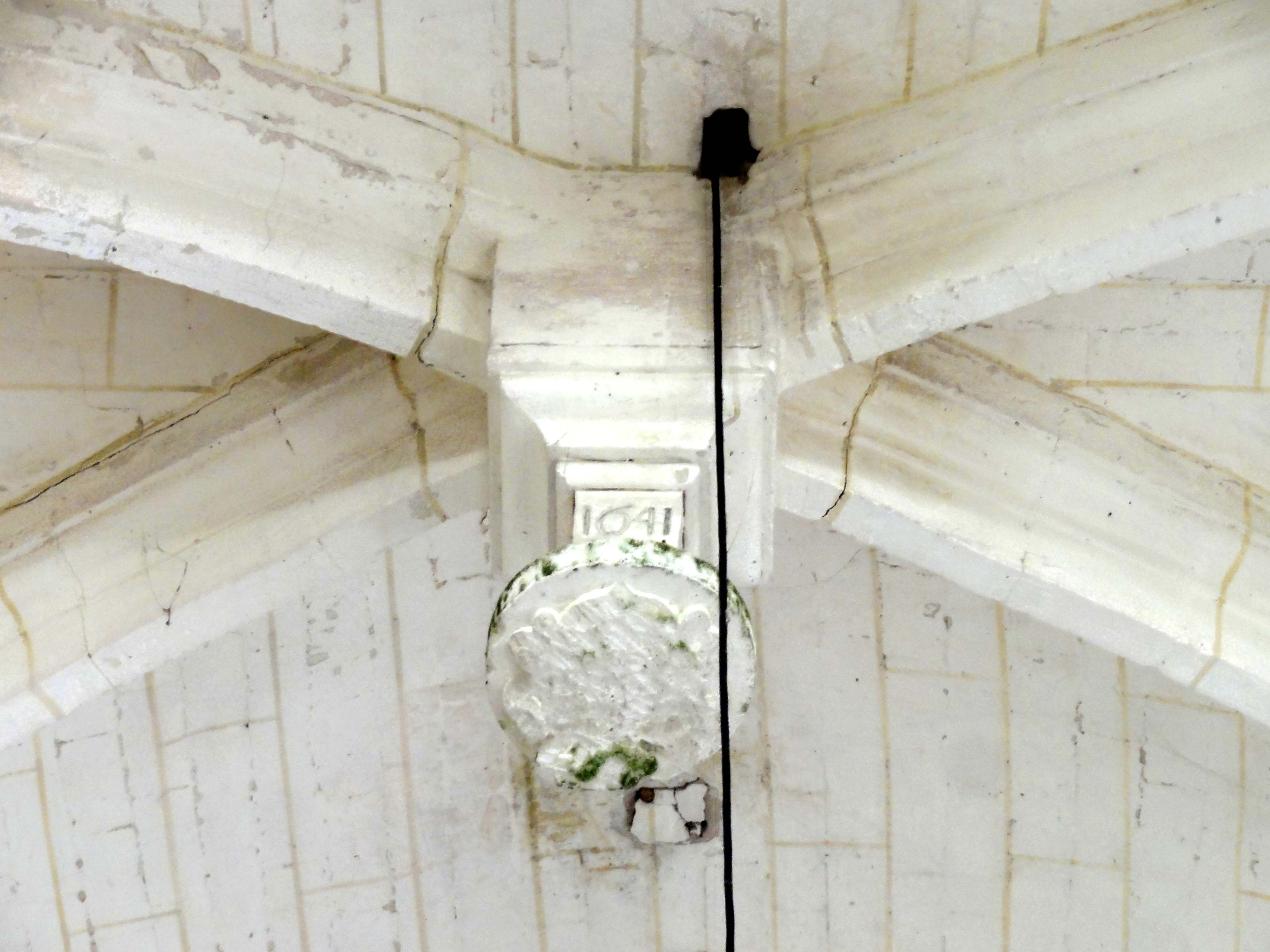
Nef, clé de voûte de la 2e travée, avec la date de 1641.

Le croisillon sud, terminé en 1537, se caractérise à l'extérieur par un passage ménagé dans son angle sud-est. L'examen de l'appareil montre qu'il s'agit bien d'une disposition authentique. Les autres contreforts du croisillon nord vers le bas-côté sud, en passant par l'abside, comportent tous des passages ménagés après-coup. Ils fragilisent bien entendu les voûtes et ont été bouchés depuis. La butte sur laquelle s'élève l'église présentant une chute abrupte du côté est, un muret fut construit pour sécuriser le passage. Celui-ci subsiste à ce jour. Daniel Gibert résume ces aménagements sous le terme de chemin de ronde, et les classe parmi les aménagements défensifs de l'église. Les créneaux faisant entièrement défaut, et le muret étant très bas, ces hypothèses semblent résulter d'une analyse biaisée. Les passages sous les contreforts existent aussi sur d'autres églises, et servent avant tout à assurer l'accès aux élévations extérieures enclavées dans des propriétés privées, ou bordées par des maisons. L'on peut citer Baron (croisillon nord), Le Bellay-en-Vexin (élévation sud du chœur), Genainville (élévation sud). Le même auteur rattache le clocher à la même campagne de construction que la chapelle du sud (sauf peut-être sa base). Le plus ancien graffiti dans la tourelle d'escalier qui l'accompagne porte la date de 1582. Une clé de voûte brisée et déposée du bas-côté sud porte le millésime de 1630. Le voûtement de la nef est achevé en 1641, date gravée sur la clé de voûte de la 2e travée. La charpente qui existait auparavant est maintenue, ce qui explique le tracé tronqué des arc-doubleaux, qui n'ont à leur disposition qu'une hauteur limitée. Une fenêtre à l'ouest de l'étage de beffroi du clocher porte la date de 1646. C'est aussi la date de la cloche et du beffroi actuel. Il prend appui sur un muret de 1,30 cm de hauteur qui bouche la partie inférieure de baies de l'étage, ce qui indique que la date de 1646 n'est pas celle de la construction du clocher. En revanche, il est exhaussé par une chambre de guet, dont les murs n'ont que 32 cm d'épaisseur, et sont percés de meurtrières. Elle est par ailleurs munie d'une cheminée (dont seul l'arrachement subsiste). Cette chambre de guet constitue sans conteste un aménagement défensif. Elle a des homologues à Étavigny et Thury-en-Valois.

## Description

### Aperçu général

Plan de l'église.

Orientée avec grande exactitude, l'église suit un plan cruciforme très simple et presque symétrique, mais les collatéraux du nord et du sud ne sont pas stylistiquement homogènes, et la première travée du bas-côté nord est la base du clocher. Pour cette raison, la première travée de la nef est plus profonde que les deux autres. L'église se compose d'une nef de trois travées accompagnée de deux bas-côtés ; d'un chœur de deux travées, dont une travée droite et une abside à cinq pans ; et de deux croisillons ou chapelles au nord et au sud de la travée droite du chœur, que l'on peut également considérer comme croisée du transept. Mais il n'y a pas de transept à proprement parler, car la hauteur des chapelles ne dépasse guère celle des bas-côtés. Une sacristie occupe l'angle entre croisillon sud et abside. La façade est précédée par un porche en pierre voûté en berceau brisé. La longueur de l'édifice est de 23,10 m dans l'œuvre (sans le porche), et la largeur est de 14,45 m entre les murs gouttereaux des bas-côtés. La base du clocher mesure 4 m de longueur et autant de profondeur. Ses murs ont 85 cm d'épaisseur. La nef et la première travée du chœur sont à deux niveaux d'élévation, avec l'étage des grandes arcades et un étage de murs aveugles. Les autres parties sont à un seul niveau d'élévation. L'ensemble de l'église est voûté d'ogives, et les voûtes sont établies sur des croisées d'ogives ordinaires à quatre branches, sauf dans l'abside. Le portail occidental sous le porche constitue l'unique accès à l'église. Nef et bas-côtés sont recouverts ensemble par une large toiture à deux rampants, avec un pignon en façade. Les deux chapelles sont munis de toits en bâtière perpendiculaires à l'axe de l'édifice, avec un pignon au nord et un autre au sud. Le clocher possède un toit en pavillon. La hauteur de ses maçonneries est de 20,70 m.

### Intérieur

#### Nef

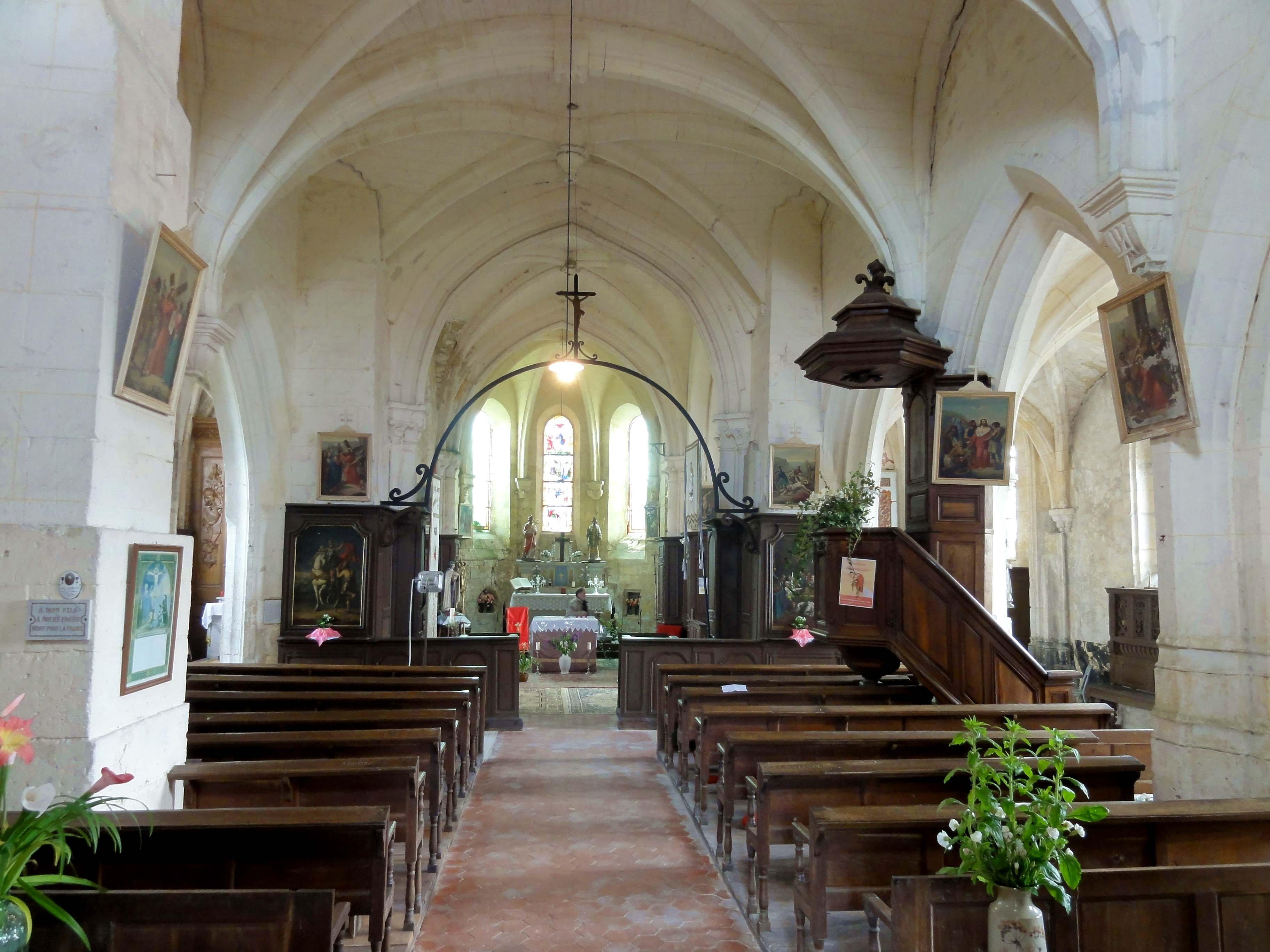
Vue générale vers l'est.

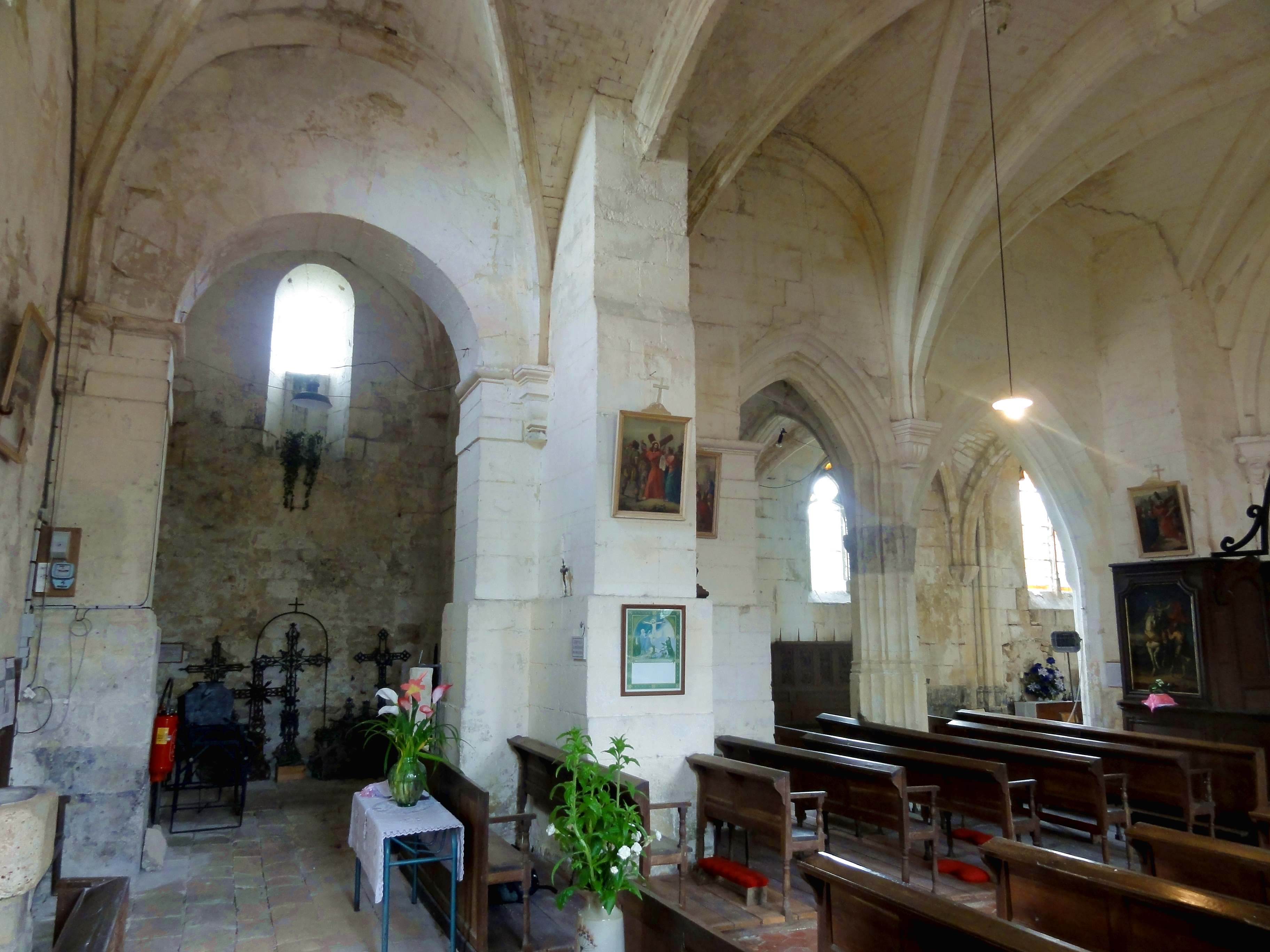
Grandes arcades du nord.

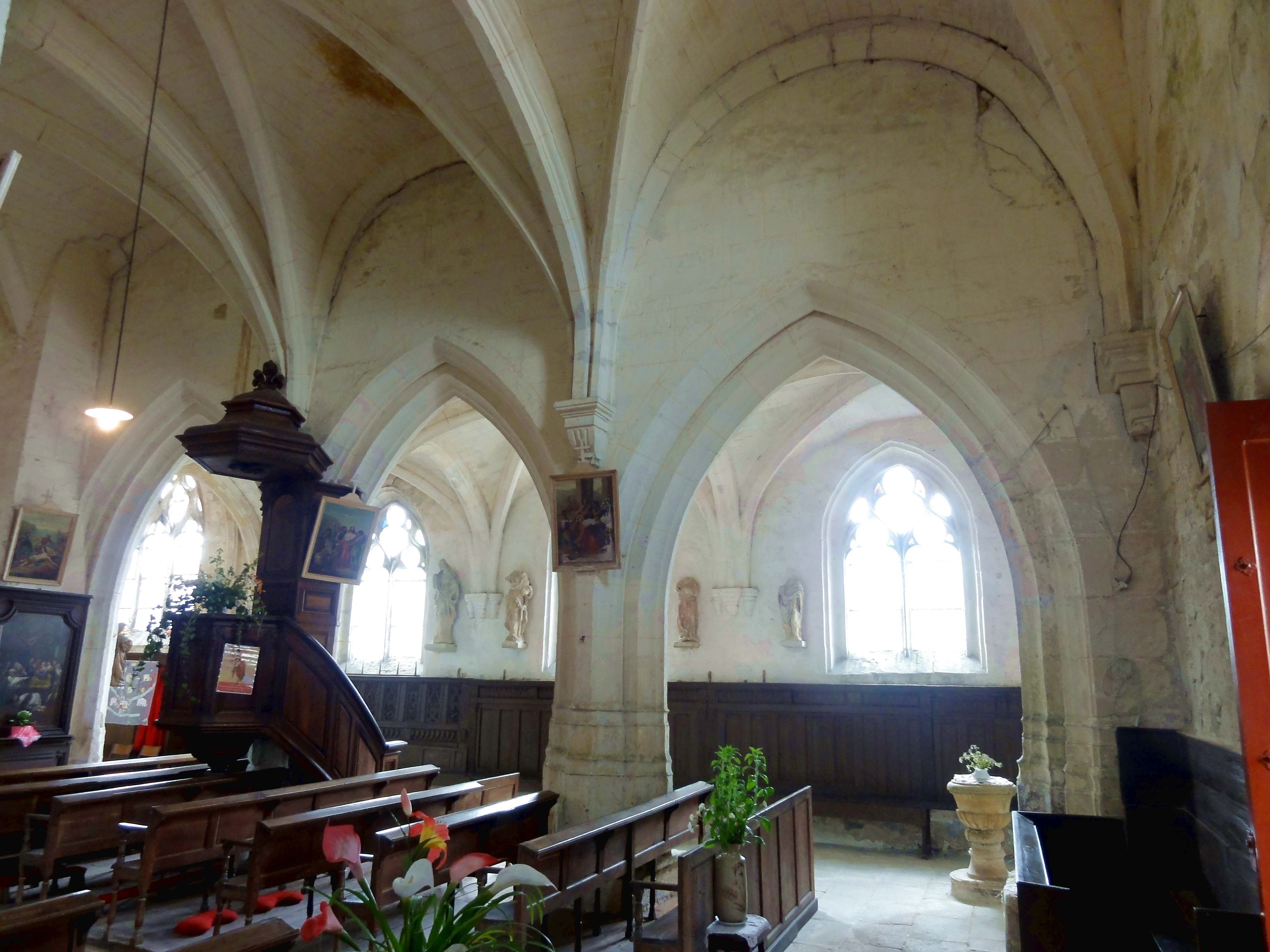
Grandes arcades du sud.

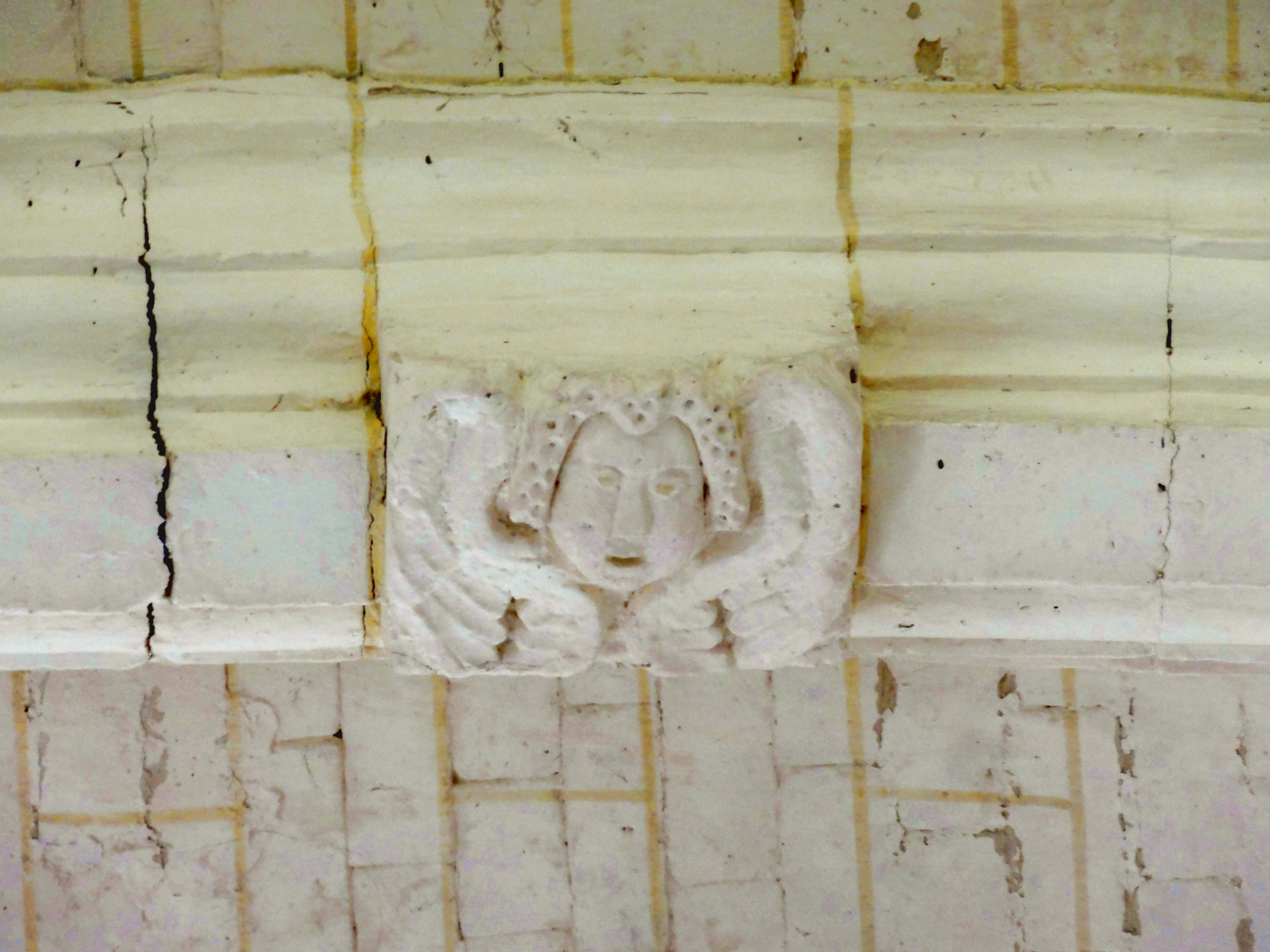
Clé d'arc du 2e doubleau.

La nef revêt un aspect hétérogène. Elle n'est que le résultat des remaniements successifs que l'église a connus, et Daniel Gibert estime qu'elle soit moins réussie que ses autres parties. Ses défauts esthétiques s'expliquent facilement par la circonstance que les autres parties de l'église ont été construites autour d'elle, ainsi que par le voûtement sous la contrainte de ne pas toucher à la charpente et à la toiture existantes. Ce sont toutefois les voûtes et leurs supports qui confèrent, malgré tout, une certaine unicité à l'ensemble. La charpente n'a pas encore été datée, et l'on ignore donc si elle est antérieure à la guerre de Cent Ans. Si c'était le cas, les grandes arcades ouvrant sur les bas-côtés seraient issues d'une reprise en sous-œuvre, et l'étage de murs aveugles au-dessus des grandes arcades pourrait remonter à la période romane. C'est le cas dans l'église voisine de Gilocourt, de même qu'à Venette. En l'occurrence, le solide appareil en pierre de taille de la partie basse de la façade et des murs hauts parlent aussi dans ce sens. Mais la datation du premier quart du XIIe siècle est seulement assurée pour la partie basse de la façade, jusqu'à mi-hauteur de la fenêtre haute environ, qui elle-même est postérieure, et semble se rattacher à la campagne de construction des voûtes. Les parties hautes de la façade et le pignon sont bâties en petits moellons irréguliers, et affichent nettement leur caractère différent à l'extérieur. La partie ancienne du mur occidental ne montre, à l'intérieur, rien d'autre que l'arc de décharge en plein cintre du portail. L'arc du portail actuel est situé plus bas, ce qui confirme, en lien avec l'étude extérieure, qu'il s'agit d'une création néo-romane.
Les grandes arcades représentent les deux tiers inférieurs des élévations latérales. La première travée du nord présente une élévation différente, car ses deux contreforts d'angle sud-est y font saillie, comme à Baron, Montagny-Sainte-Félicité et Versigny, où l'intégration du clocher dans l'architecture de la nef laisse également à désirer (dans ces églises, la base du clocher se situe au début du bas-côté sud). Comme déjà évoqué, le clocher est considéré comme datant du second quart du XVIe siècle, ce qui n'exclut pas que sa base soit plus ancienne. Daniel Gibert a démontré qu'elle ne devait être initialement pas voûtée, car l'une des meurtrières qui éclairent le premier étage est située beaucoup trop proche du sol. En tout cas, la base du clocher n'est pas homogène avec le bas-côté nord, dont elle fait partie, et sa grande arcade du côté sud a été refaite à l'époque moderne. Elle est en plein cintre et à arêtes vives, et retombe sur des impostes profilés d'un quart-de-rond et d'un listel. Ce n'est toutefois pas le profil des voûtes de la nef. S'y ajoute un bandeau plat trois assises plus bas. Les grandes arcades, tant au nord qu'au sud, sont à deux rangs de claveaux, et moulurées de deux gorges séparées et encadrées par des moulures concaves. Elles se fondent directement dans les piliers, où les moulures se poursuivent jusqu'aux bases. Celles-ci se composent de deux fois un cavet entre deux baguettes. Les piliers conservent leur forme au niveau des bases, mais s'épaississent légèrement. Tant les arcades que les piliers sont typiquement flamboyants, et datables des alentours de 1537 grâce à leur analogie avec la grande arcade de la chapelle latérale sud. Ce constat ne dément pas la datation du bas-côté nord du début du XVe siècle par Dominique Vermand, car celui-ci a pu se raccorder à la nef par des arcades sommaires provisoires pendant le premier siècle. Malheureusement, les grandes arcades sont irrégulières, ce qui diminue l'effet de leur belle facture. L'arcade qui fait suite à la base du clocher est tronquée par l'un de ses contreforts à l'ouest, et l'arcade suivante (qui est déjà la dernière au nord de la nef) et celle qui lui fait face au sud butent à l'est contre les contreforts occidentaux du chœur. Enfin, la première grande arcade du sud ne commence pas directement au revers de la façade, et est plus large que les suivantes. En somme, seulement la deuxième grande arcade du sud est régulière.
Les trois voûtes se caractérisent par le tracé tronqué des arc-doubleaux et ogives du côté sud notamment. Ces nervures décrivent des arcs en cintre surbaissé inaboutis, et contribuent ainsi à limiter la hauteur des voûtes. Elles ne se rapprochent donc pas trop du sol, et la hauteur des piliers équivaut deux fois l'envergure des voûtes, ce qui assure à la nef des proportions acceptables, pas trop trapues. Nonobstant, la nef est tout aussi large que haute, et est loin de présenter un aspect élancé. Elle était plus haute quand l'espace compris sous la charpente en carène renversée était encore rattaché à l'espace intérieur, comme à Béthancourt-en-Valois, Fresnoy-la-Rivière, Gilocourt et Glaignes. Les voûtes sont entamées par un contrefort méridional du clocher et les deux contreforts occidentaux du chœur. Elles se caractérisent sinon par leur retombée sur des culs-de-lampe, qui sont souvent la marque d'un voûtement secondaire (après coup), et par leur modénature méplate très répandue à la Renaissance, comme le montrent les églises d'Attainville, Chennevières-lès-Louvres, Mareil-en-France, Roissy-en-France, etc. Les ogives se composent d'une arête de section carrée devant deux doucines et un bandeau plus large situé en arrière-plan. Le profil des doubleaux est un peu plus complexe. Des formerets existent tout autour de la nef, ce qui traduit une construction soignée, rare pour les voûtes secondaires. Les clés de voûte sont pendantes. Celles des deux premières travées prennent la forme de balustres trapues sur plan carré, et portent en bas un disque. Dans la première travée, celui-ci est sculpté d'une Couronne d'épines autour d'un cœur criblé de trois épines. Dans la deuxième travée, le disque a été bûché à la Révolution. La clé de la troisième travée est circulaire, et arbore une guirlande et des moulures. Un orifice au milieu permettait d'accrocher un pendentif. La clé d'arc du deuxième doubleau est également sculptée, et affiche une tête d'ange entourée d'un collier d'ailes. Au droit des élévations latérales et dans les angles au revers de la façade, les nervures sont reçues sur des culs-de-lampe, dont le tailloir carré se compose d'une plate-bande, d'un tore dégagé, d'un filet, d'un listel et d'une plate-bande, et dont la corbeille est gravée de glyphes (un triglyphe de face et des diglyphes latéralement). Près du chœur, les ogives butant contre les contreforts sont reçues sur de minuscules têtes de chérubin.

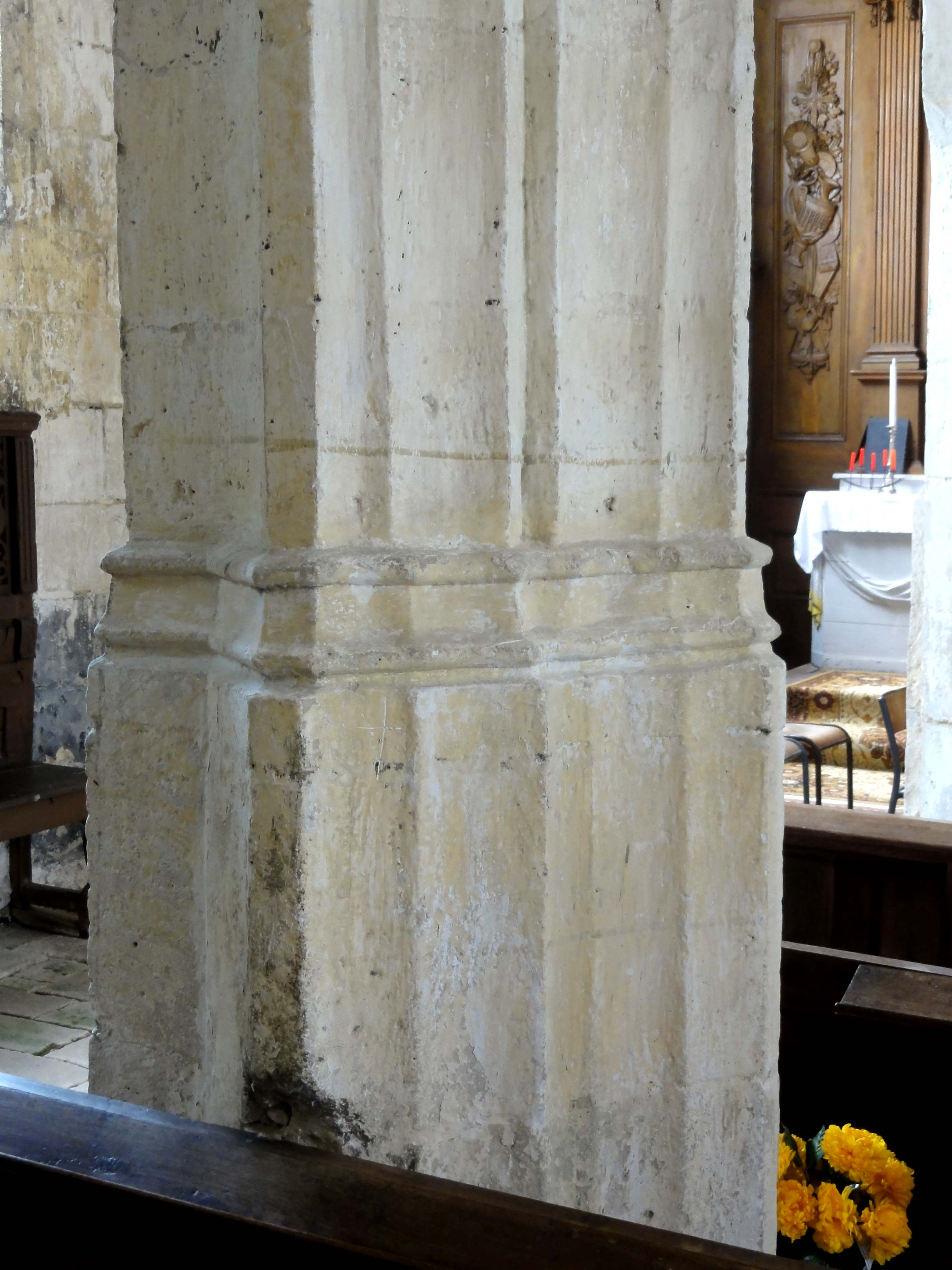
Pilier côté nord.
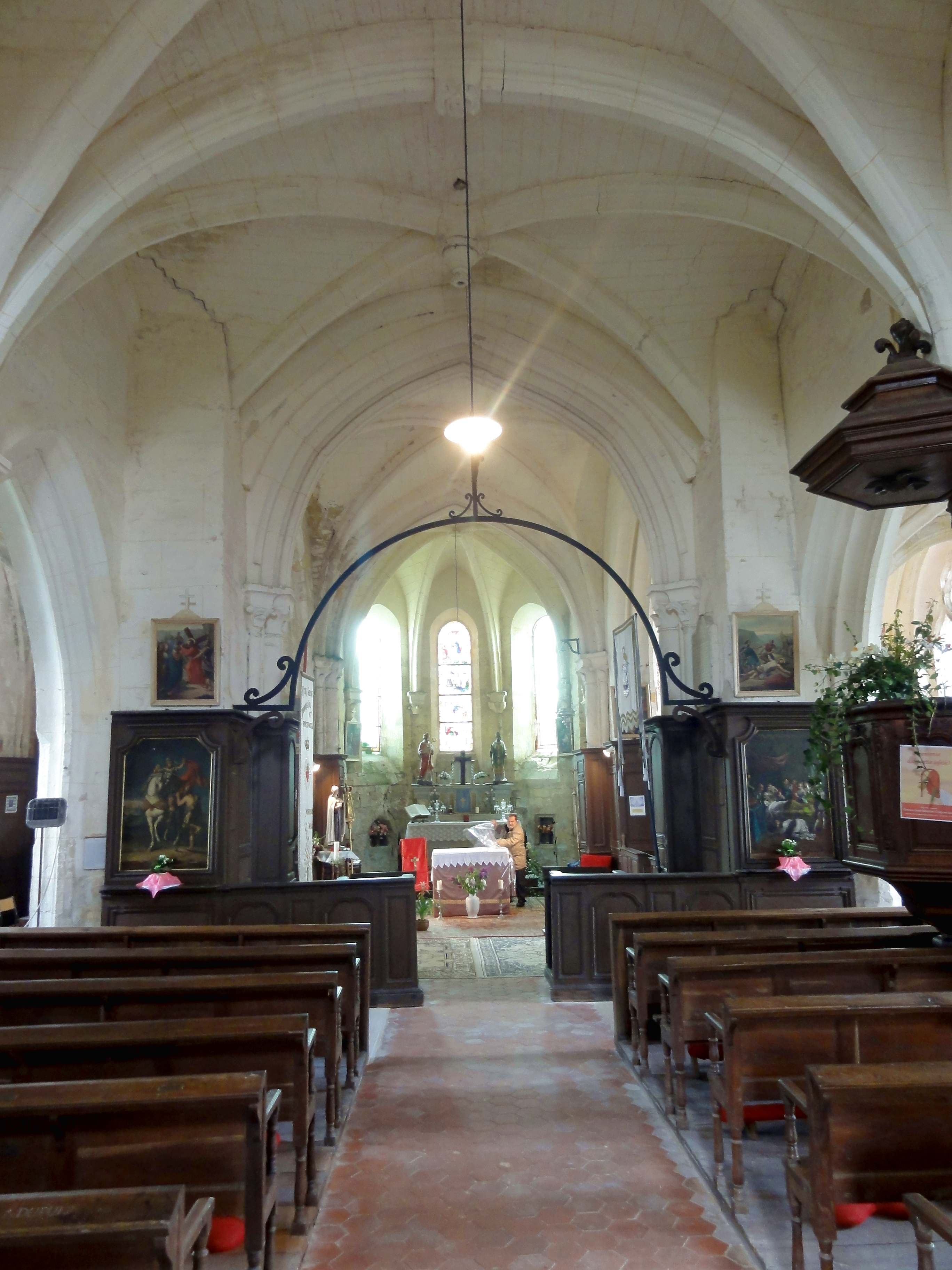
Vue vers l'est.
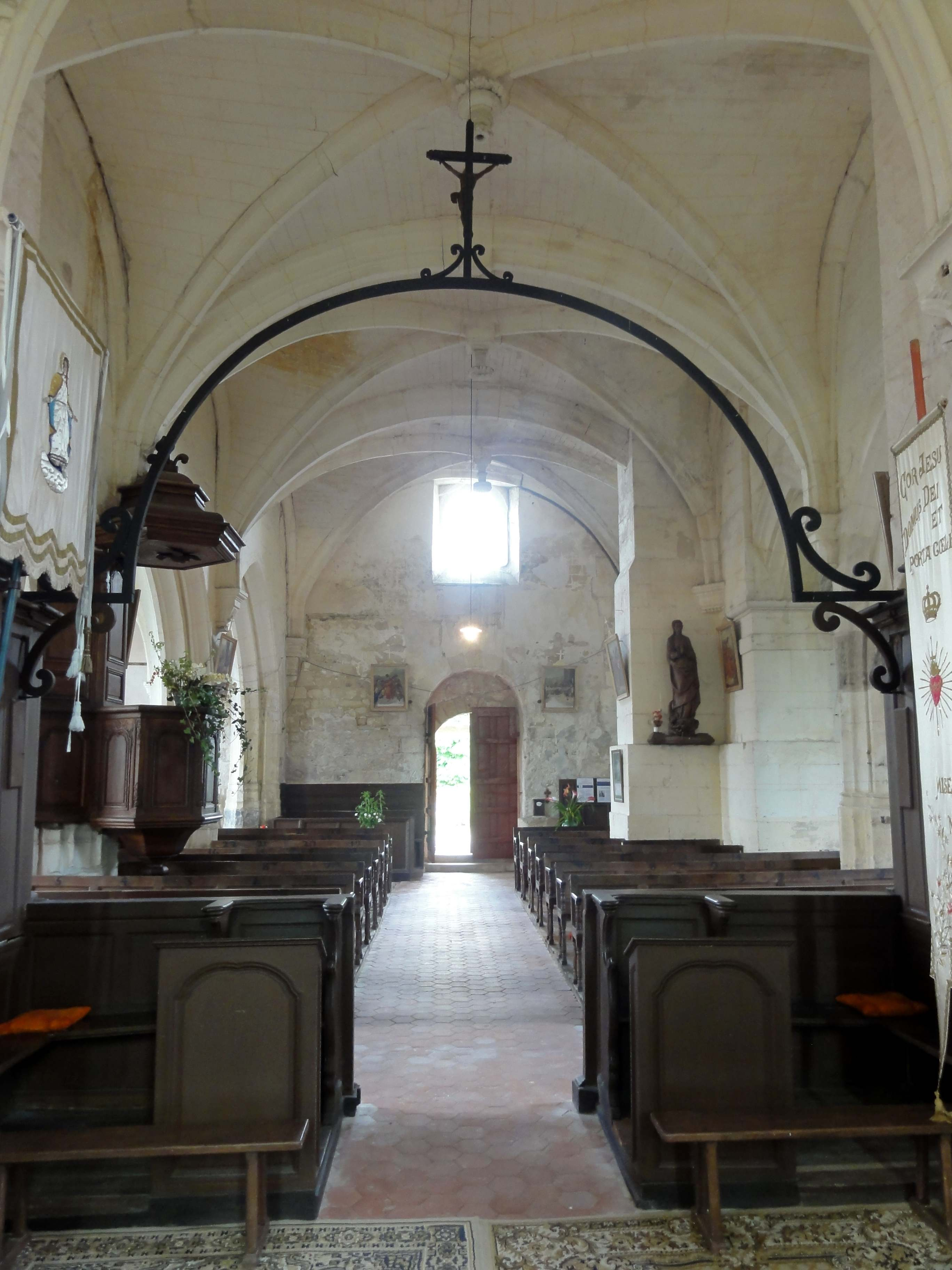
Vue vers l'ouest.
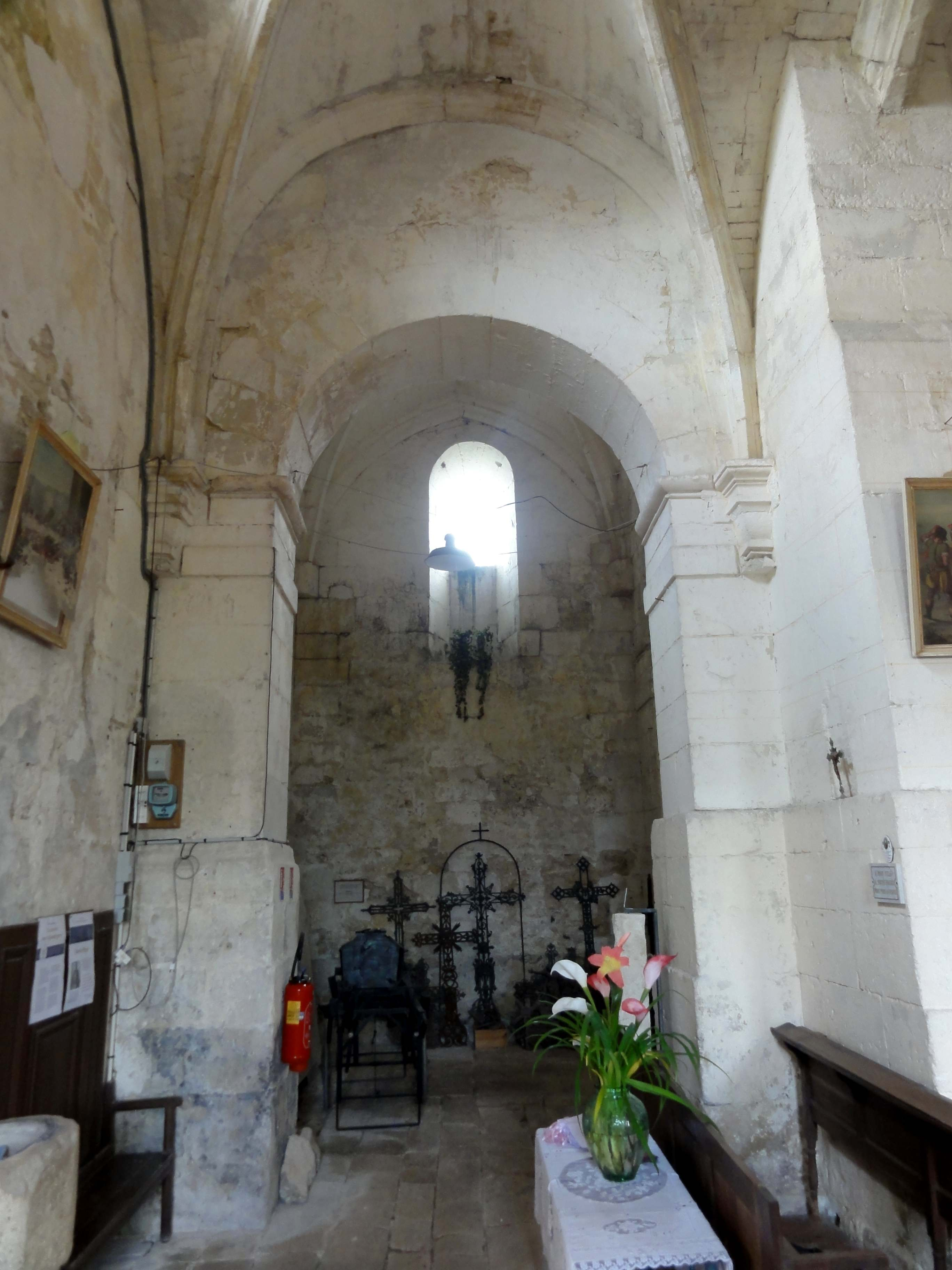
Base du clocher.
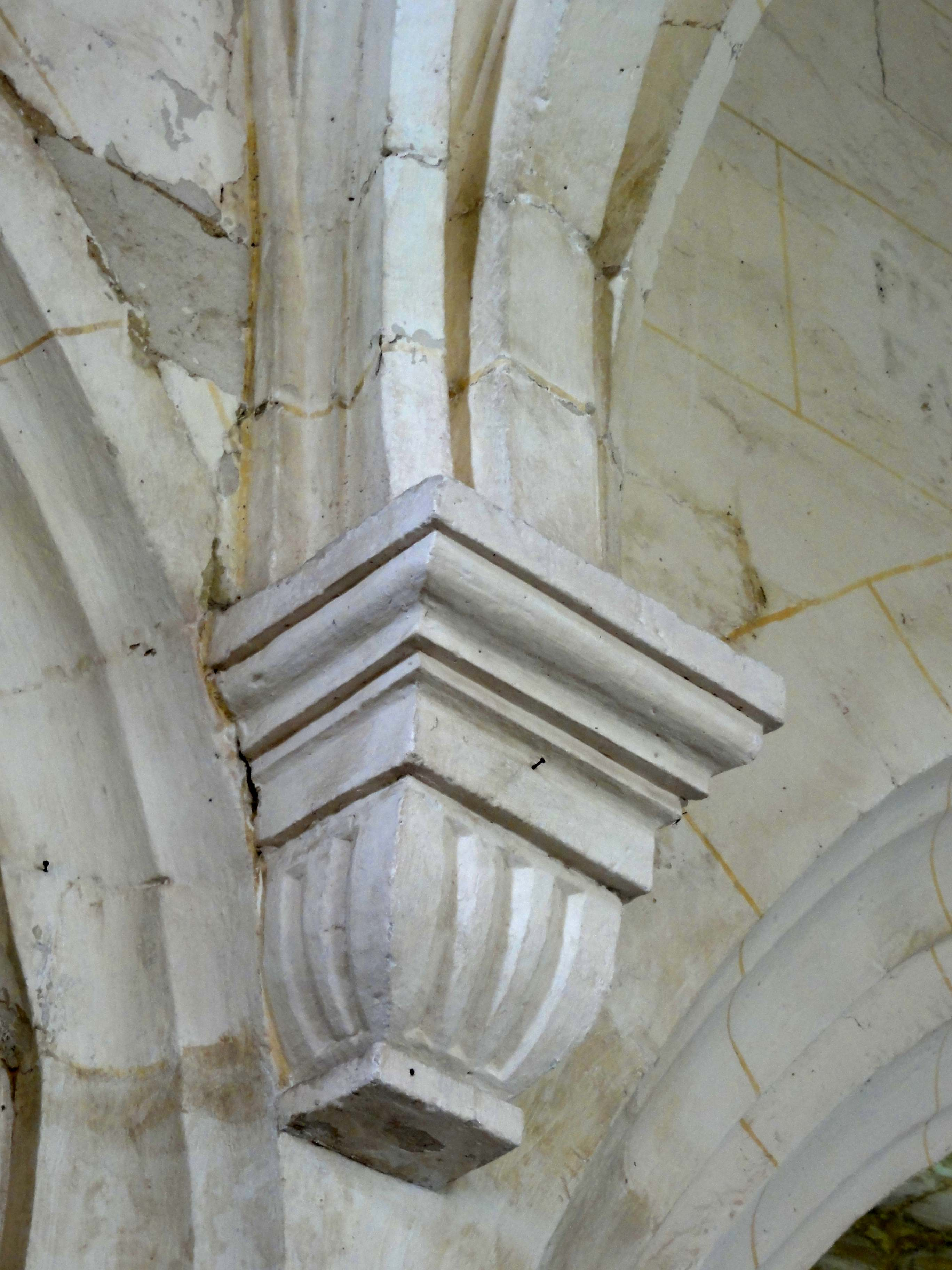
Cul-de-lampe.
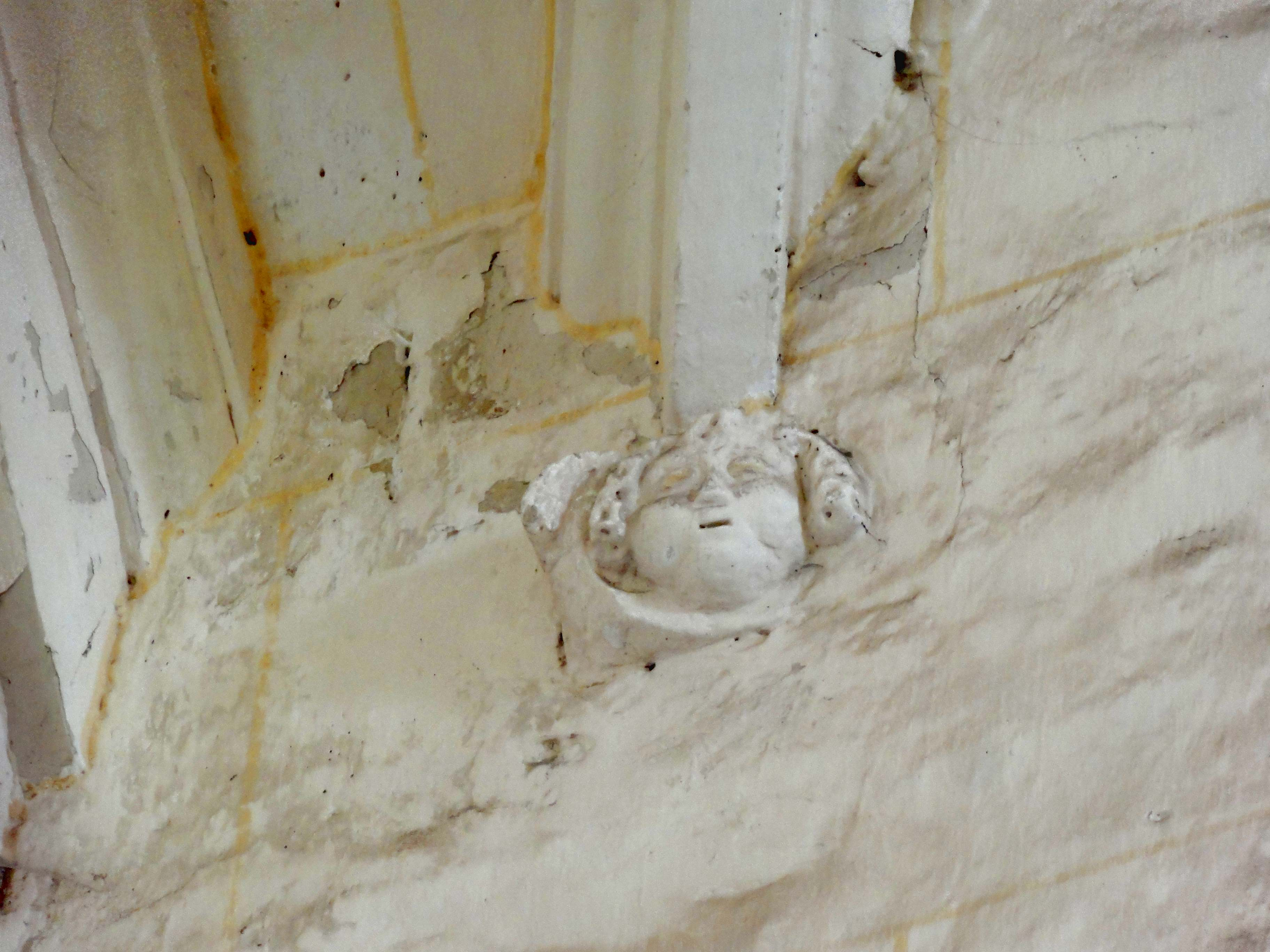
Tête d'ange au sud-est.

#### Chœur

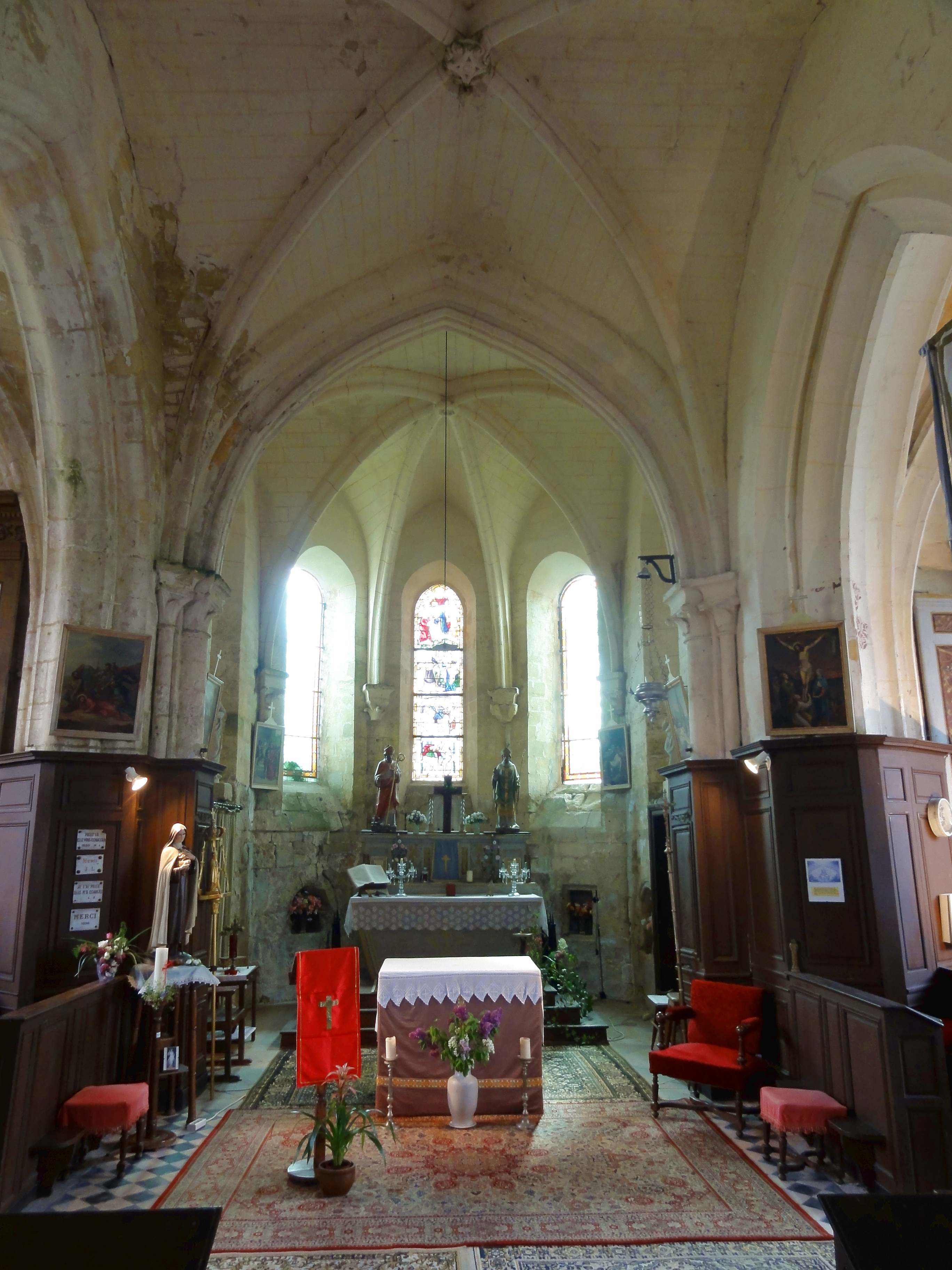
Vue vers l'est.

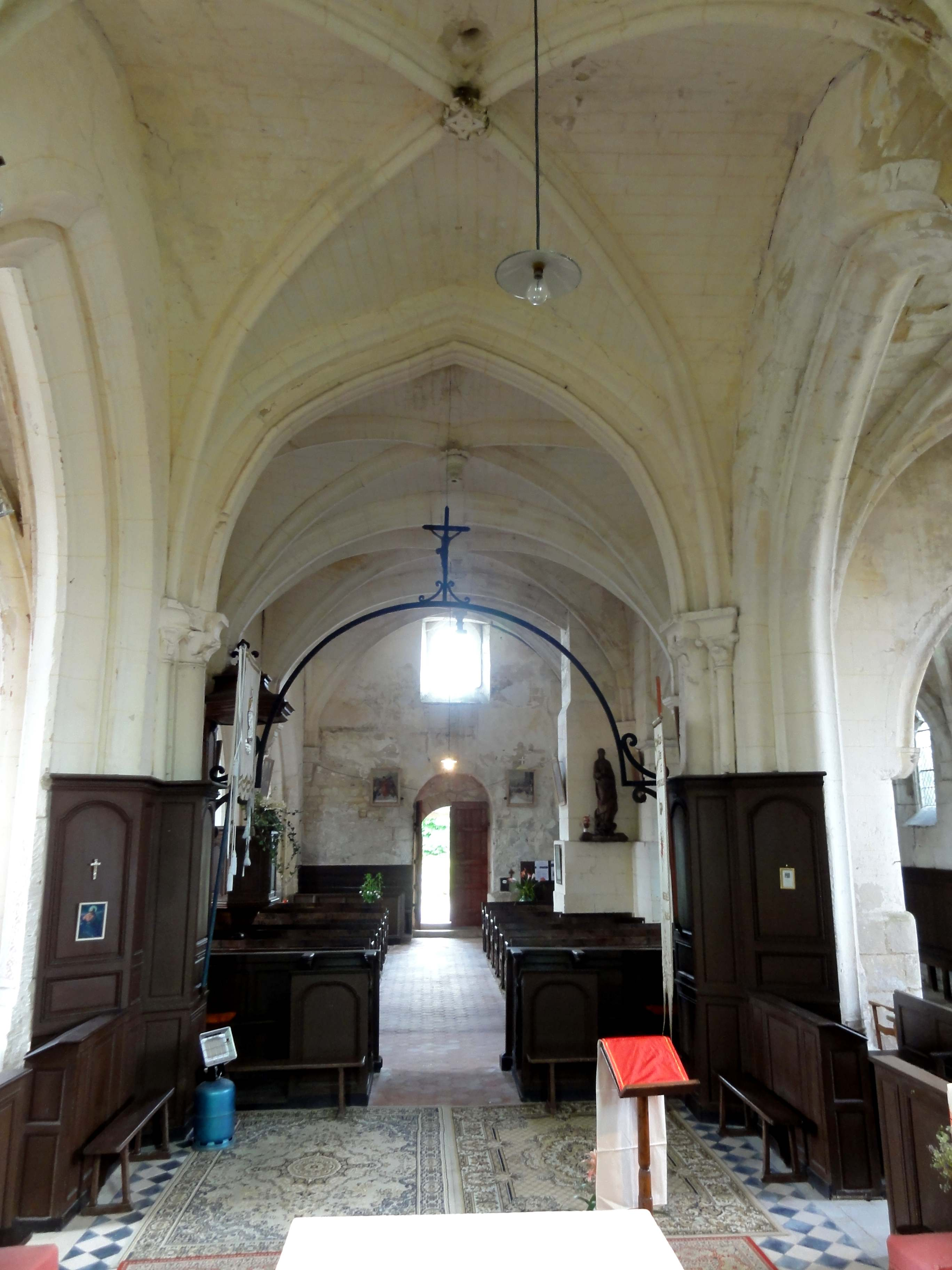
Vue vers l'ouest.

Depuis la nef, le chœur s'ouvre par un arc triomphal à double rouleau, au tracé rendu dissymétrique par la déformation inégale qu'ont subie ses deux flancs. Le rang de claveaux supérieur ne dispose pas de supports, et se caractérise par ses angles entaillés d'une moulure concave évoquant le style flamboyant. L'on peut supposer que cette moulure se substitue à un simple biseau. L'intrados est mouluré d'un méplat entre deux tores dégagés, comme le plus souvent à la première période gothique, et retombe sur les hauts tailloirs carrés de deux colonnes engagées aux chapiteaux de crochets. L'on note le profil très simple des tailloirs, qui se résume à une tablette et un large cavet, et l'anneau en haut de la corbeille. Au sud, des feuilles polylobées prennent la place des crochets du premier rang. Les extrémités de la plupart des crochets sont brisées. La colonne engagée est flanquée de deux fines colonnettes logées dans des angles rentrants. Elles supportent des chapiteaux plus petits, mais sinon analogues, qui sont implantés à 45° face aux ogives auxquels ils sont destinés. Du côté de la nef, l'existence de ces chapiteaux témoigne du projet de reconstruire la nef dans le style du chœur, raison pour laquelle les deux contreforts occidentaux du chœur font saillie dans la nef : ce sont en réalité les amorces des murs de la nef qui devait être construite au XIIIe siècle, et ils n'auraient plus été visibles une fois la nef reconstruite. D'autre part, le profil assez léger de l'arc triomphal et sa retombée sur seulement deux colonnes indique que l'église du XIIIe siècle n'avait déjà pas de clocher central, et que la première travée du chœur ou croisée du transept n'est pas la base d'un ancien clocher, contrairement à la majorité des églises romanes et gothiques de la région.
Les deux travées du chœur sont séparées par un doubleau identique à l'arc triomphal. Ces deux doubleaux délimitent donc la voûte de la première travée à l'ouest et à l'est. Au nord et au sud, il devrait y avoir des formerets, puisque les arcades vers les chapelles ou faux croisillons sont moins élevées que le vaisseau central, mais il n'y a rien de tel. Au XIIIe siècle, les formerets se sont généralisés, et leur absence traduit généralement l'économie des moyens, et concerne plus habituellement les croisillons ou bas-côtés, ou bien les travées voûtées après coup. Les ogives se composent d'un tore aminci en forme d'amande, et sont séparées par deux gorges d'un large bandeau en arrière-plan. Ce profil rare se trouve dans la chapelle latérale sud de Seraincourt, du début du XIVe siècle. La clé de voûte est sculptée de quatre quarts-de-cercle disposés en accolade autour d'une petite rose centrale, le tout étant entouré de huit petites fleurs. Les élévations latérales se composent d'un mur percé d'une haute arcade. Comme déjà évoqué, celle du sud accuse le même profil que les grandes arcades de la nef, et est datée des années 1530 consécutivement à la datation du croisillon sud dont elle fait partie. La seule différence avec les grandes arcades est l'intrados plus fin, et limité à une mince arête. Mais le rouleau supérieur n'adopte pas le même tracé que l'autre, et a sans doute été taillé dans le mur après l'ouverture de l'arcade, tandis que le rang de claveaux inférieur est appareillé. L'élévation latérale nord présente une arcade assez semblable, mais un boudin en forme de double doucine remplace ici la gorge du rang de claveaux inférieur et l'intrados. Ces boudins concordent avec les piliers ondulés dans lesquels ils se fondent dans de nombreuses églises flamboyantes de la région, et apparaissent sur les arcades d'un certaine nombre d'églises. On peut citer Armancourt, Boran-sur-Oise, Jagny-sous-Bois, Jaux, Othis, Serans, Survilliers, Vauréal, Venette, Saint-Firmin, etc. Selon Maryse Bideault et Claudine Lautier, ce profil ne se répand qu'au début du XVIe siècle. L'arcade serait donc postérieure à la chapelle du nord bâtie au début du XVe siècle, ou aurait été retaillée.
Dans une région où domine le chevet plat, les absides à pans coupés sont minoritaires, surtout aux XIIe et XXIIIe siècles. À peu près contemporaines sont Glaignes et Vauciennes. Les similitudes avec Glaignes sont frappantes : le plan et l'ordonnancement des supports sont identiques, les deux chœurs sont dépourvus de formerets, et les deux ont été agrandis par l'adjonction de chapelles au nord et au sud de la première travée. Enfin, dans les deux cas, les fenêtres sont des lancettes simple sans la moindre ornementation, en plein cintre à Glaignes et en arc légèrement brisé à Feigneux. L'architecture du chœur de Vauciennes est plus élégante : les fenêtres descendent plus bas, et il y a des formerets, qui assument accessoirement un rôle décoratif. L'abside de Feigneux est certes l'une des plus simples de son type. Les deux fenêtres latérales sont bouchées. Les six branches d'ogives de la voûte sont au même profil que dans la première travée du chœur. Elles retombent sur les tailloirs carrés de petits chapiteaux également analogues à celles de la travée précédente, sauf celui à droite de la baie d'axe, où deux têtes humaines au-dessus de longs cous font saillie devant les deux angles. Les fûts des quatre chapiteaux dans les angles de l'abside ont été supprimés pour la pose des boiseries, qui onté été déposées dans l'abside, mais subsistent dans la première travée, les croisillons et les bas-côtés. Aucun autre détail ne retient l'attention, si ce n'est le vitrail de la baie d'axe qui daterait de 1537 attestée encore en 1926, et perdue sans doute lors de la restauration de 1957 (voir le chapitre Mobilier).

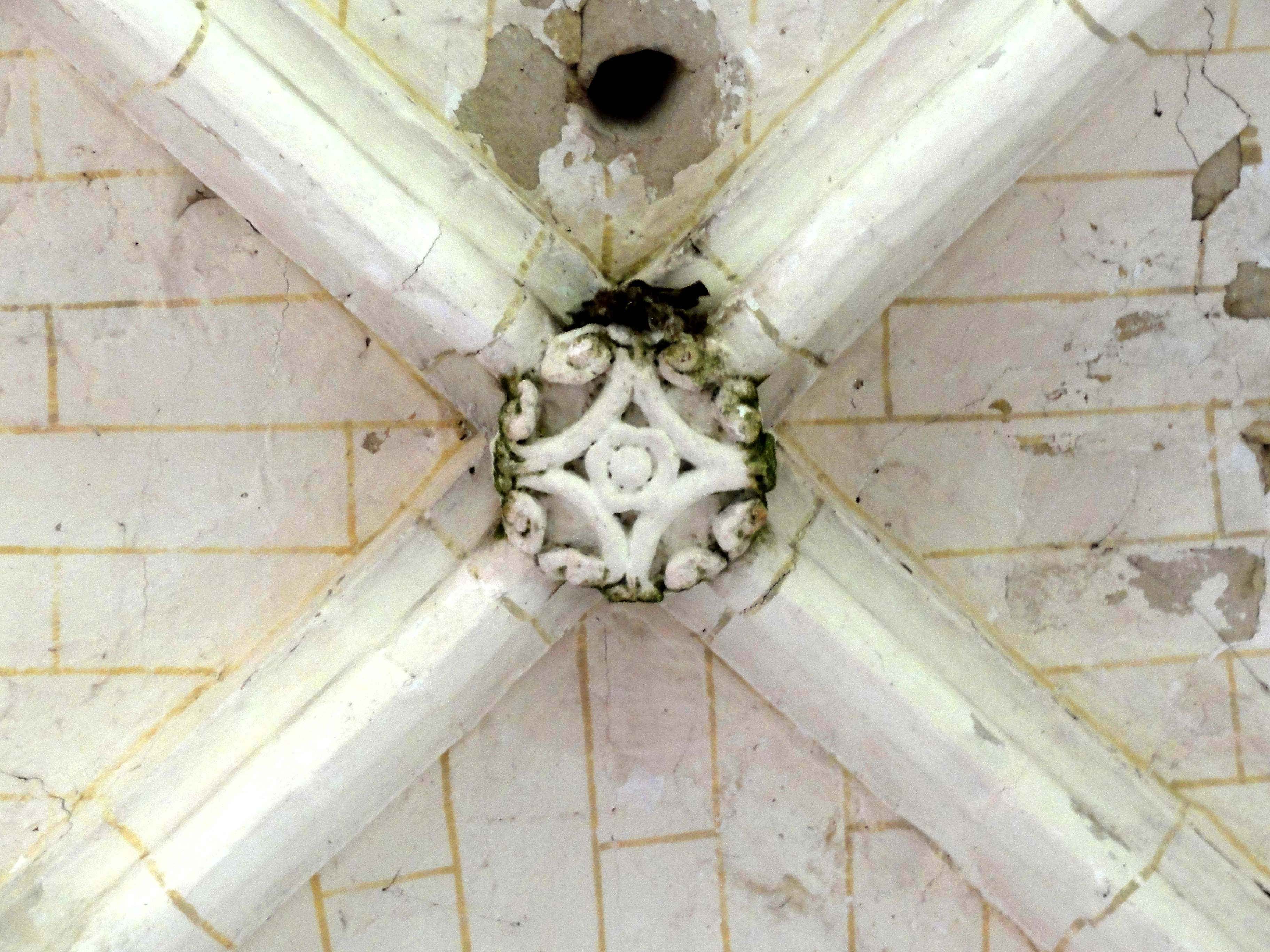
1re travée, clé de voûte.
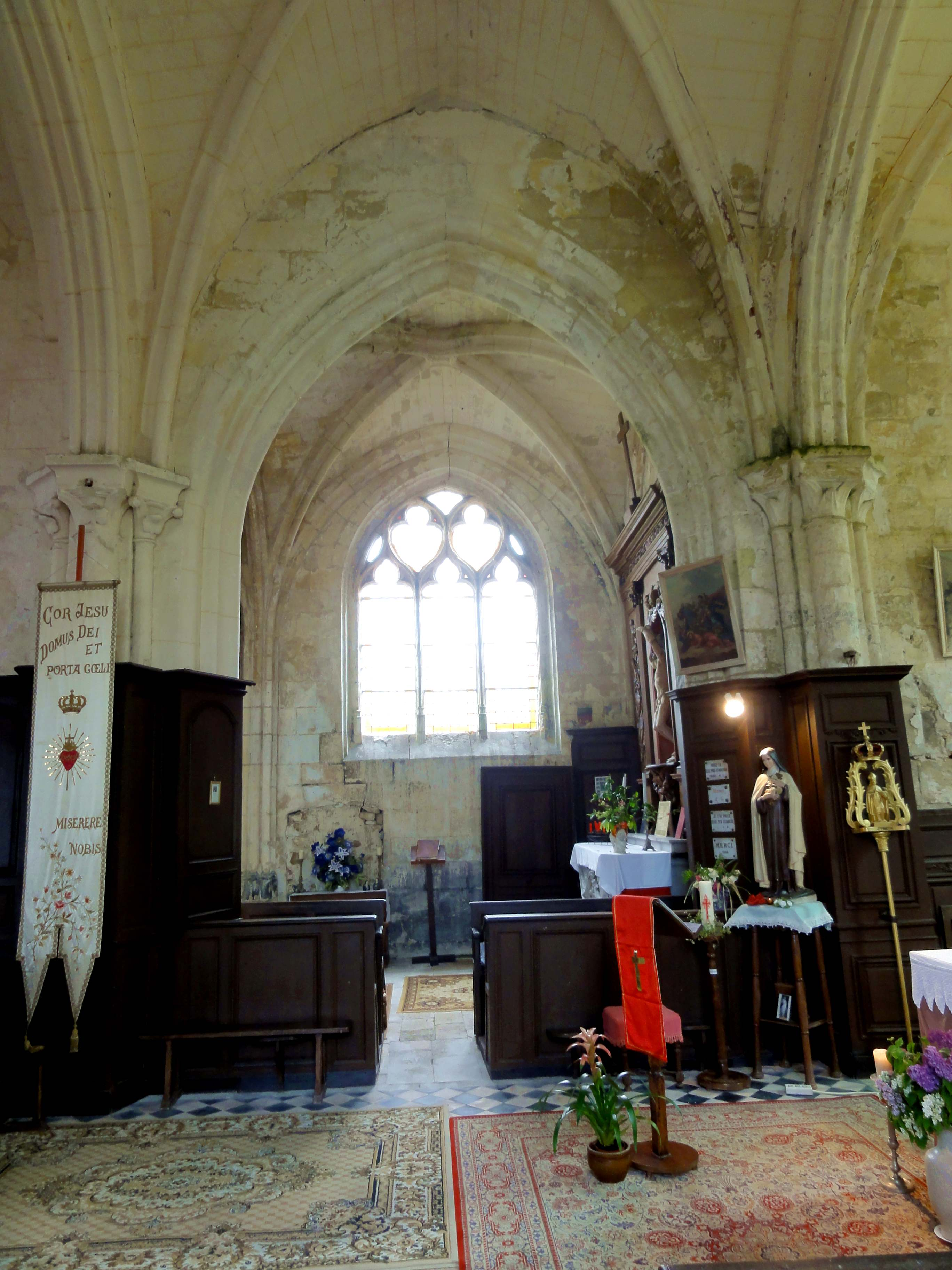
1re travée, vue vers le nord.
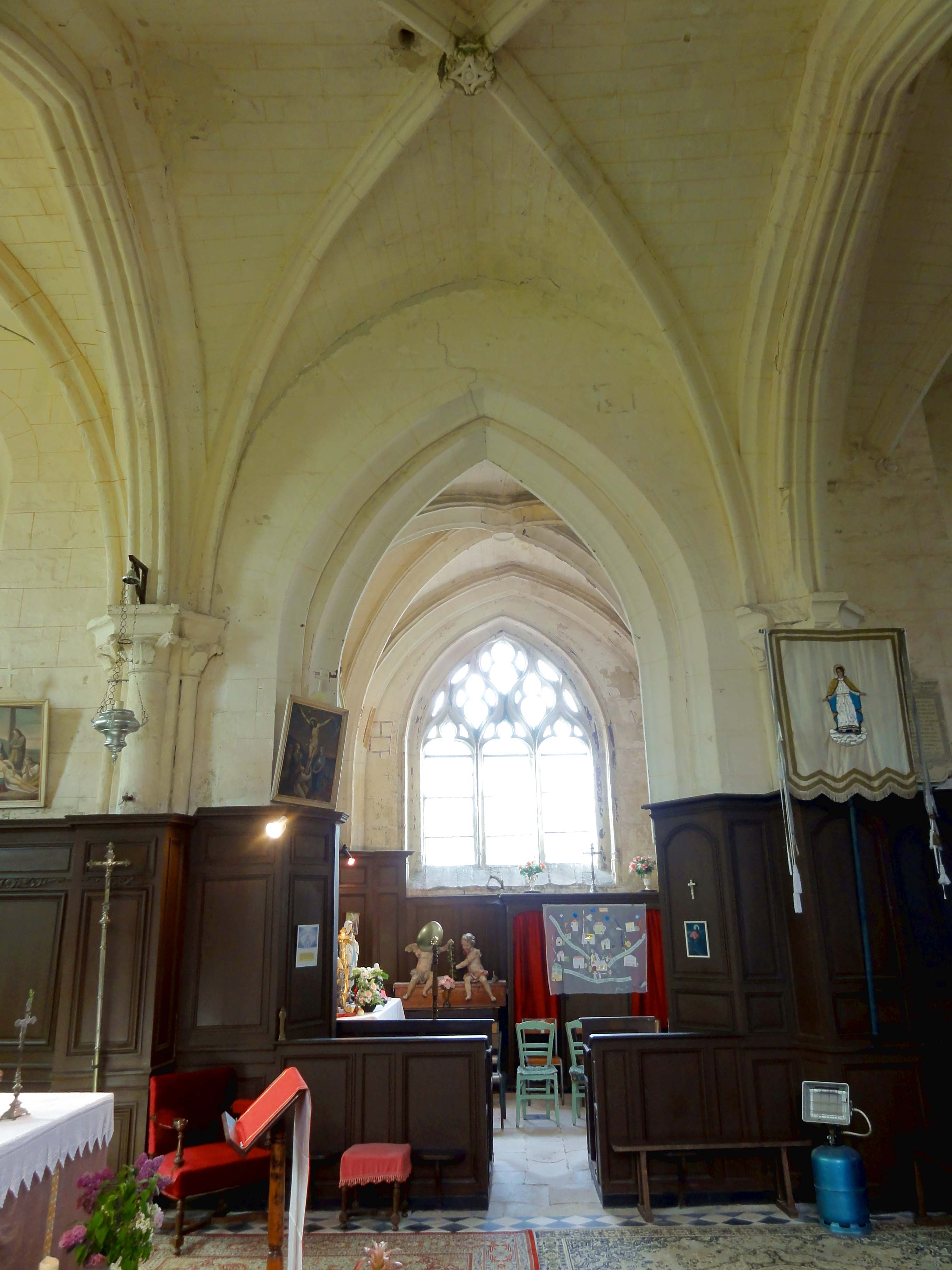
1re travée, vue vers le sud.
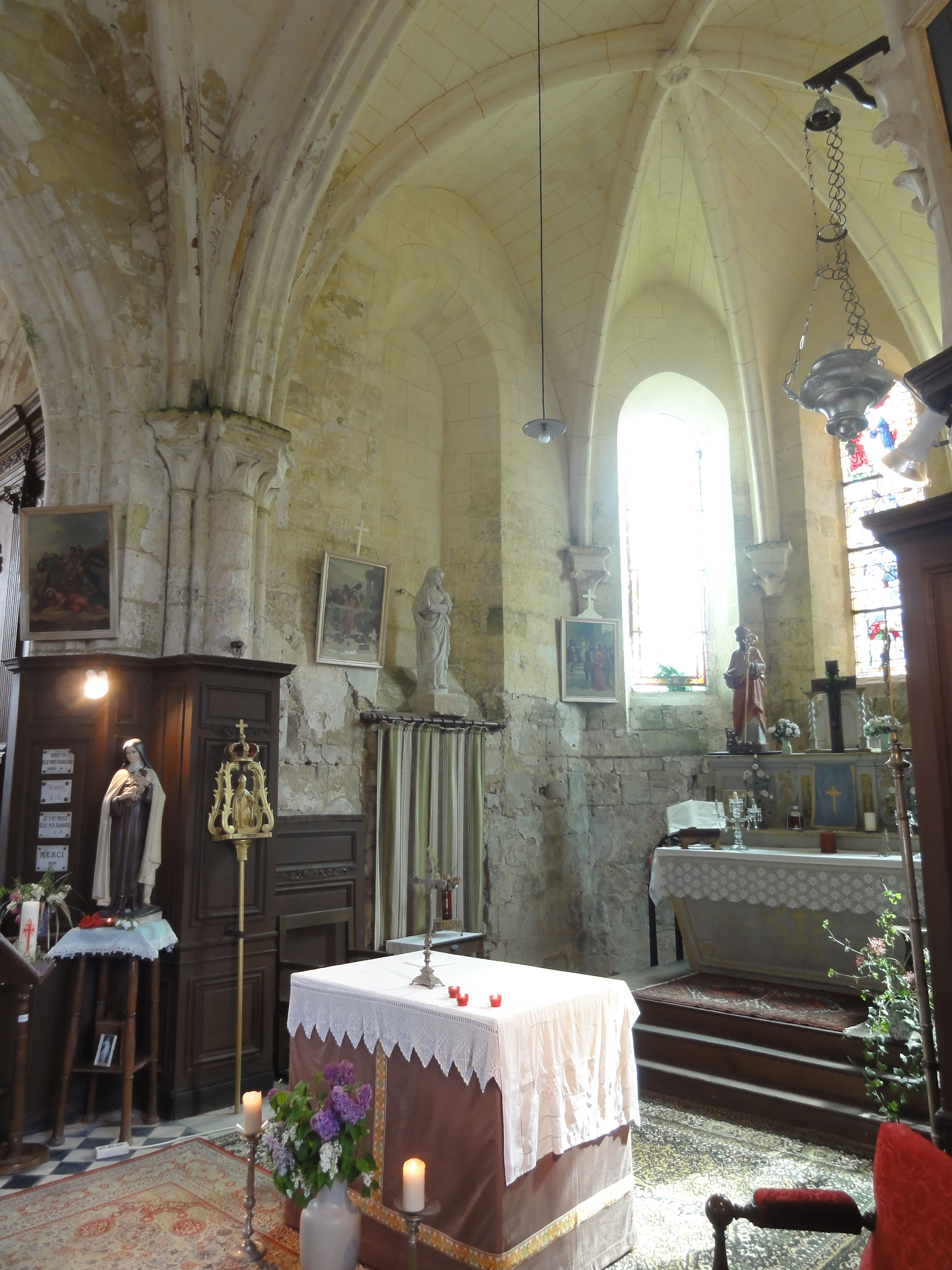
Vue vers le nord-est dans l'abside.
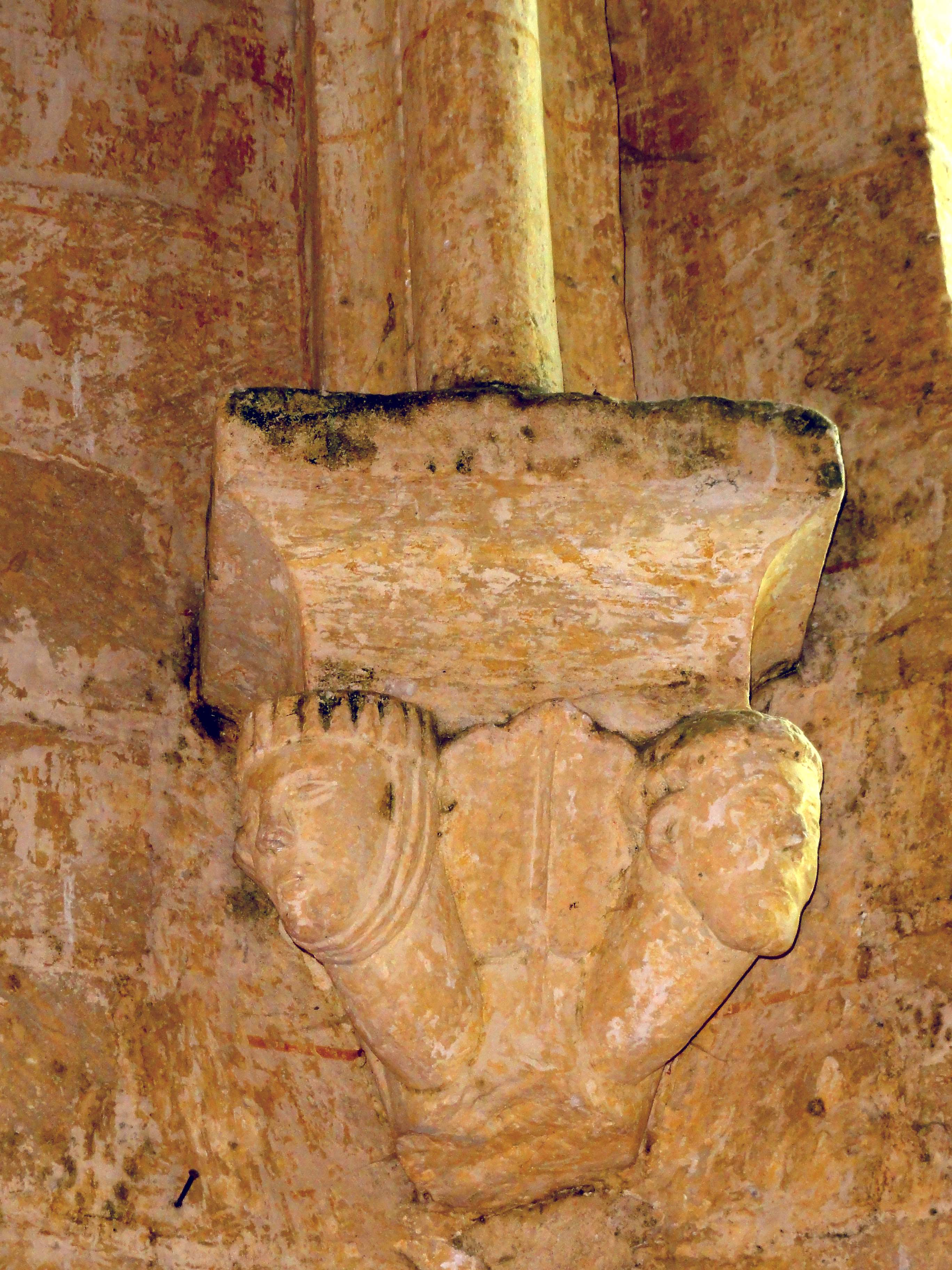
Chapiteau à droite de la baie d'axe.
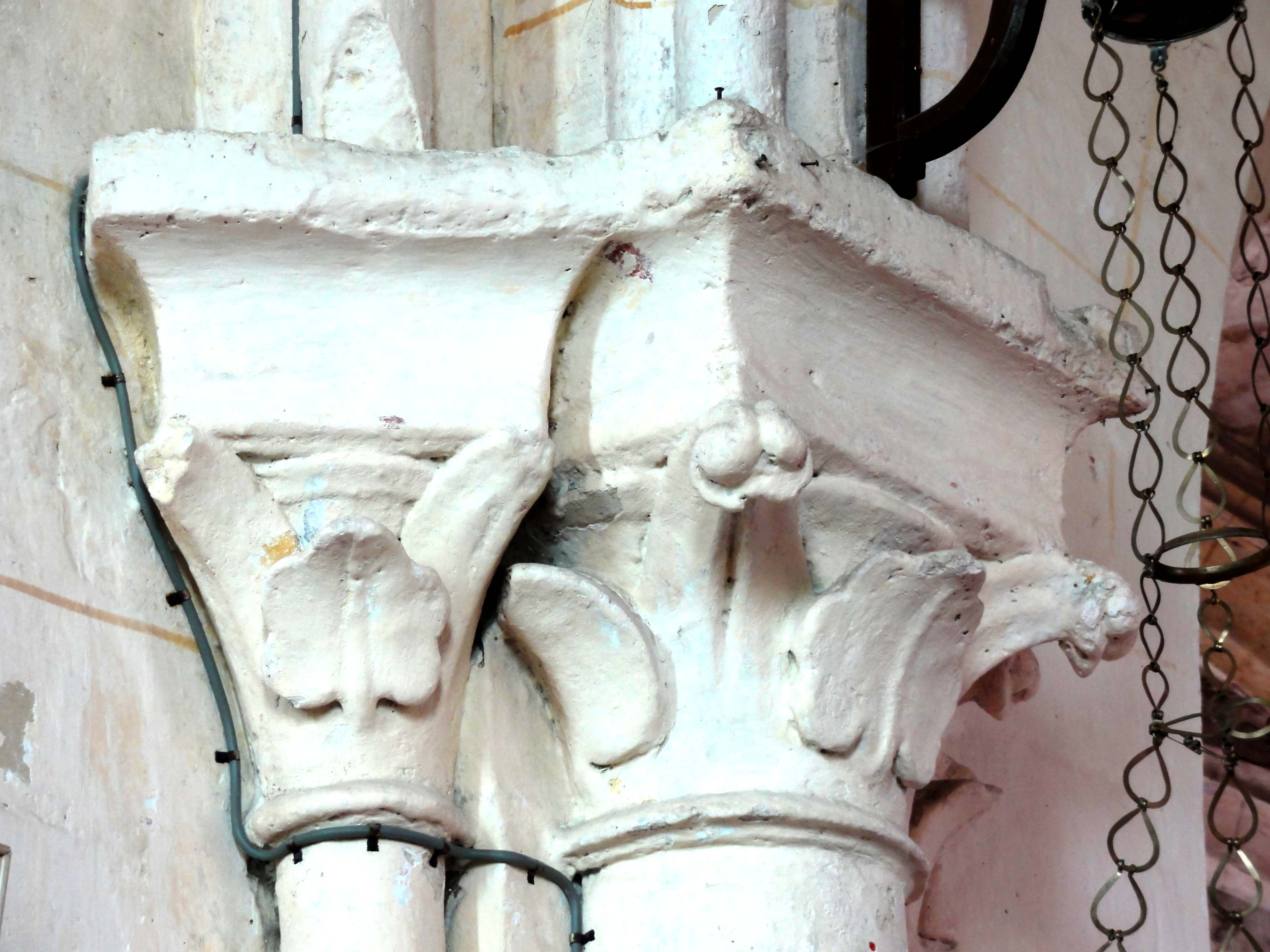
1re travée, chapiteaux dans l'angle sud-ouest.

#### Chapelle et bas-côté nord

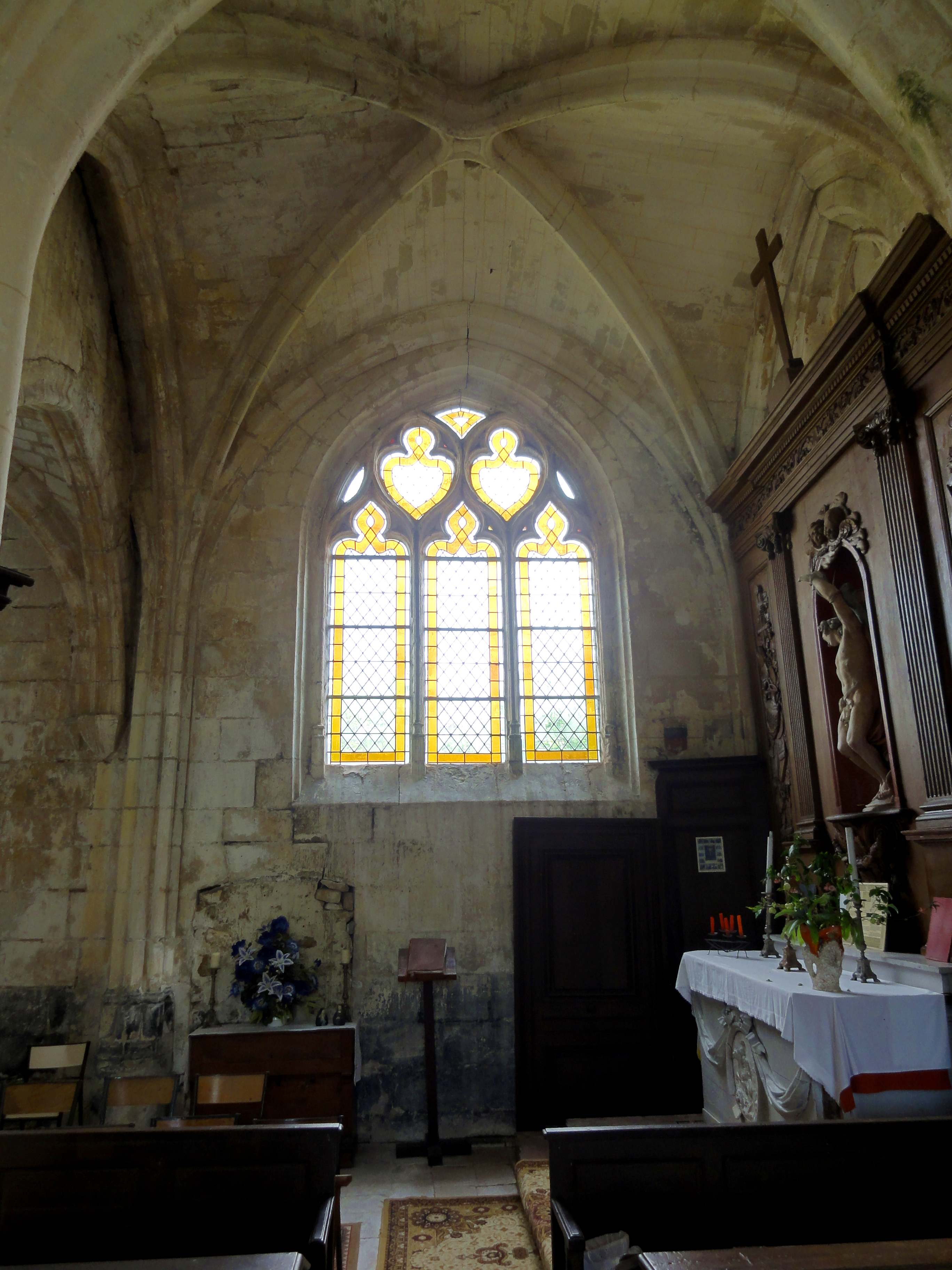
Chapelle latérale nord.

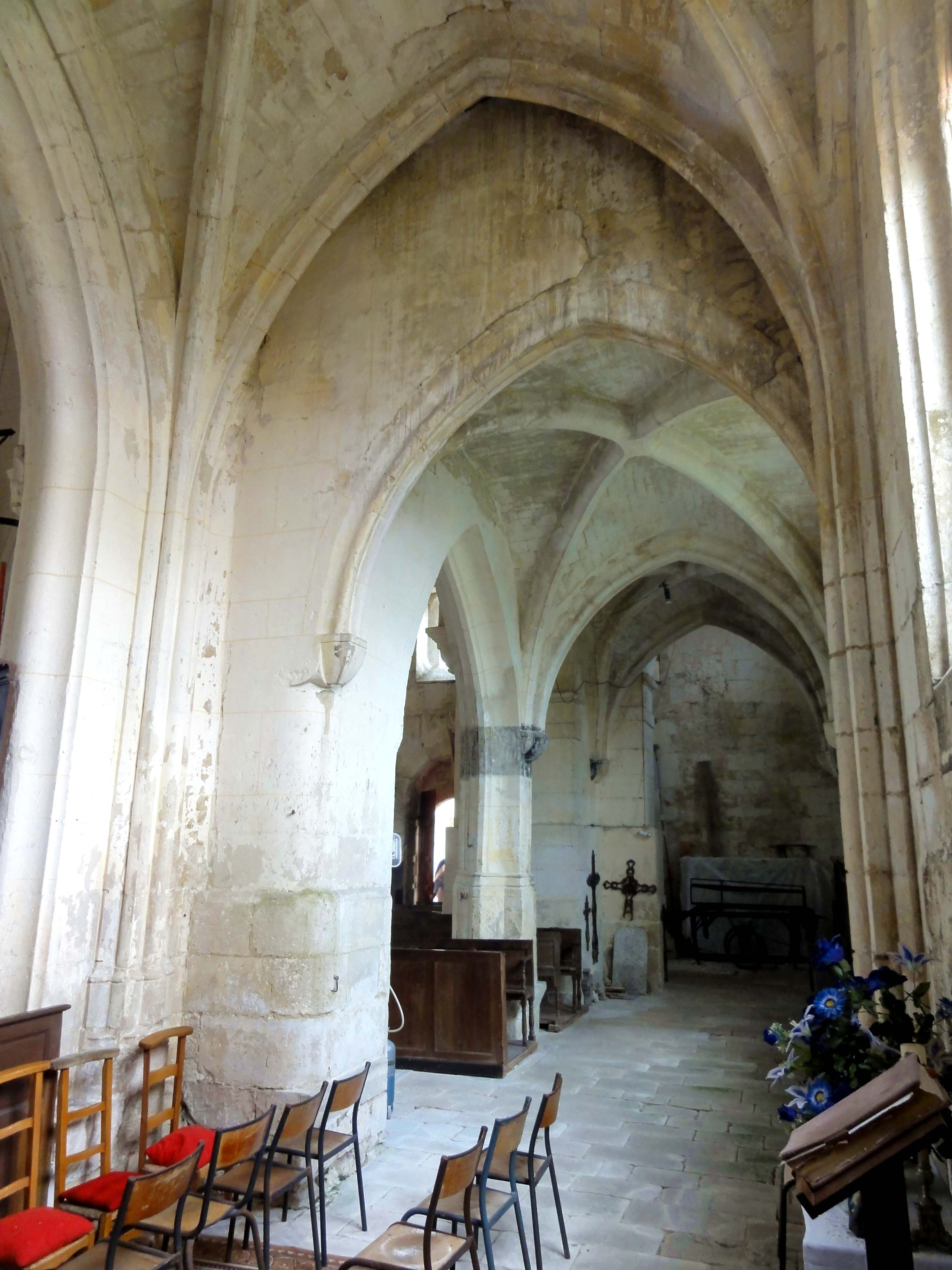
Chapelle nord, vue vers l'ouest dans le bas-côté.

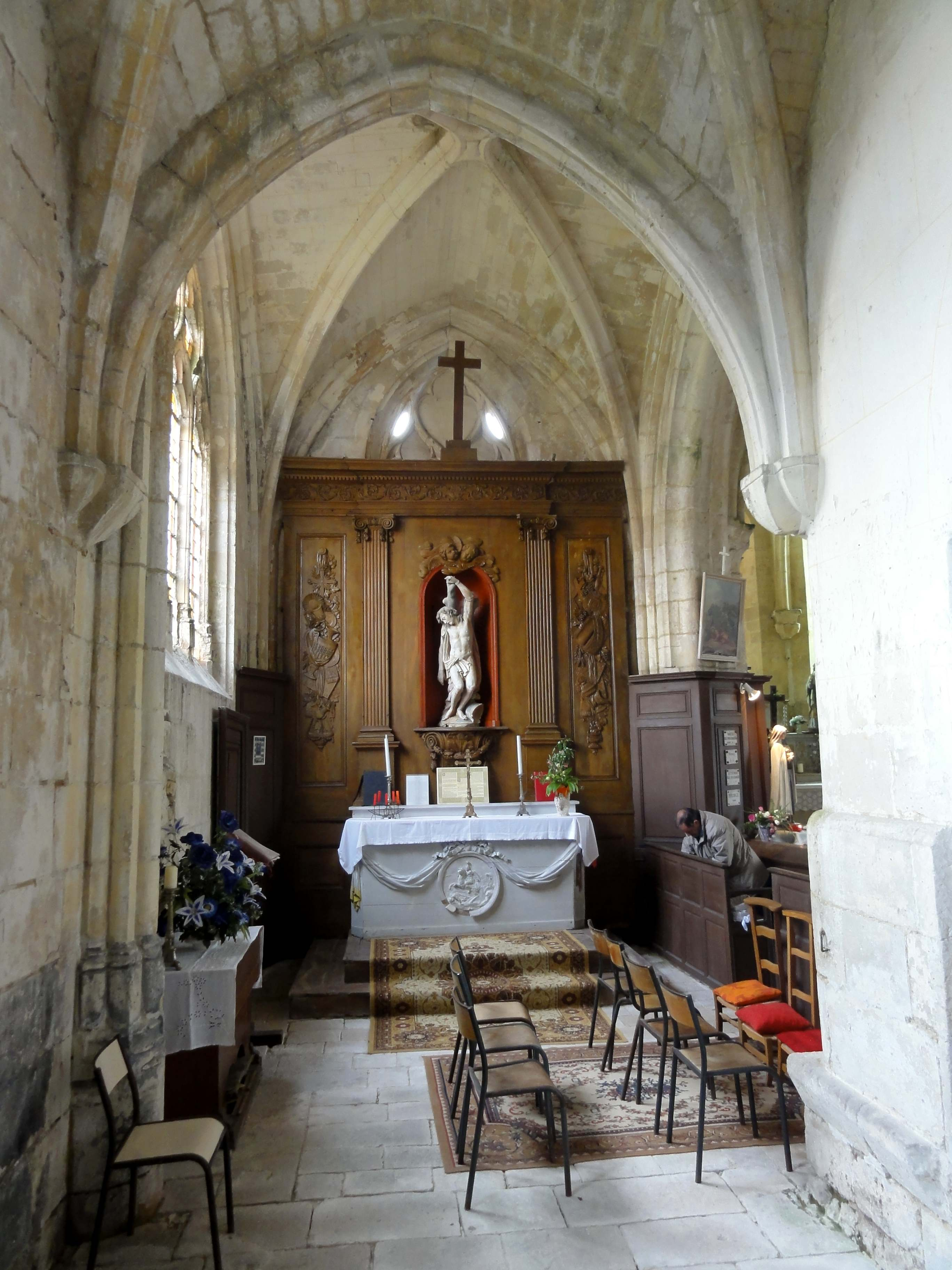
Bas-côté nord, vue vers l'est dans la chapelle.

Le croisillon ou la chapelle latérale nord, dédiée à Saint-Sébastien, patron des archers particulièrement populaire dans un pays où ce sport est encore largement pratiqué dans la plupart des communes, est d'un intérêt architectural particulier en raison de l'époque de sa construction, au début du XVe siècle. En pleine guerre de Cent Ans, s'effectue la transition successive du style rayonnant vers le style flamboyant, comme l'illustre parfaitement la Sainte-Chapelle de Vincennes. Il convient de rappeler que l'arcade vers le chœur a été retaillée pendant la première moitié du XVIe siècle, comme l'indique son profil qui ne fait son apparition qu'au début de ce siècle, qui est très répandu mais n'existe pas ailleurs dans l'église de Feigneux. Au moment de la construction de la chapelle, l'on a dû se contenter d'une arcade sommaire, car les fonds manquaient, comme le montre l'interruption du chantier après la construction de la voûte de la chapelle.
La voûte est plaquée devant le mur qui comporte l'arcade, et son formeret septentrional épouse le tracé de l'arcade du côté est, mais s'en éloigne un peu du côté ouest, et un net écart apparaît entre le pilier engagé et le piédroit de l'arcade. Les ogives accusent un tore aminci en forme d'amande entre deux gorges, sans grande différence avec les voûtes du chœur, ce qui soulève la question si les voûtes du chœur ne seraient pas secondaires. La clé de voûte est toutefois nettement différente : les ogives voisines se rejoignent par des courbes, et laissent ainsi un espace libre au sommet de la voûte. On y a sculpté une gerbe de blé. Il y a un doubleau du côté ouest, qui accuse ce même profil. Les formerets correspondent à la moitié des ogives, comme il deviendra la règle à la période flamboyante. Toutes ces nervures retombent directement jusqu'au sol, et forment ainsi des piliers engagés dans les angles de la chapelle. Ils se situent à mi-chemin entre les piliers fasciculés de la période rayonnante, auxquels manquent les tailloirs et chapiteaux, et les piliers ondulés de la période flamboyante, qui abandonnent le profil torique. Les bases se composent d'un tore supérieur en forme de talon, d'une longue section verticale, d'un tore aplati, d'une scotie peu profonde, et d'un autre tore aplati. Ces piliers évoquent le chartrier de l'abbaye Saint-Jean-Baptiste du Moncel, qui date de la période comprise entre 1310 et 1337. Si Dominique Vermand date toutefois la chapelle du début du XVe siècle, c'est qu'il convient de tenir compte du réseau des fenêtres, qui est déjà typiquement flamboyant. La baie septentrionale est à trois lancettes à têtes trilobées surmontées de deux soufflets et deux mouchettes, les écoinçons étant ajourés. La baie orientale est à deux lancettes et un soufflet, et sinon analogue. Tous ses compartiments sont bouchés, sauf les mouchettes. Contrairement à l'usage à la période flamboyante à son apogée, les meneaux sont garnis d'un mince tore, alors que les meneaux chanfreinés sont déjà fréquents au début du XIVe siècle. Le pourtour est mouluré d'une gorge et d'une fine moulure concave.
Lors de la construction du croisillon nord, les élévations latérales de la nef n'avaient pas encore prises leur forme actuelle, et l'on espérait apparemment encore construire une nouvelle nef selon les dimensions de la première travée du chœur. Cette nef aurait été moins large et moins élevée, mais ses bas-côtés auraient été plus généreusement dimensionnés. On ne peut pas s'expliquer autrement l'existence d'un doubleau à l'ouest de la chapelle, qui est plus large et plus élevée que celle-ci, et d'un départ d'ogive depuis le pilier engagé dans le mur extérieur. Le doubleau ouvre donc en partie sur un mur, mais celui-ci n'est pas directement plaqué devant le doubleau, et laisse un faible intervalle. Ensuite, une arcade retombant sur des culots frustes ouvre sur le bas-côté nord. Cette arcade est profilée d'un méplat entre deux tores dégagés, comme dans le chœur, et tels sont aussi les doubleaux intermédiaires du bas-côté. Ce profil tombe en principe en désuétude au milieu du XIIIe siècle, et son apparition ici donne à penser que la construction du bas-côté et son voûtement furent engagés bientôt après l'achèvement du croisillon. L'archaïsme des doubleaux concorde avec la rusticité des culots et le profil rudimentaire des ogives, qui se présentent comme des arêtes fortement saillantes avec un renflement de chaque côté. Dans la période trouble de la guerre de Cent Ans, l'on a dû faire appel à des artisans de village non rompus à la construction d'églises, qui se sont inspirés de ce qu'ils ont vu dans le voisinage, sans toujours bien identifier et bien interpréter les courants novateurs. Dans ce contexte, le recours à des culs-de-lampe ne doit pas être interprété comme preuve d'un voûtement secondaire : il s'agissait plutôt de faire l'économie de piliers engagés. Pour la même raison, les formerets font défaut, comme déjà dans le chœur. Les fenêtres de la troisième et de la deuxième travée affichent deux lancettes trilobées surmontées d'un oculus, et la modénature est ici chanfreinée. La fenêtre de la première travée est plus petite, et en arc brisé. Cette travée est la base du clocher, et n'a rien en commun avec les deux autres travées du bas-côté, si ce n'est le profil des ogives et la retombée des voûtes sur des culots, qui sont ici des blocs de pierre sous la forme d'un quart de fût de colonne. En revanche, la voûte est pourvue de formerets. Un trou pour la remontée des cloches, entouré d'une nervure analogue aux ogives, est ménagé dans son centre. À l'ouest, une épaisse arcade en plein cintre non moulurée se superpose au doubleau par lequel commence la deuxième travée du bas-côté. Cette arcade est identique à celle qui ouvre depuis la nef, et les deux témoignent d'une réfection de la base du clocher à l'époque moderne.

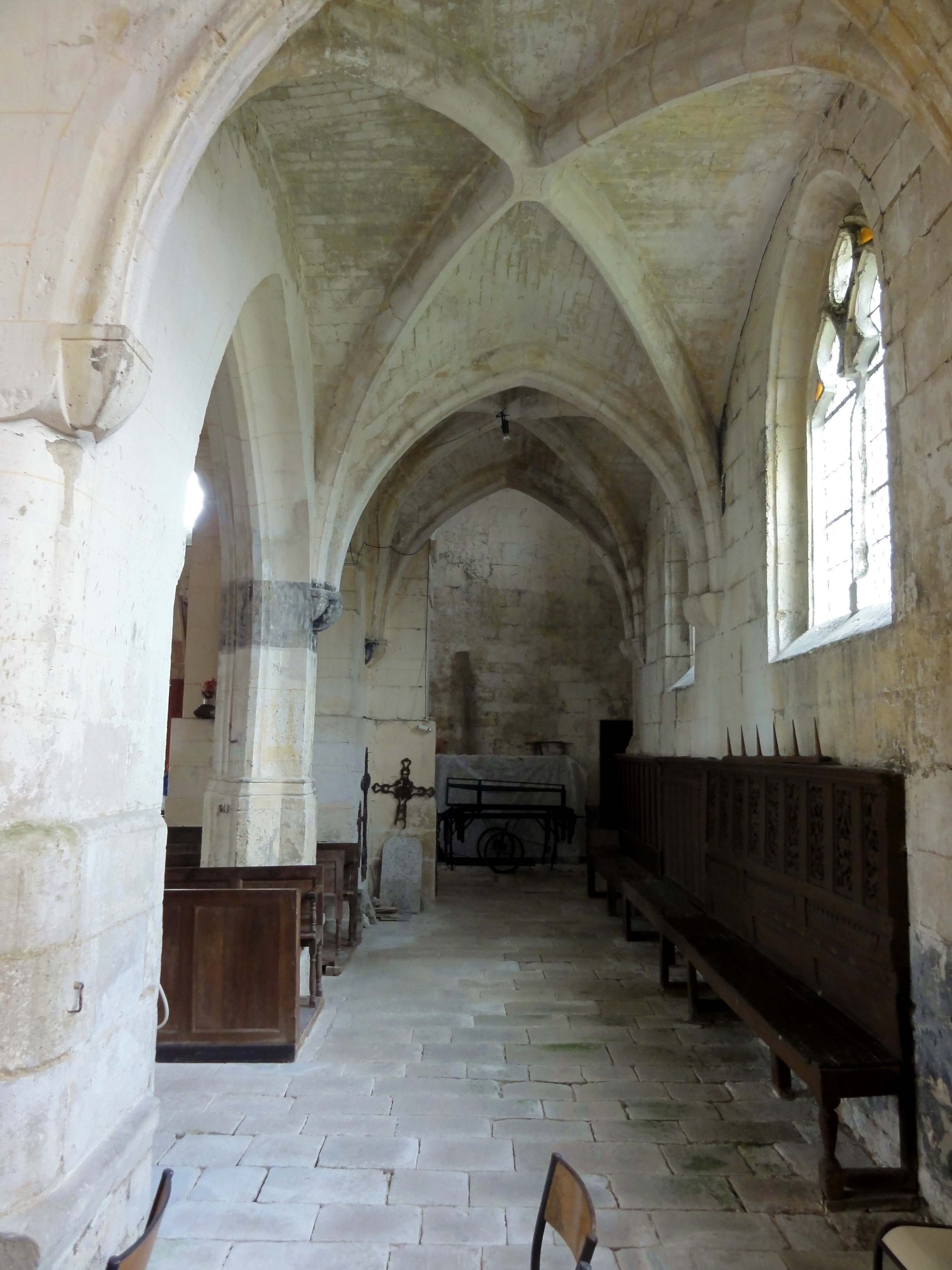
Bas-côté nord, vue vers l'ouest.
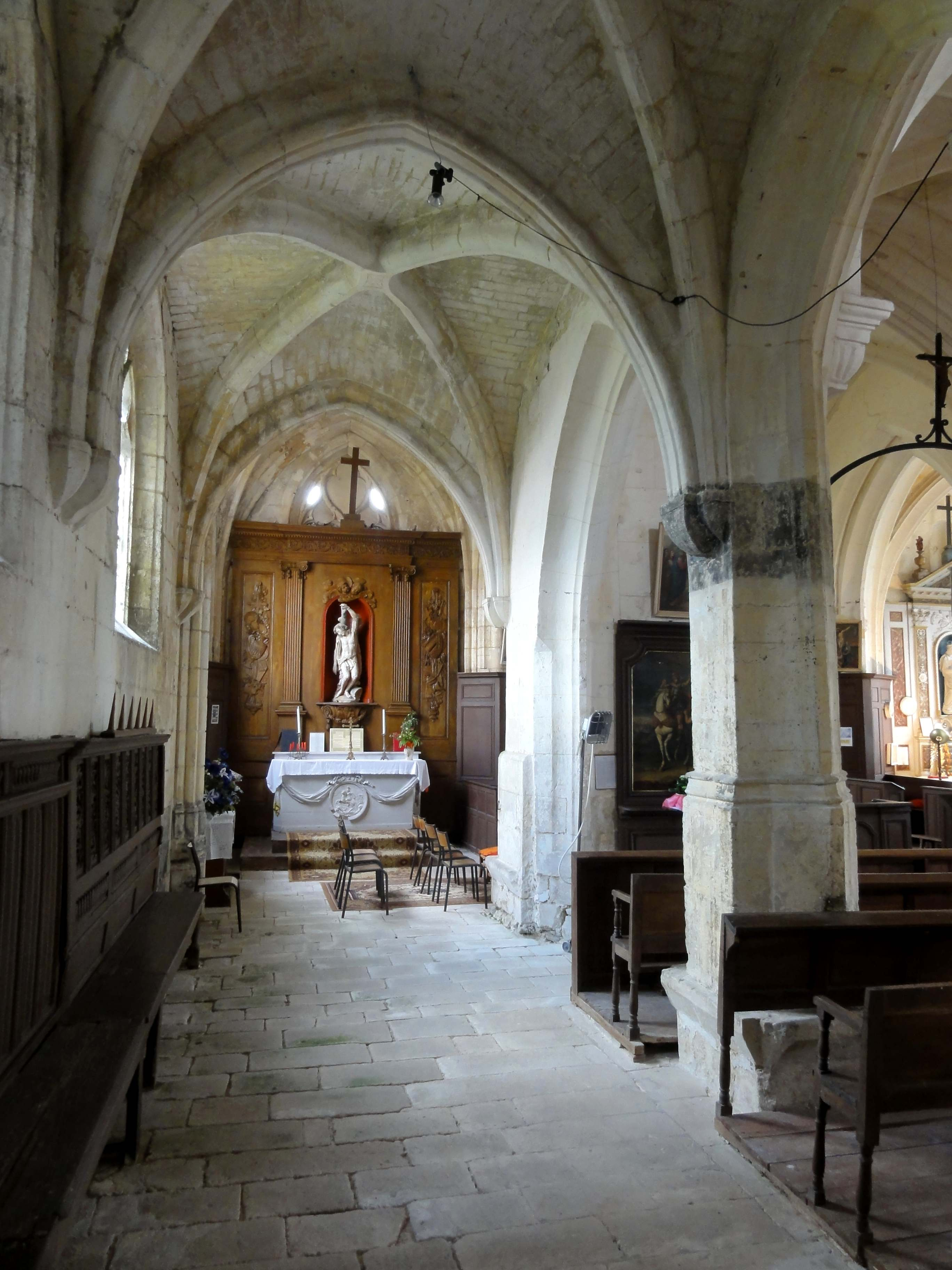
Bas-côté nord, vue vers l'est.
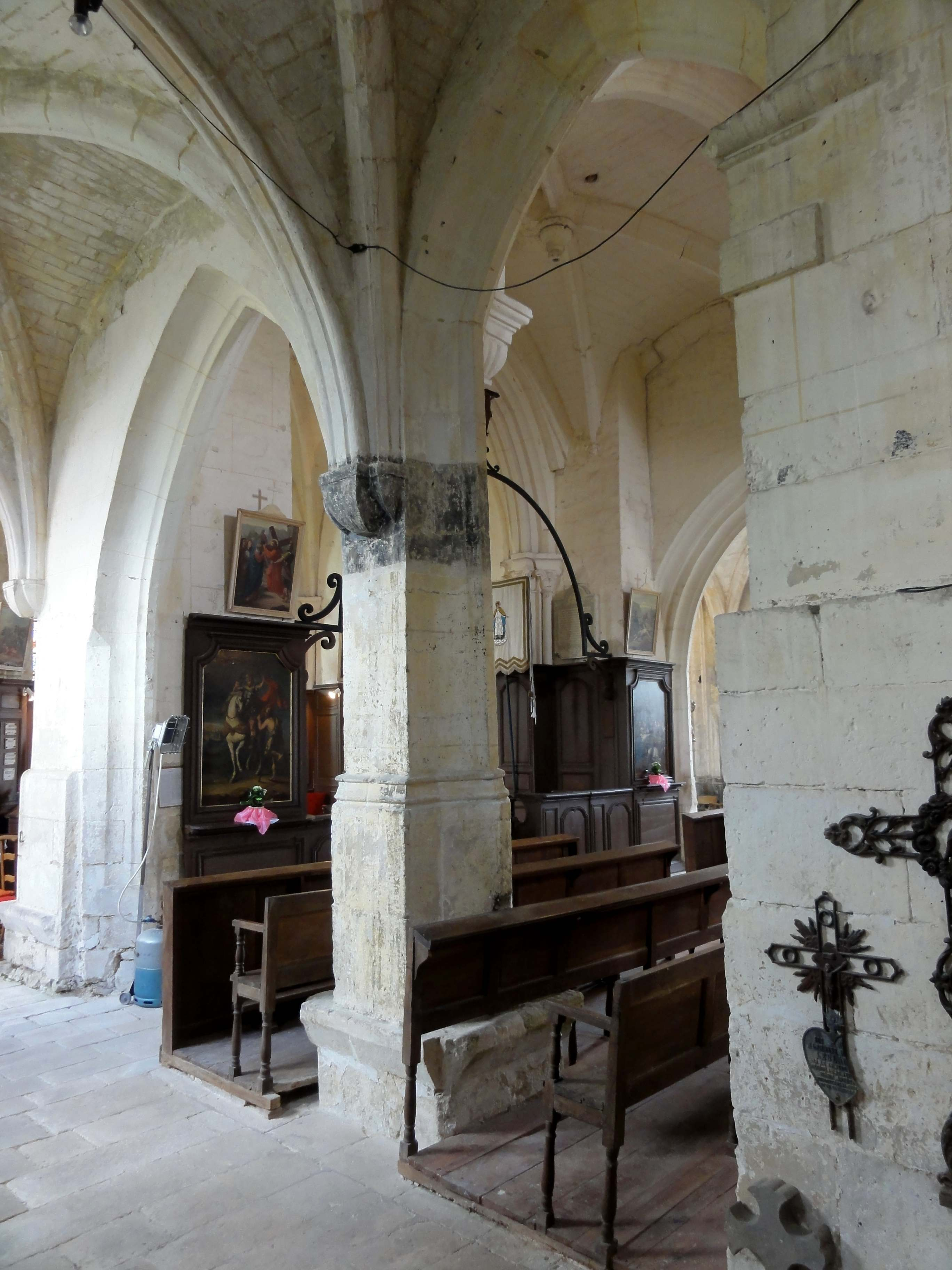
Bas-côté nord, vue par la 2e et 3e grande arcade.
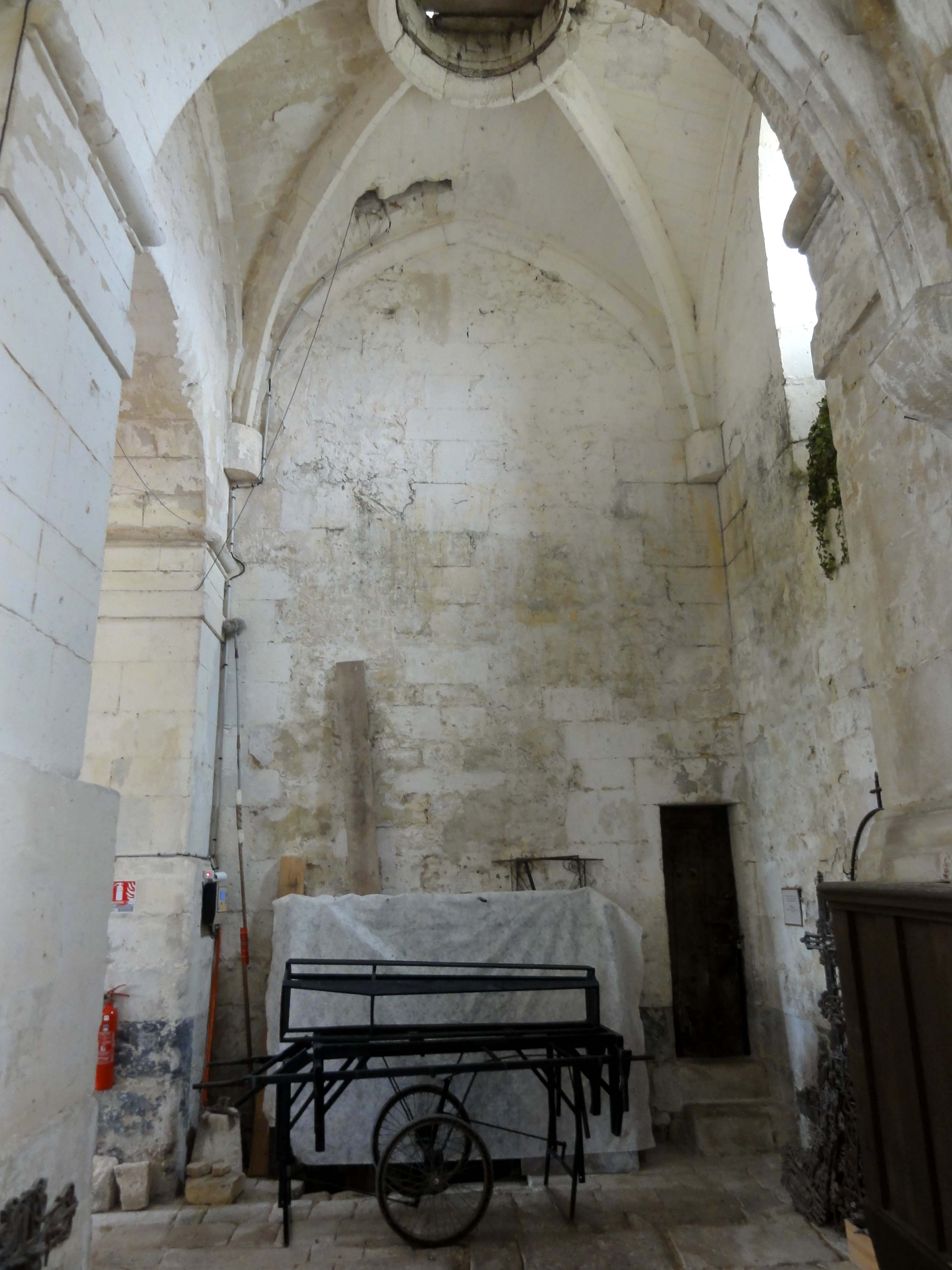
Base du clocher, vue vers l'ouest.
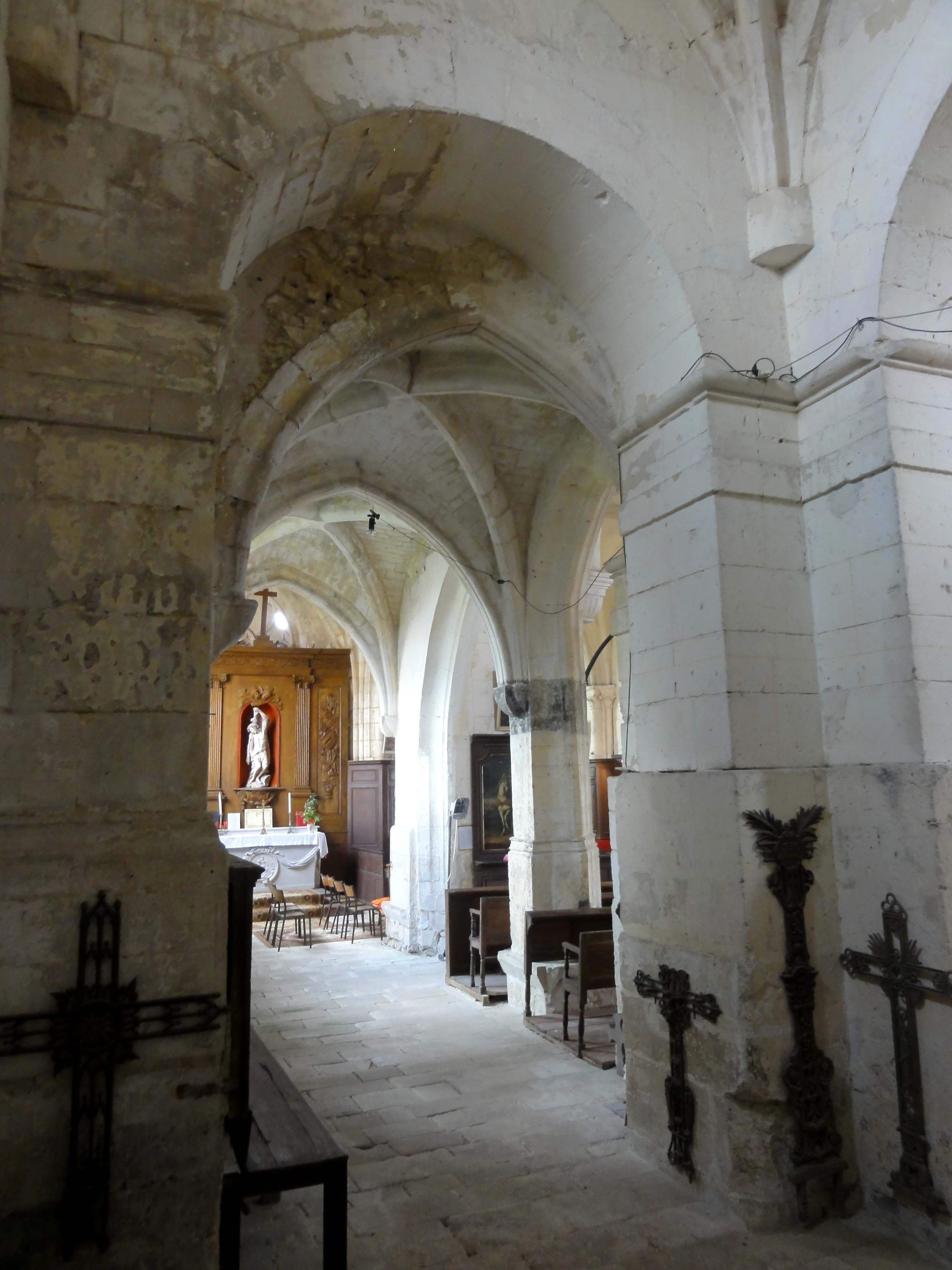
Base du clocher, vue vers le sud-est.
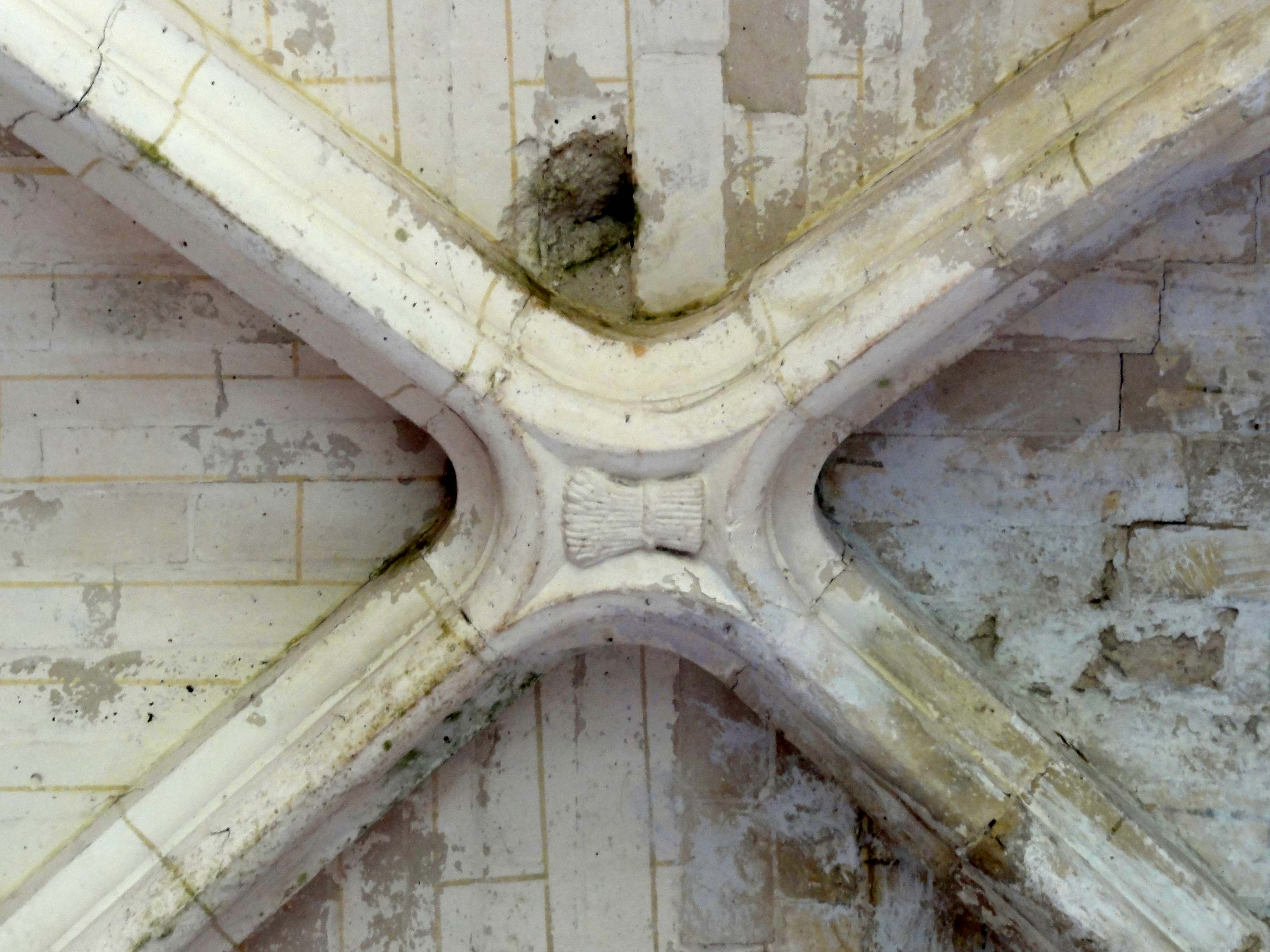
Chapelle latérale nord, clé de voûte.

#### Chapelle et bas-côté sud

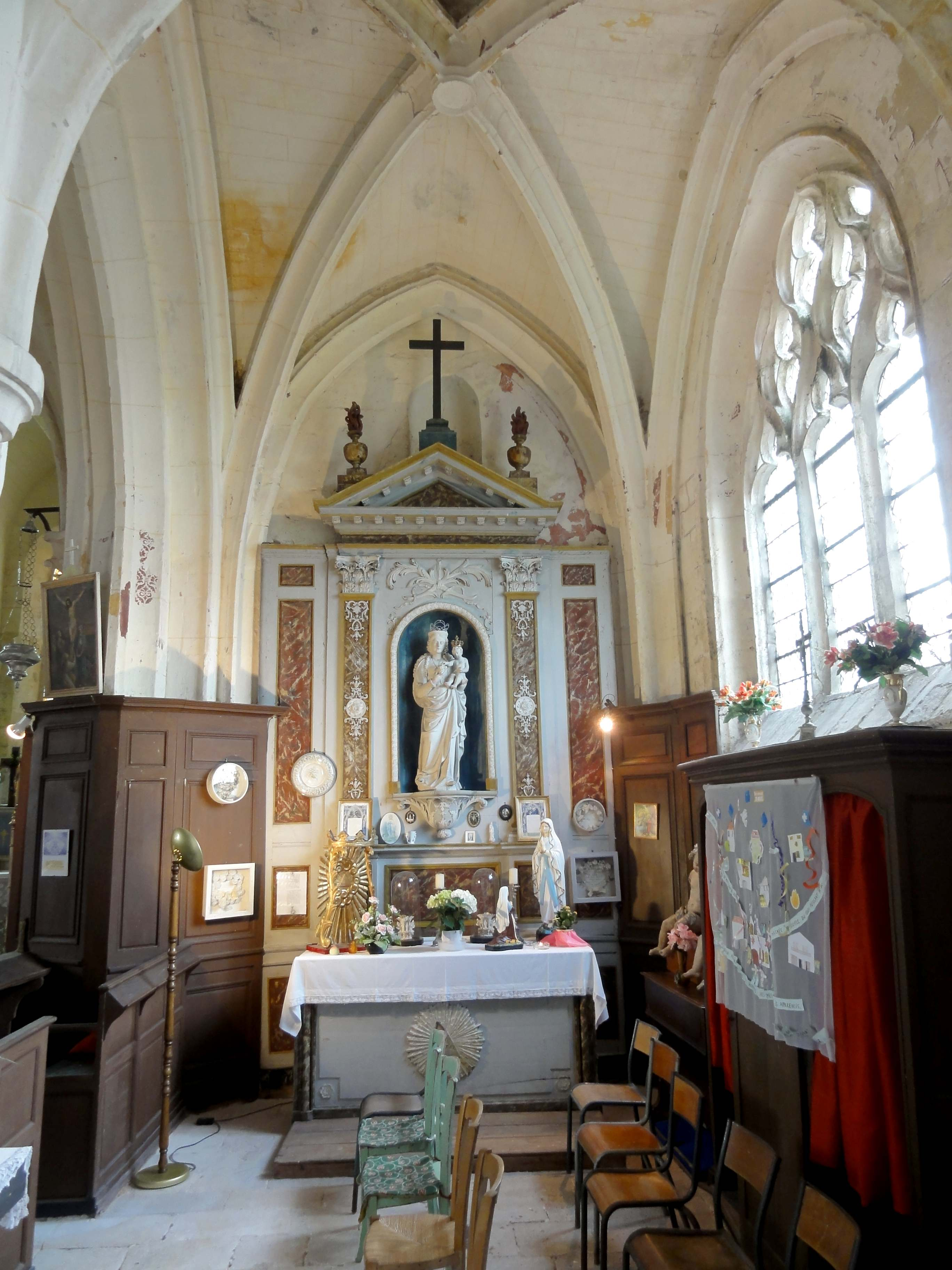
Chapelle, vue vers l'est.

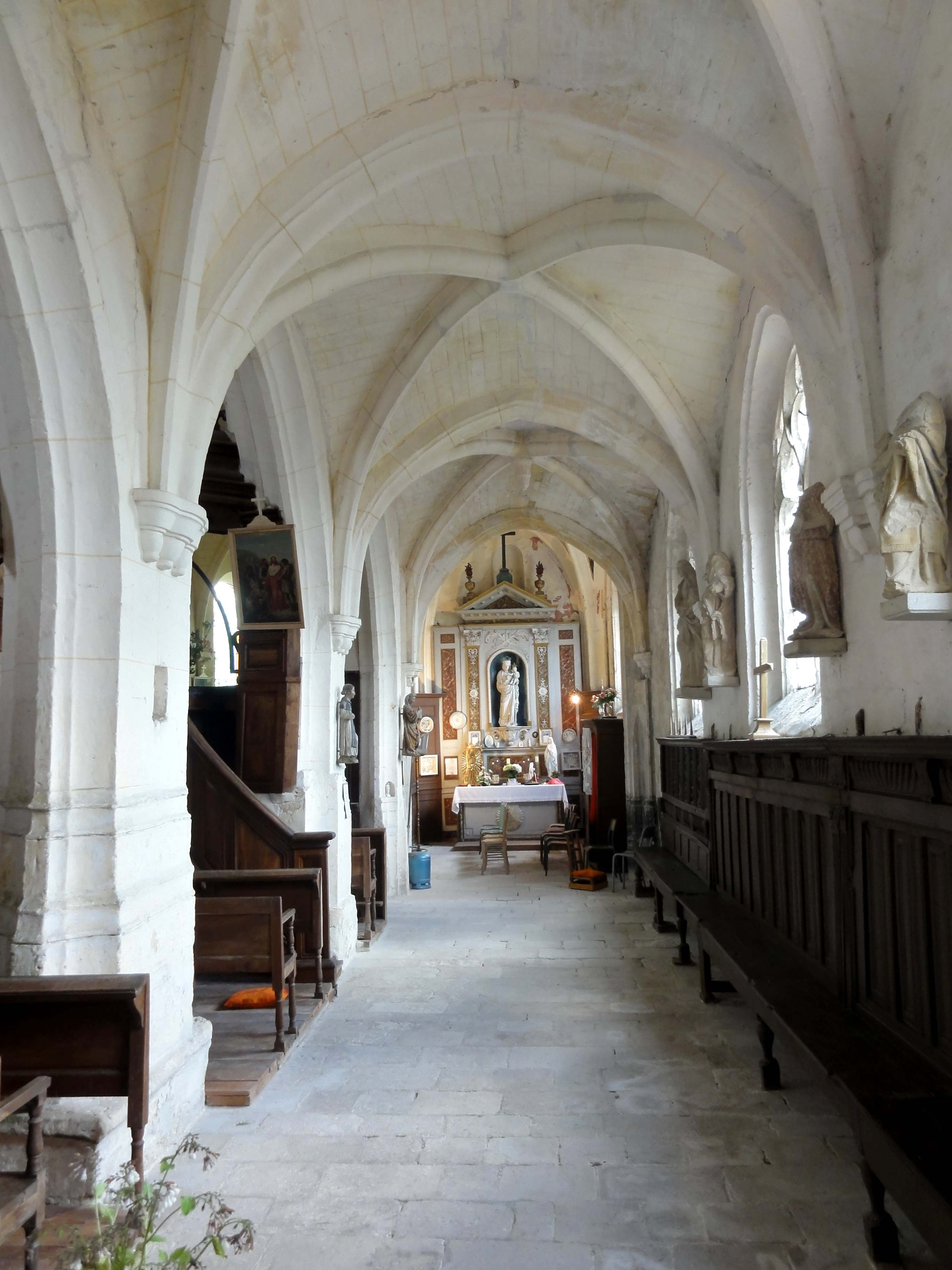
Bas-côté, vue vers l'est.

Le croisillon ou la chapelle latérale sud, dédiée à la Vierge Marie, se rattache à la même campagne de construction que les grandes arcades de la nef (sauf celle vers la base du clocher), et constitue l'unique travée de l'église qui semble être parfaitement homogène, et issue d'une seule campagne de construction. Ce n'est pourtant pas le cas, car comme le remarque déjà Daniel Gibert, la grande fenêtre entièrement bouchée du chevet est nettement désaxée vers la droite, de sorte que son piédroit droit touche au pilier engagé dans l'angle sud-est. La baie méridionale n'est pas non plus parfaitement axée sous le sommet de la voûte. En plus, il y a encore une superposition de deux doubleaux à l'intersection avec le bas-côté. Daniel Gibert observe que le profil des ogives est le plus « ouvragé » parmi ceux représentés dans l'église. C'est un profil extrêmement courant, qui a même le monopole sur les voûtes flamboyantes du Vexin français (dont une partie appartient au département de l'Oise). « Il se compose de facettes concaves séparées par des arêtes vives qui s'amortissent par un méplat, avec deux autres méplats saillants qui encadrent ce méplat terminal ». Le doubleau occidental est analogue, et les formerets correspondent à la moitié des ogives. La clé de voûte arbore un disque vierge, et devrait être, dans son état actuel, le résultat du vandalisme révolutionnaire. Comme en augurent déjà les grandes arcades de la nef, les nervures de la voûte retombent également directement jusqu'au sol, comme à Lieu-Restauré, dans le croisillon sud de Clairoix, les collatéraux des chœurs de Fresnoy-la-Rivière et Montagny-Sainte-Félicité, la nef de Bouillancy, et les bas-côtés de Gisors et Saint-Pierre de Senlis. Selon Monique Richard-Rivoire, c'est le type de support le moins fréquent, en raison de la difficulté de taille de profils aussi fouillés,. Quant à la fenêtre, elle est assez semblable à son homologue en face au nord, mais les formes sont beaucoup plus aigües, et tant les têtes trilobées que les soufflets comportent des écoinçons ajourés, ce qui est rare. En plus, il y a trois soufflets, et par conséquent, quatre mouchettes au lieu de deux. Les meneaux affectent une modénature chanfreinée, et la baie est entourée d'une fine arête saillante.
Le bas-côté sud présente la seule succession de trois travées analogues qui se trouve en l'église Saint-Martin. Dans la nef et le bas-côté nord, la base du clocher empêche cette homogénéité. Les trois grandes arcades contemporaines du croisillon sont d'un bel effet, de même que les fenêtres du même style, mais avec seulement deux lancettes et un soufflet, et les boiseries avec leurs panneaux sculptés de rinceaux ou de plis de serviette servant en même temps de dossier aux bancs longitudinaux. Ces qualités font presque oublier les défauts esthétiques des voûtes, qui datent probablement de 1630 selon la date figurant sur une clé pendante cassée et déposée. Le profil semble être un compromis entre celui de la chapelle de la Vierge, nettement plus complexe, et celui du bas-côté nord, encore plus simple. Après la fin de la Renaissance au début du XVIIe siècle, très peu d'églises sont encore construites dans le milieu rural de l'Île-de-France et ses environs, et la technique du voûtement d'ogives n'est guère plus appliquée que pour des réparations ou réfections. Les voûtes d'ogives du XVIIe siècle n'ont donc plus leur style propre à leur époque. Une seule clé de voûte reste en place à ce jour, dans la troisième travée. Elle se compose d'un cylindre gravé de glyphes, et d'un cône renversé sculpté de feuilles polylobées évoquant le XIIIe siècle plutôt que la Renaissance. Les doubleaux semblent dérivés du profil de l'arcade faisant communiquer le chœur avec la chapelle latérale nord, de la première moitié du XVIe siècle. Les formerets font défaut. Les ogives et doubleaux sont reçus individuellement sur des culs-de-lampe, qui sont accolés les uns aux autres à l'intersection des travées. Ils se composent d'un tailloir de plan circulaire et d'une corbeille conique, qui diffèrent nettement de ceux de la nef, légèrement plus récents, et de ceux du bas-côté nord. 

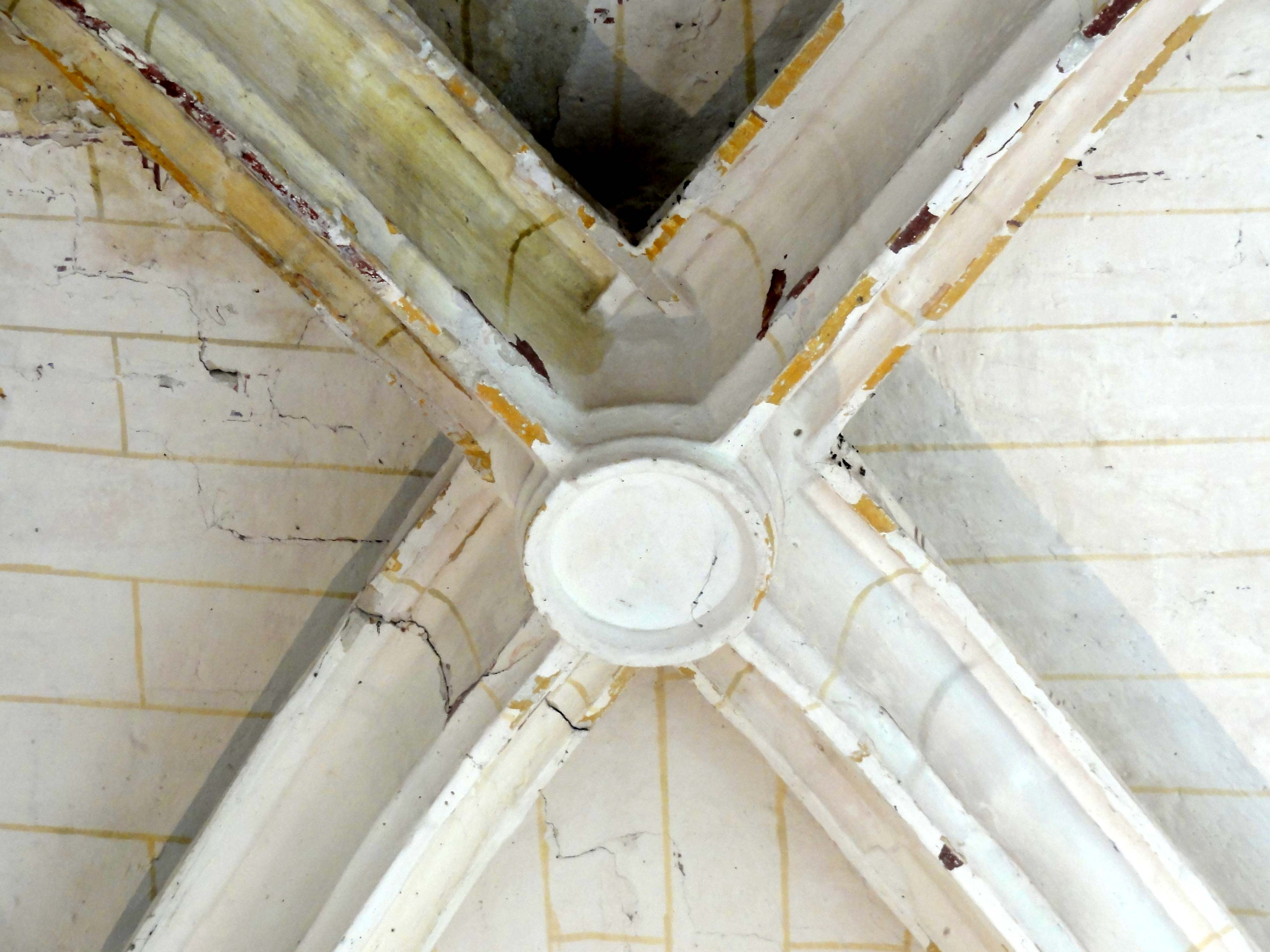
Chapelle latérale sud, clé de voûte.
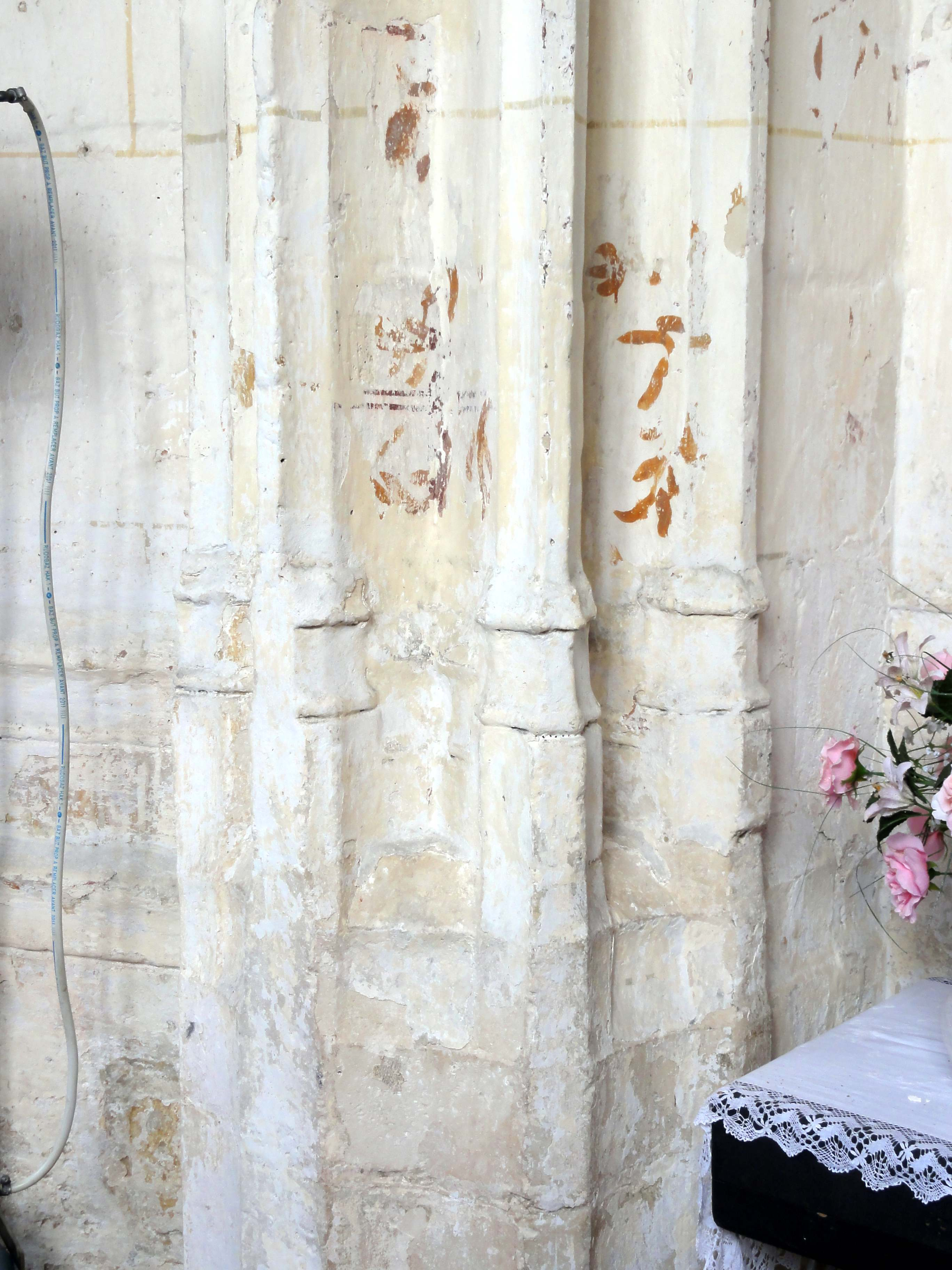
Chapelle sud, base dans l'angle nord-ouest.
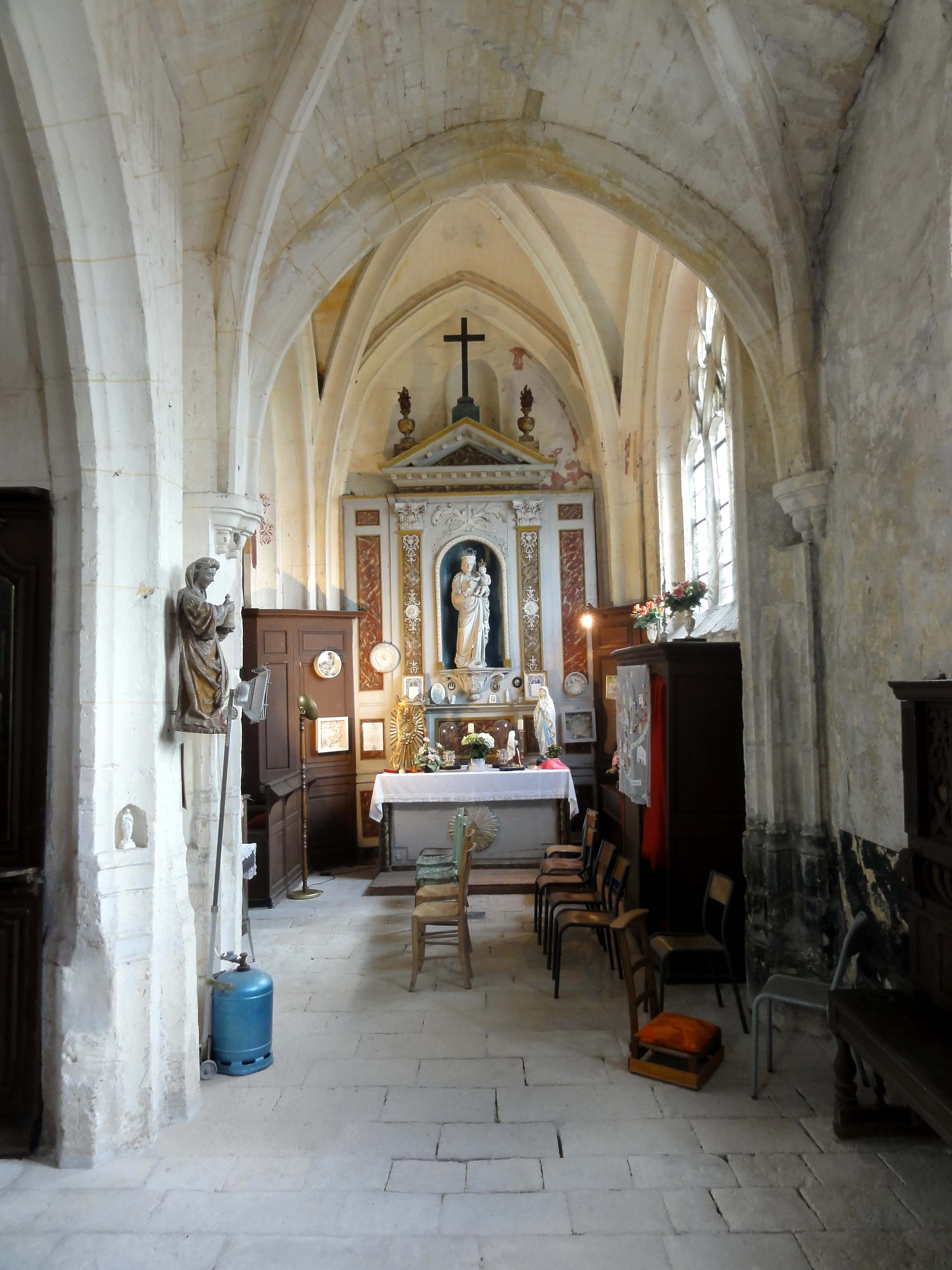
Bas-côté sud, vue vers l'est.
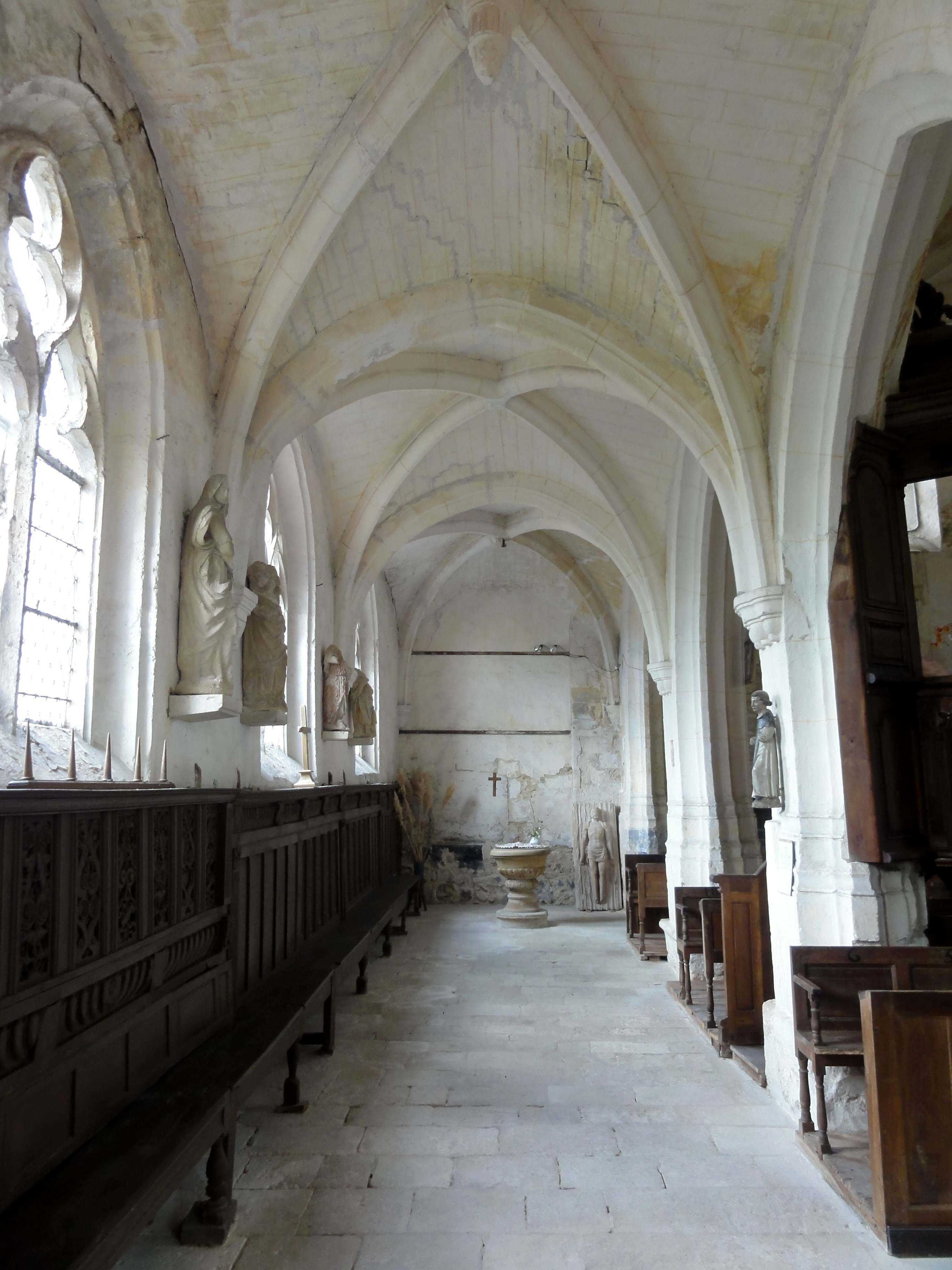
Bas-côté sud, vue vers l'ouest.
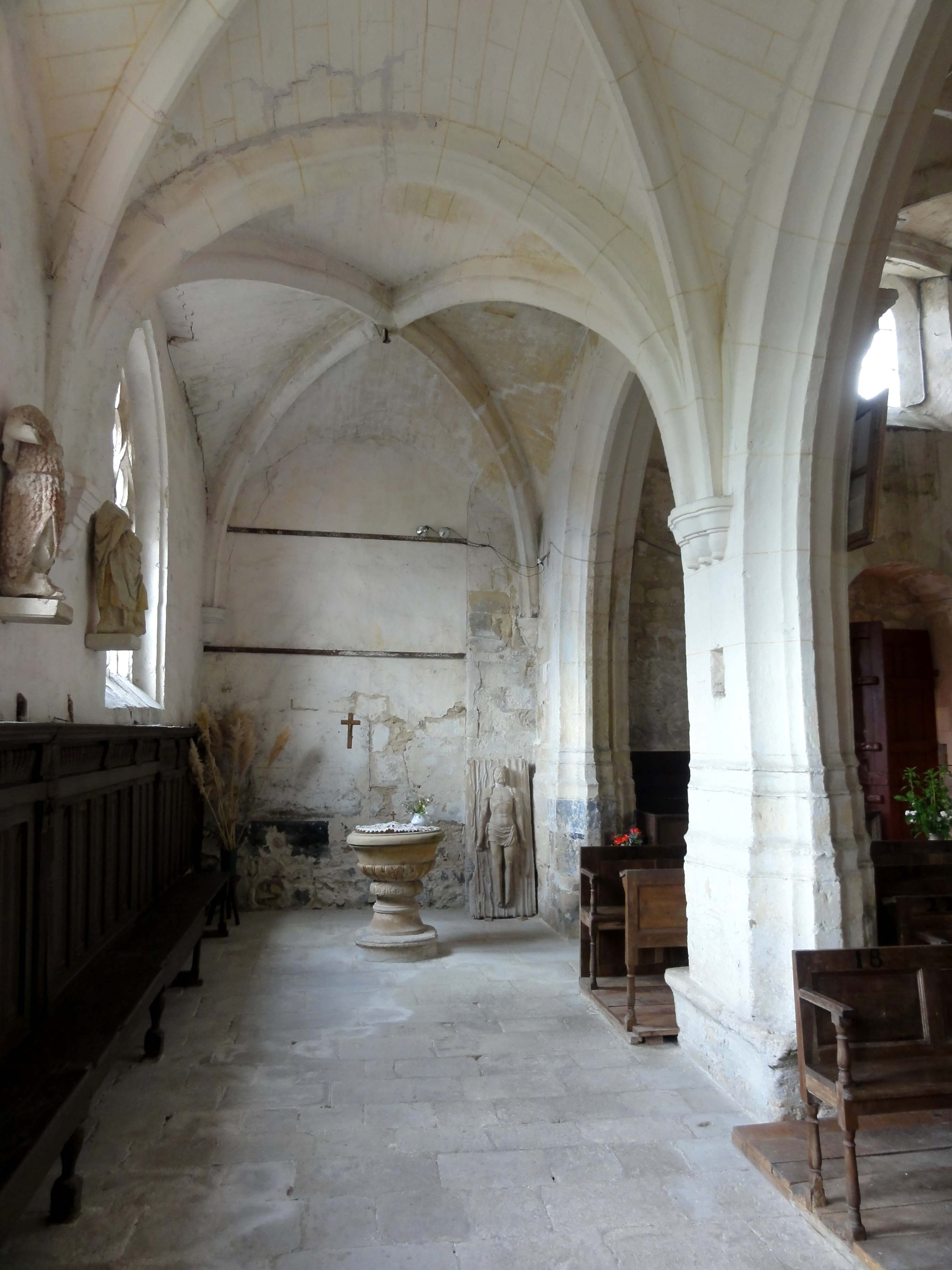
Bas-côté sud, vue vers l'ouest.
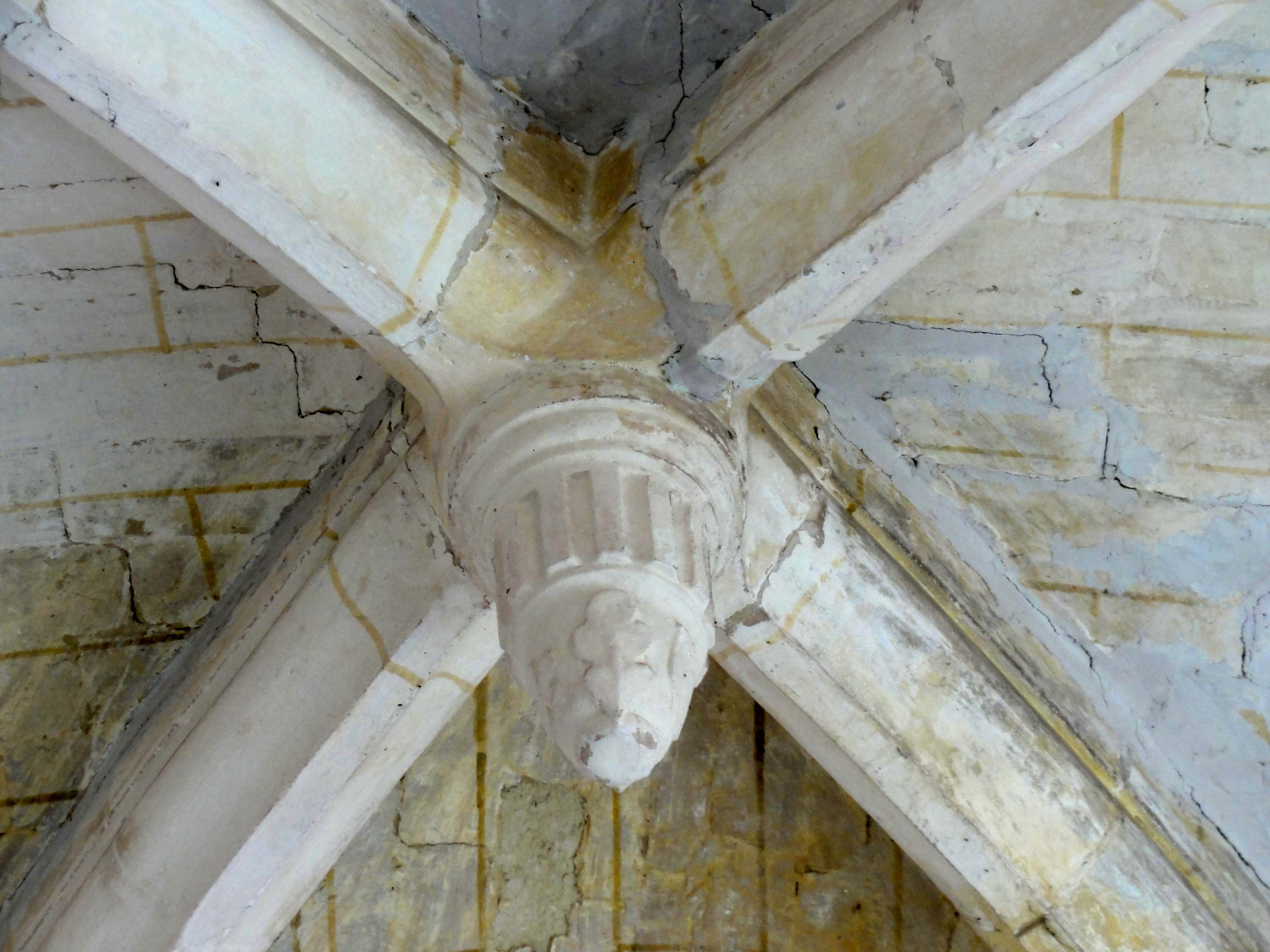
Bas-côté sud, clé de voûte de la 3e travée.

### Extérieur

#### Façade occidentale

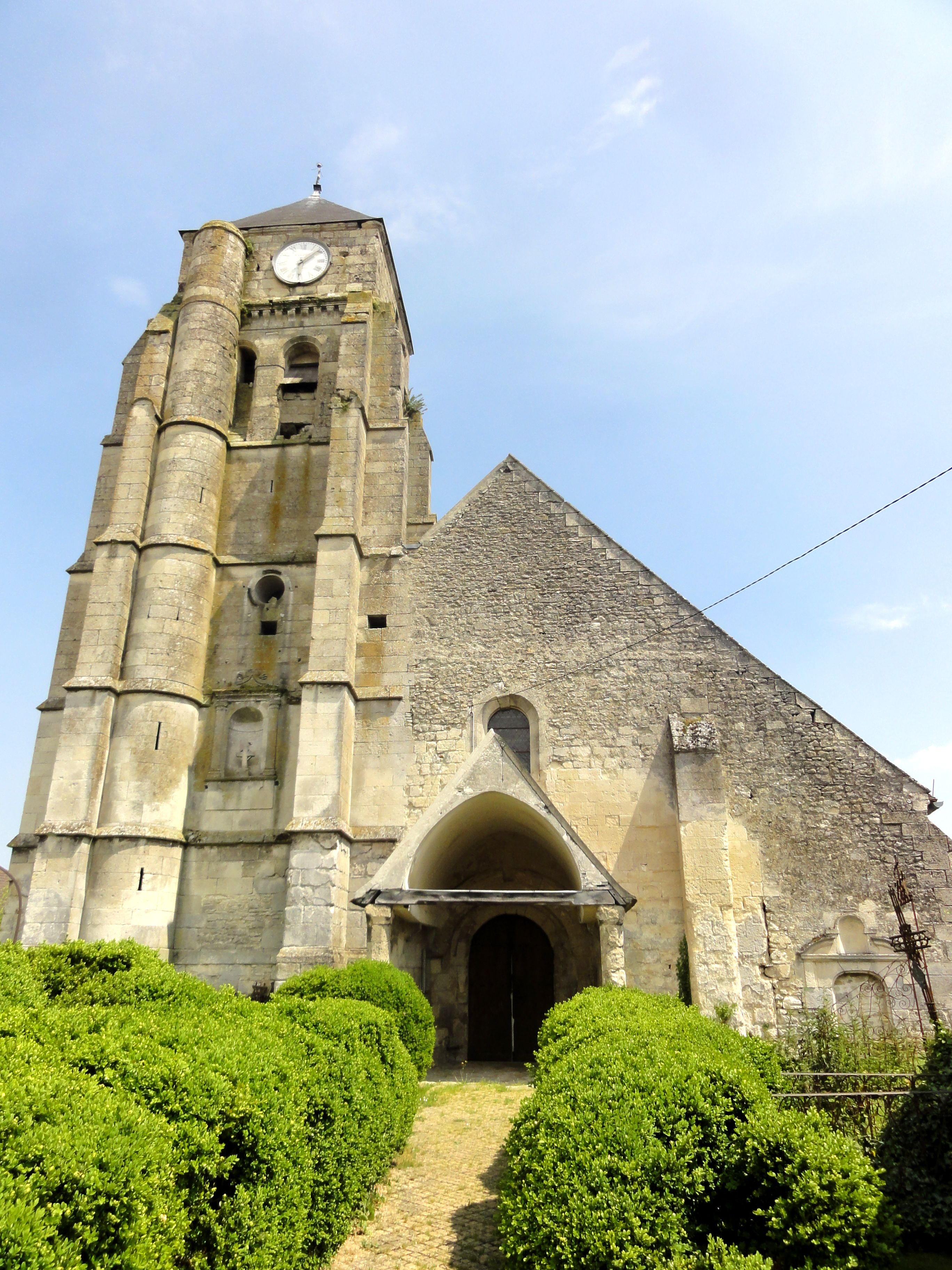
Façade occidentale.

Comme déjà souligné, la façade occidentale remonte en partie à la période romane, et ceci entre l'un des contreforts méridionaux du clocher englobé dans le mur (exclu) et les deux contreforts plats à l'ancien angle sud-ouest de la nef (inclus), jusqu'à mi-hauteur de la fenêtre haute environ (un peu plus à gauche, un peu moins à droite). Cette partie de la façade est soigneusement appareillée en pierre de taille, avec des joints très minces. Tout le reste de la façade est appareillé en petits moellons irréguliers, sauf le pourtour de la fenêtre haute de la nef, qui est mouluré d'une gorge, et le rampant droit du pignon. L'on peut ainsi nettement distinguer le contrefort plat roman englobé dans le mur occidental du bas-côté sud. Ce mur est aveugle, et le pignon l'est aussi. En revanche, le mur comporte encore un portail bouché en anse de panier, qui est bâti en pierre de taille, et se rattache par son style aux voûtes du bas-côté sud et de la nef, qui datent du second quart du XVIIe siècle. Il est surmonté d'une corniche moulurée d'un profil méplat, et d'un fronton surbaissé, dont les rampants accusent un profil semblable. En son milieu, ils sont interceptés par une niche à statue assez rudimentaire, qui est assemblée de deux blocs de pierre, et décorée de deux impostes ébauchés. Plus difficilement datable est le porche, qui se compose de deux murs intégrant des bancs de pierre longitudinaux, et d'une charpente dissimulée par une fausse voûte en berceau brisé en bois plâtré. À l'intérieur du porche, l'arrachement des rampants d'un ancien porche, légèrement plus bas, sont encore visibles au-dessus du portail. Dans le triangle circonscrit par ces arrachements et par l'archivolte, l'on voit les vestiges du décor polychrome de l'ancien tympan roman, qui devait se situer plus haut en jugeant d'après le niveau de l'arc de décharge visible à l'intérieur de la nef. L'archivolte est sculptée de deux rangs de grosses dents de scie à faible relief, et surmontée d'un cordon de petites dents de scie. Sur les dix-huit claveaux, huit ont été resculptés lors d'une restauration. Les autres pourraient être authentiques. Les dents-de-scie sont déjà signalés par Louis Graves en 1843. Leur présence donne à penser que l'archivolte a été remonté à son emplacement actuel lors de la suppression du linteau et du tympan. Des petites dents de scie reviennent encore sur les tailloirs non moulurés des colonnettes à chapiteaux, qui supportent l'archivolte et cantonnent le portail. Les longues feuilles simples très resserrées qui ornent les chapiteaux et les étranges fûts, sur lesquels des boudins alternent avec des dents de scie verticaux, trahissent qu'il s'agit d'une invention moderne, peut-être inspirée de modèles romans étrangers à la région.

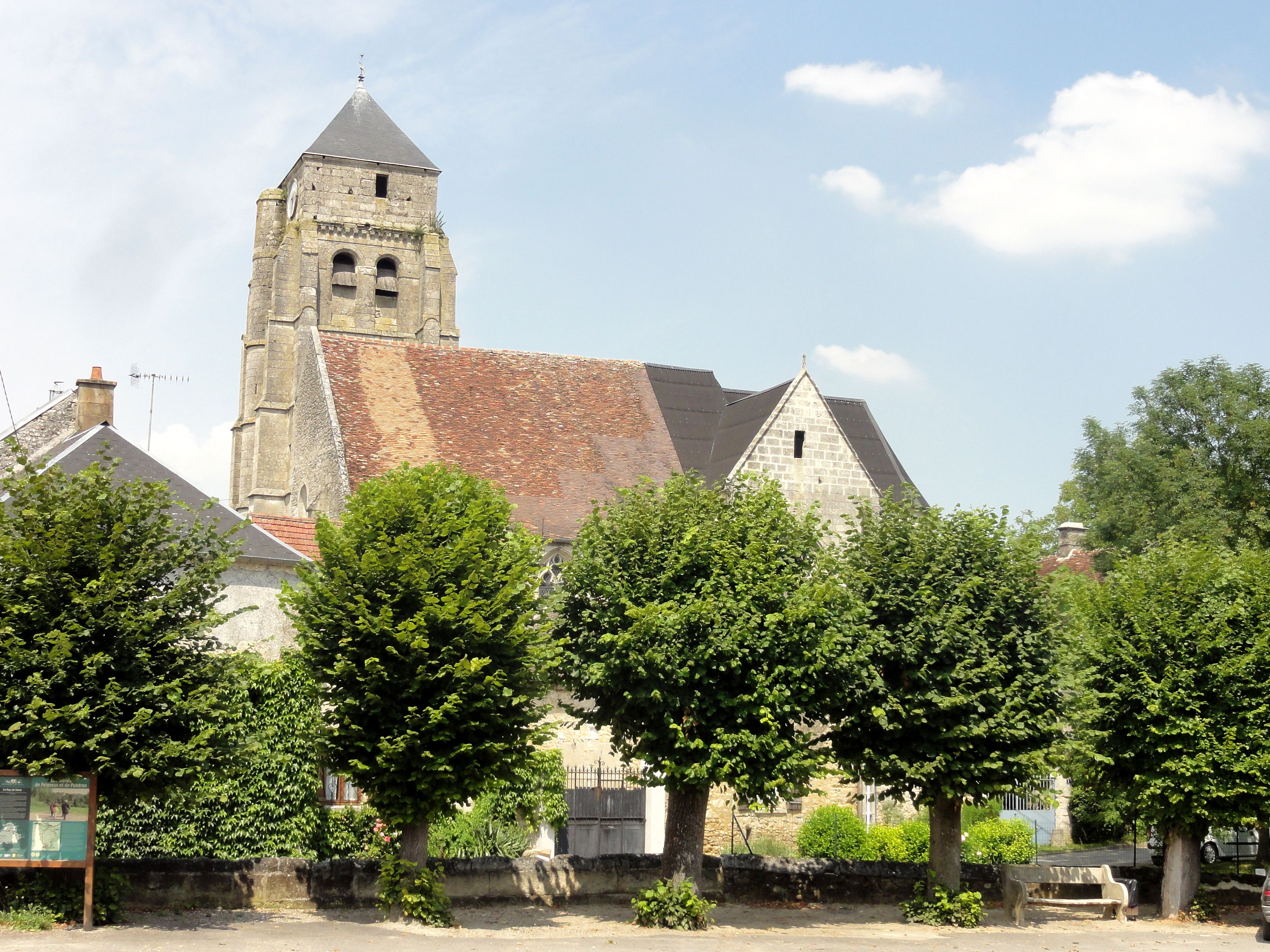
Vue depuis le sud.
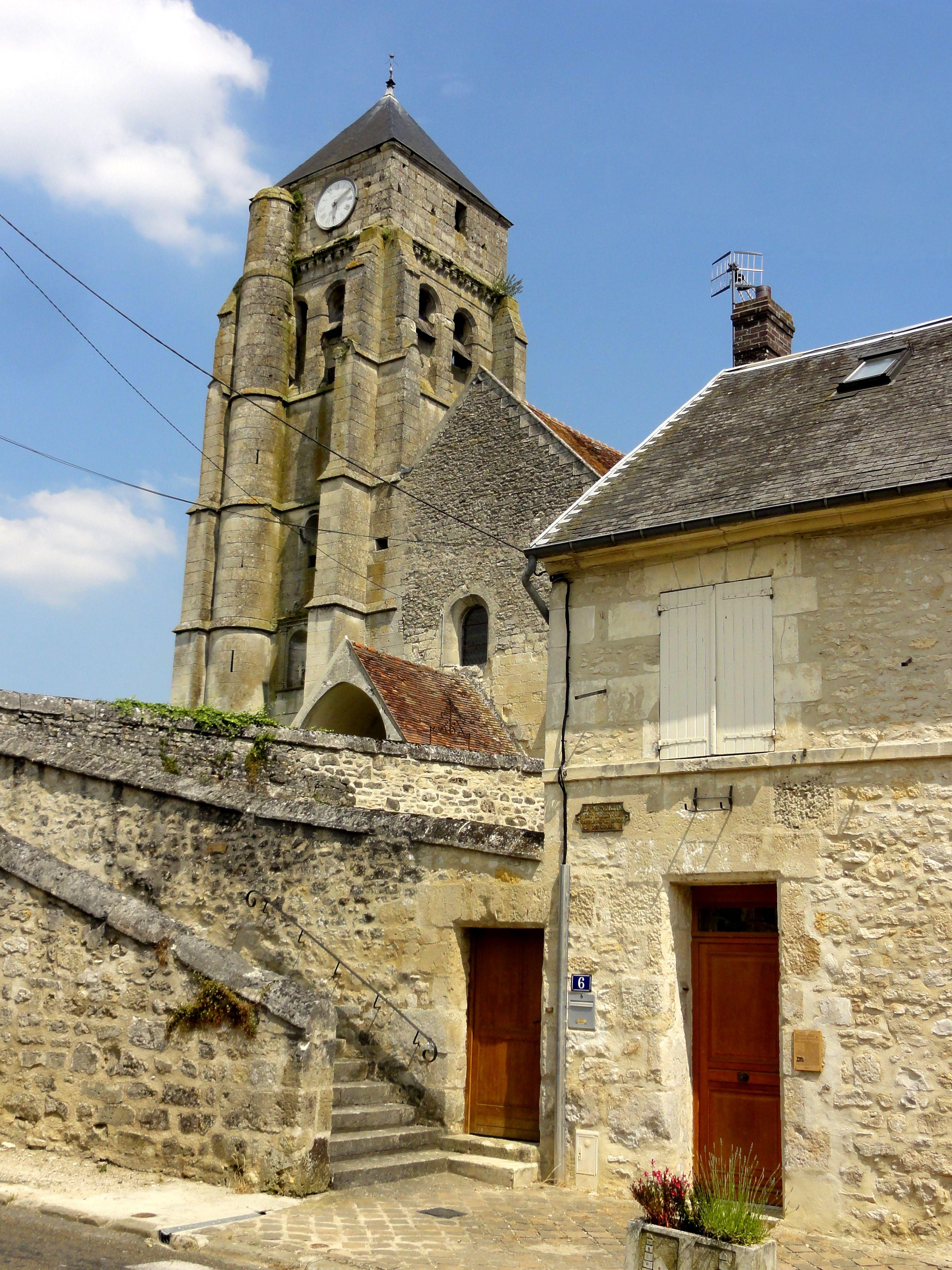
Vue depuis le sud-ouest.
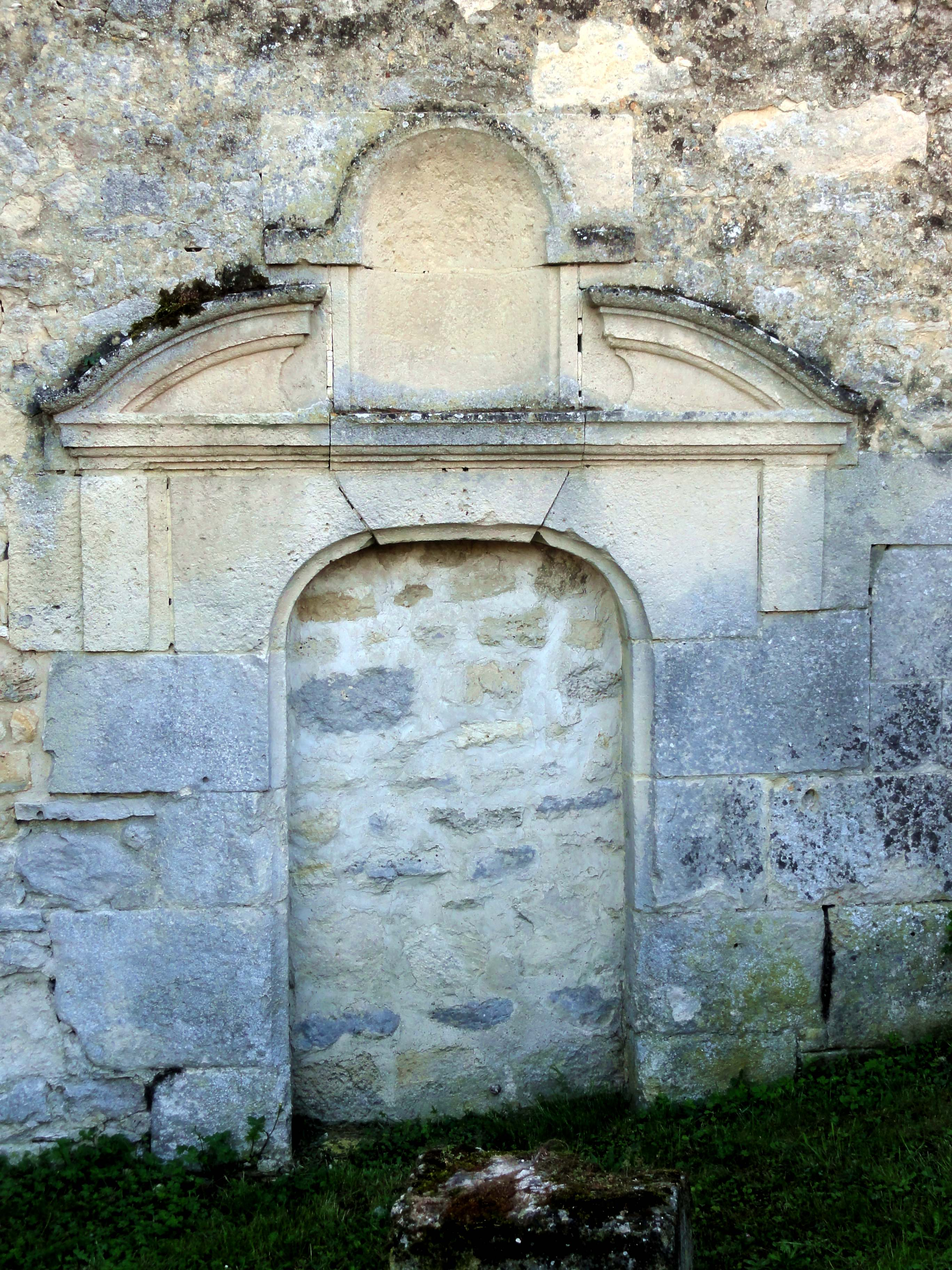
Porte bouchée à l'ouest du bas-côté sud.
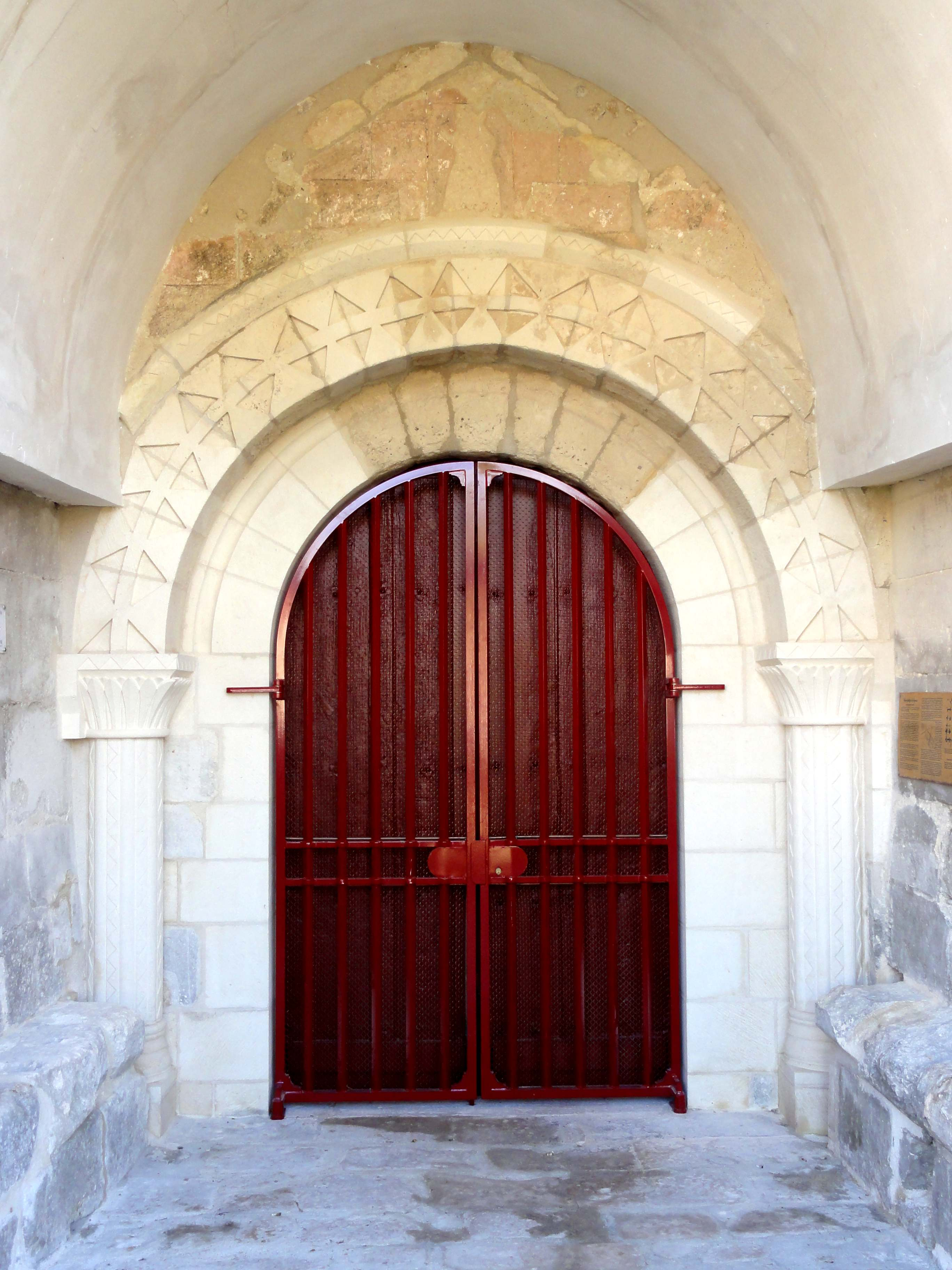
Portail sous le porche.
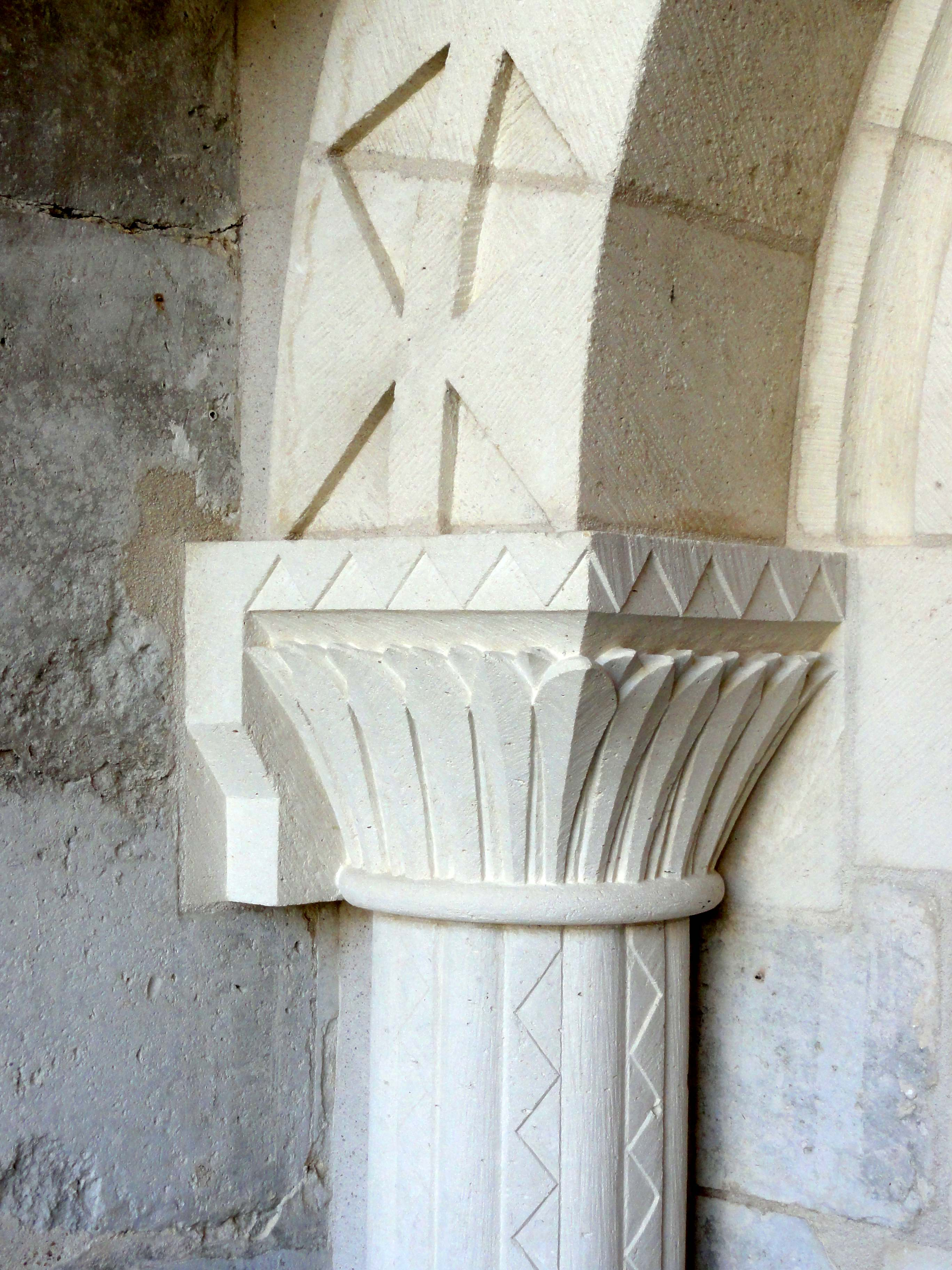
Chapiteau néo-roman à droite du portail.
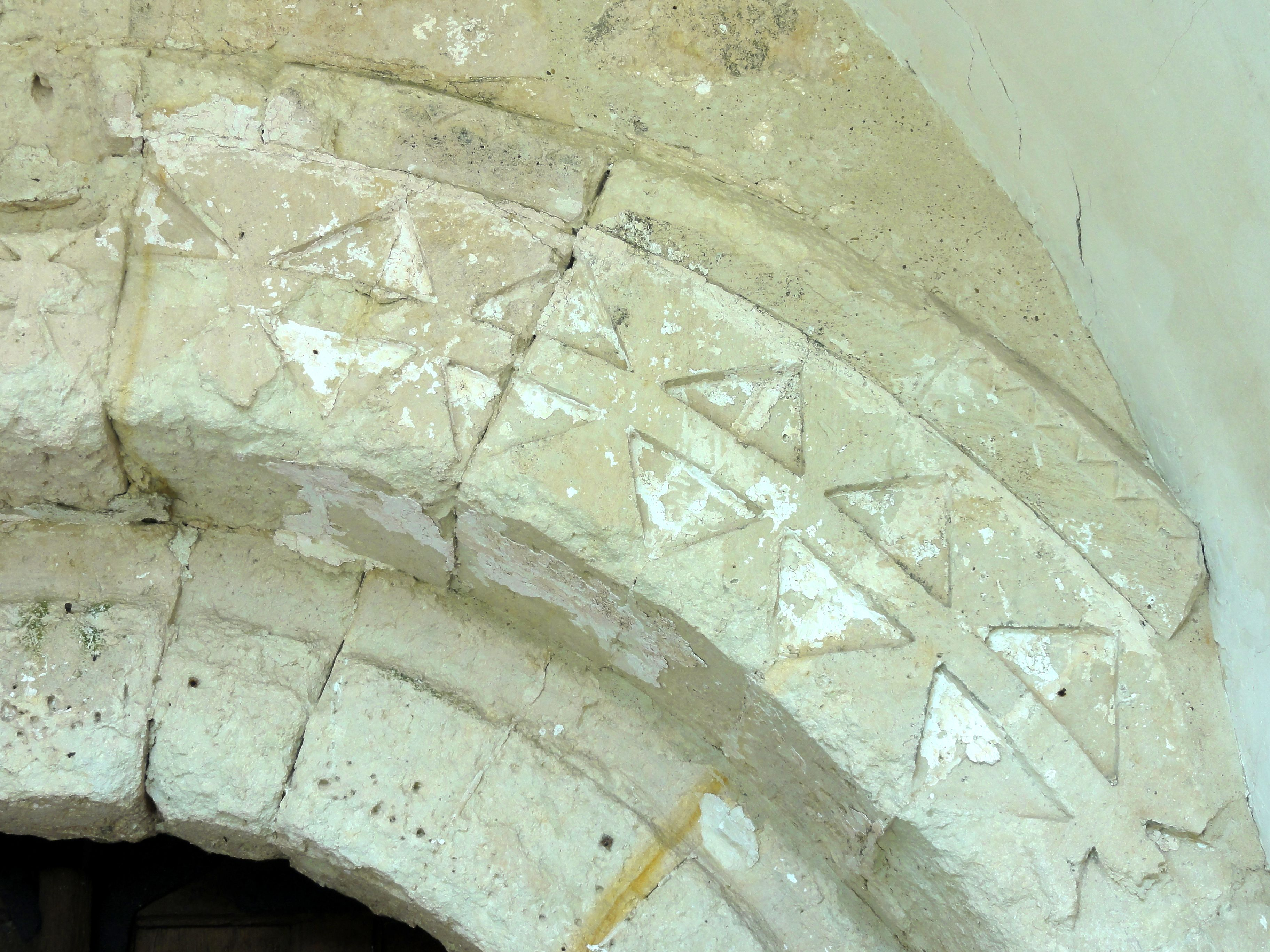
Claveaux à dents de scie de l'archivolte.

#### Clocher

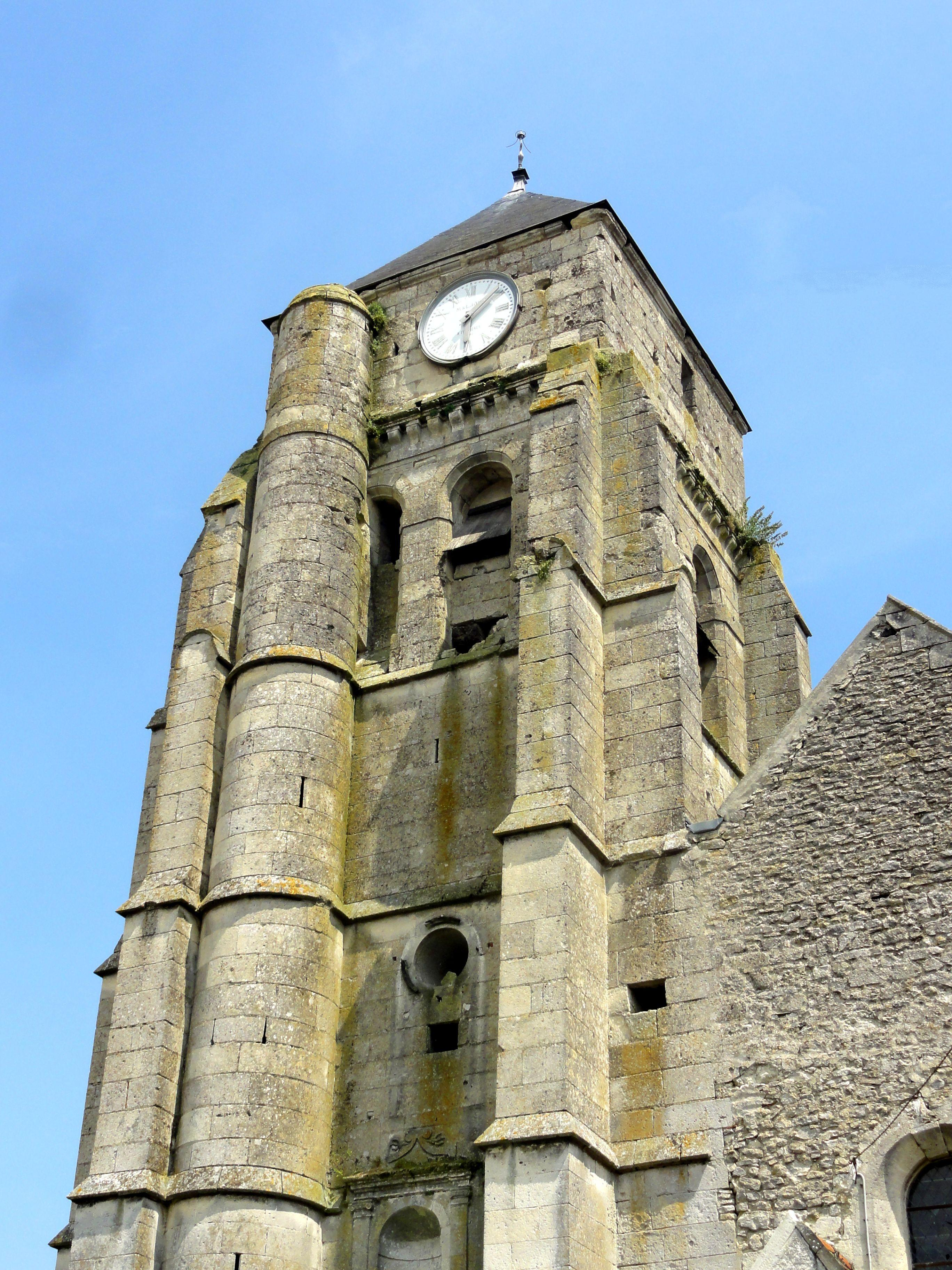
Clocher, parties hautes côté ouest (à partir du 1er étage intermédiaire).

Tout comme à l'intérieur de l'église, les maçonneries du clocher ne sont pas solidaires avec les autres murs de l'église à l'extérieur. Il est bâti en grosses pierres de taille d'une belle qualité, qui ont résisté aux injures du temps sans traces notables de vieillissement, sauf en façade près du sol. Les assises se touchent presque, tellement les joints sont minces. La partie ancienne de la tour, qui serait antérieure à 1537 selon Daniel Gibert contrairement à l'impression laissée par les arcades à l'intérieur, mesure 18,10 m de hauteur. Une scansion horizontale est apportée par quatre niveaux de larmiers régulièrement répartis, qui divisent la tour en cinq niveaux. Les deux premiers correspondent à la première travée du bas-côté nord, et le dernier à l'étage de beffroi. Entre ces deux étages, il y a deux autres, qui ne sont éclairés que par des fentes d'une seule assise de hauteur, presque imperceptibles à l'extérieur, mais fortement ébrasées à l'intérieur, que Daniel Gibert considère comme des meurtrières. Par conséquent, les deux étages intermédiaires deviennent des « niveaux de défense ». Chaque angle de la tour est épaulé par deux contreforts orthogonaux, qui se retraitent légèrement au niveau des deux derniers larmiers. En façade, le contrefort de gauche est flanqué d'une tourelle d'escalier cylindrique, qui ne dessert que le premier étage intermédiaire, à 7,85 m de hauteur, et l'étage de beffroi. Depuis le premier étage, l'on peut accéder à l'ensemble des combles de l'église, et observer l'entrée grâce à un claveau amovible portant la date de 1641 dans la voûte de la première travée. Plus prosaïquement, l'on peut imaginer que la vocation première du dispositif serait de faciliter la communication entre des artisans effectuant des réparations dans les combles et une personne restée en bas, qui peut recevoir des ordres quant aux matériaux à apporter. Au sud, le deuxième niveau est décoré d'une niche cantonnée de deux pilastres ioniques, qui supportent un entablement sommé d'un fronton esquissé par deux volutes affrontées. Cette niche abrite simplement un crucifix. Elle se rattache au style baroque et sans doute à la campagne de remaniements qui a apporté les deux arcades à l'intérieur. Daniel Gibert n'en a pas tenu compte. Au nord, le même niveau comporte une baie en arc brisé sans aucun décor. L'étage de beffroi est percé, sur chacune de ses faces, de deux baies en plein cintre, dont les arêtes sont légèrement moulurées. L'on trouve les impostes suggérés par une assise moins élevée que les autres et légèrement saillante, qui est aussi présente sur les deux arcades à l'intérieur, ce qui sème encore le doute sur l'âge réel du clocher. Les contreforts s'amortissent par un glacis formant larmier, comme à la période gothique, et les murs se terminent par une corniche de corbeaux. Elle accueille les murs de la chambre de guet ajoutée vers 1646, qui est couvert d'un toit en pavillon. La tourelle d'escalier a été exhaussée pour desservir cet étage supplémentaire.

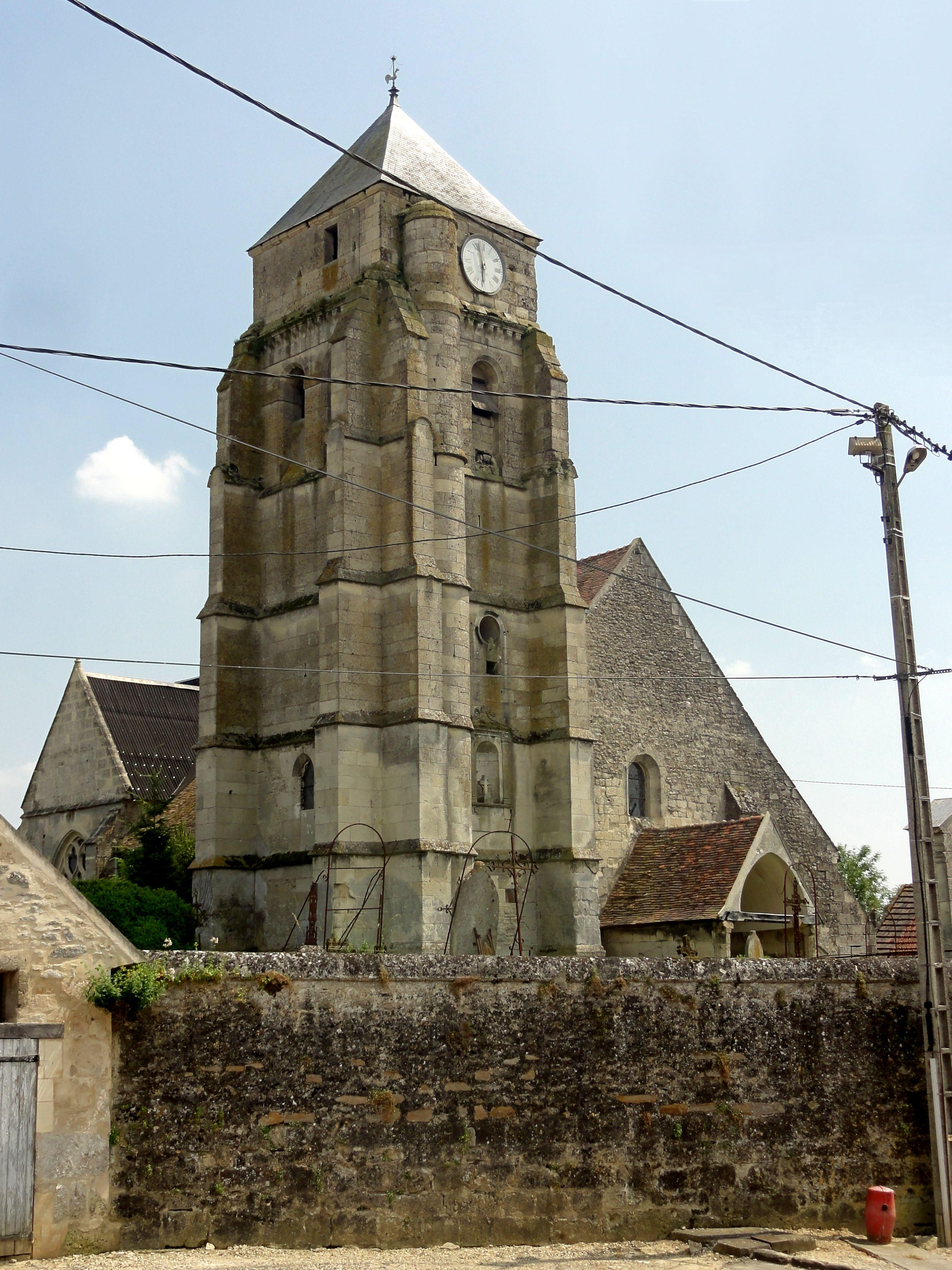
Vue depuis le nord-ouest.
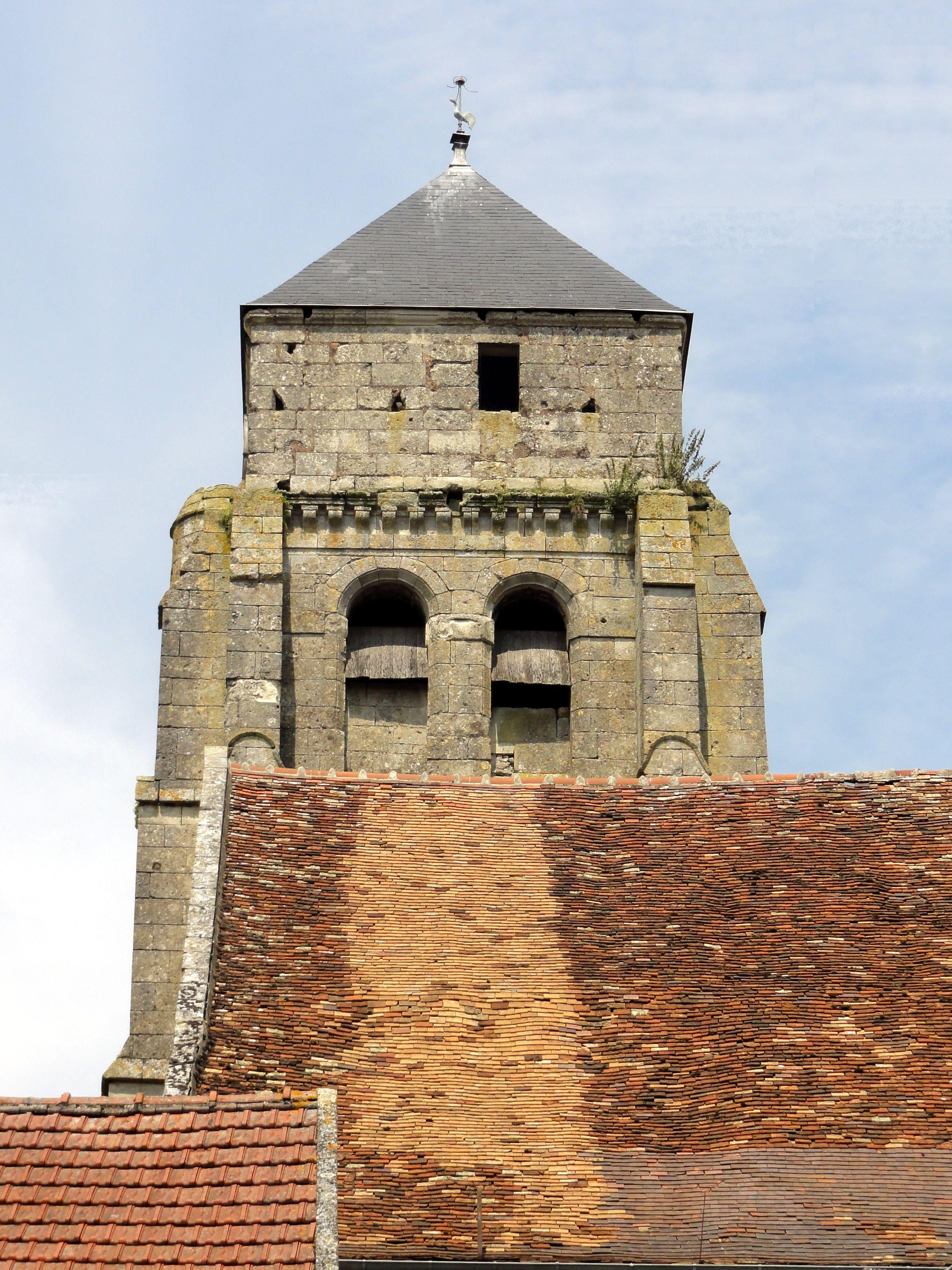
Clocher, étage de beffroi et chambre de guet.
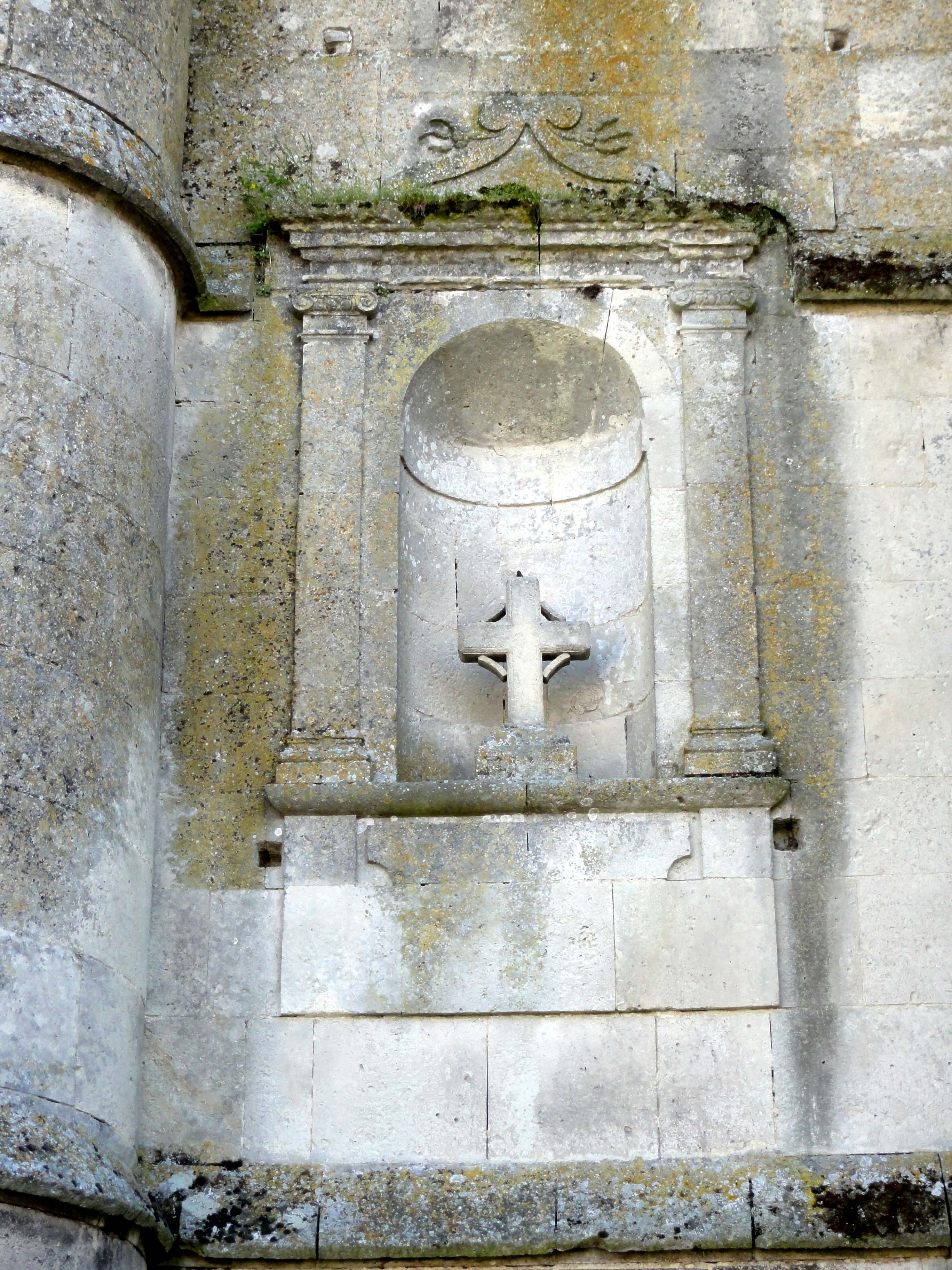
Niche avec crucifix au sud du clocher.
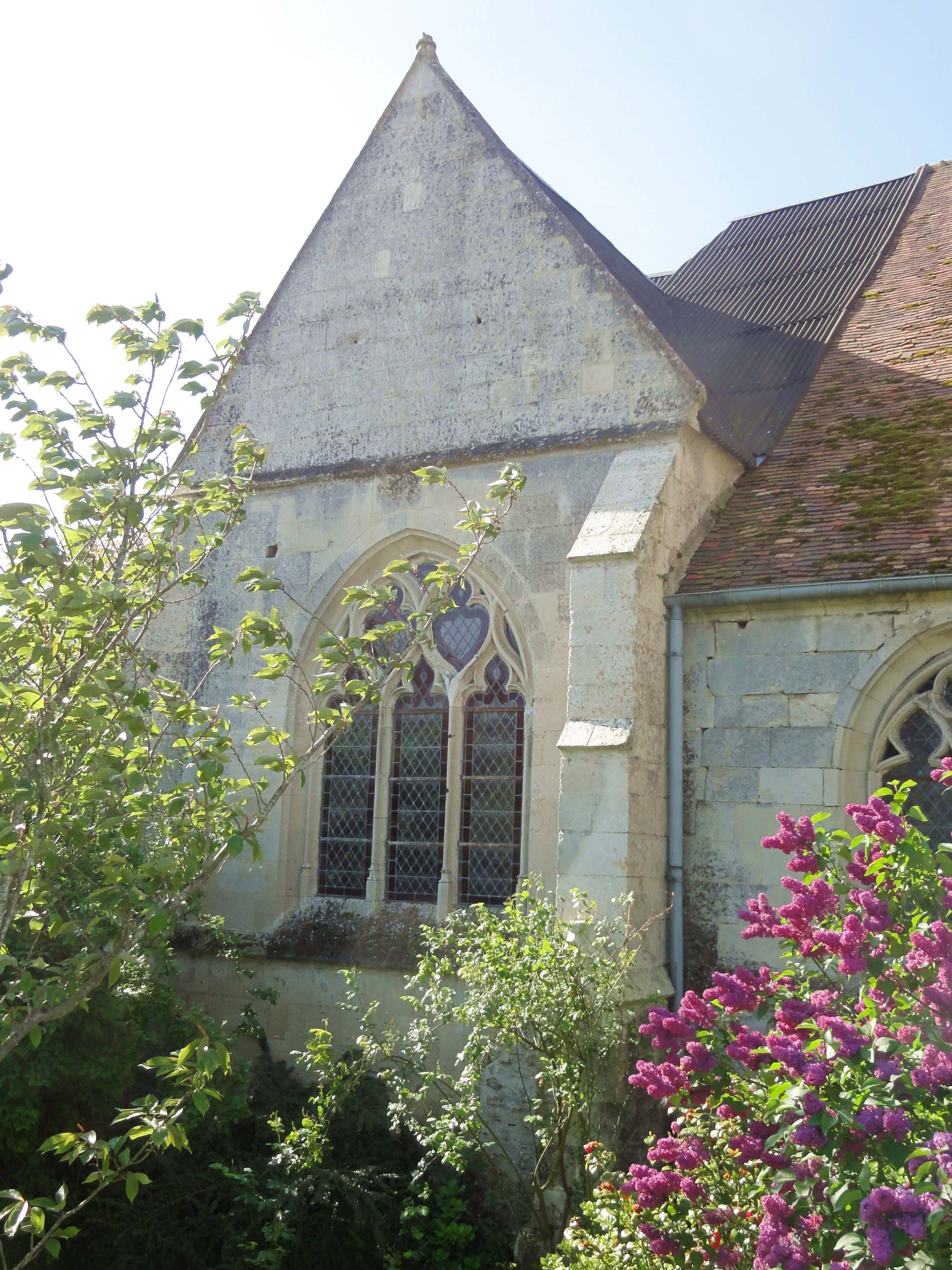
Chapelle ou croisillon nord.
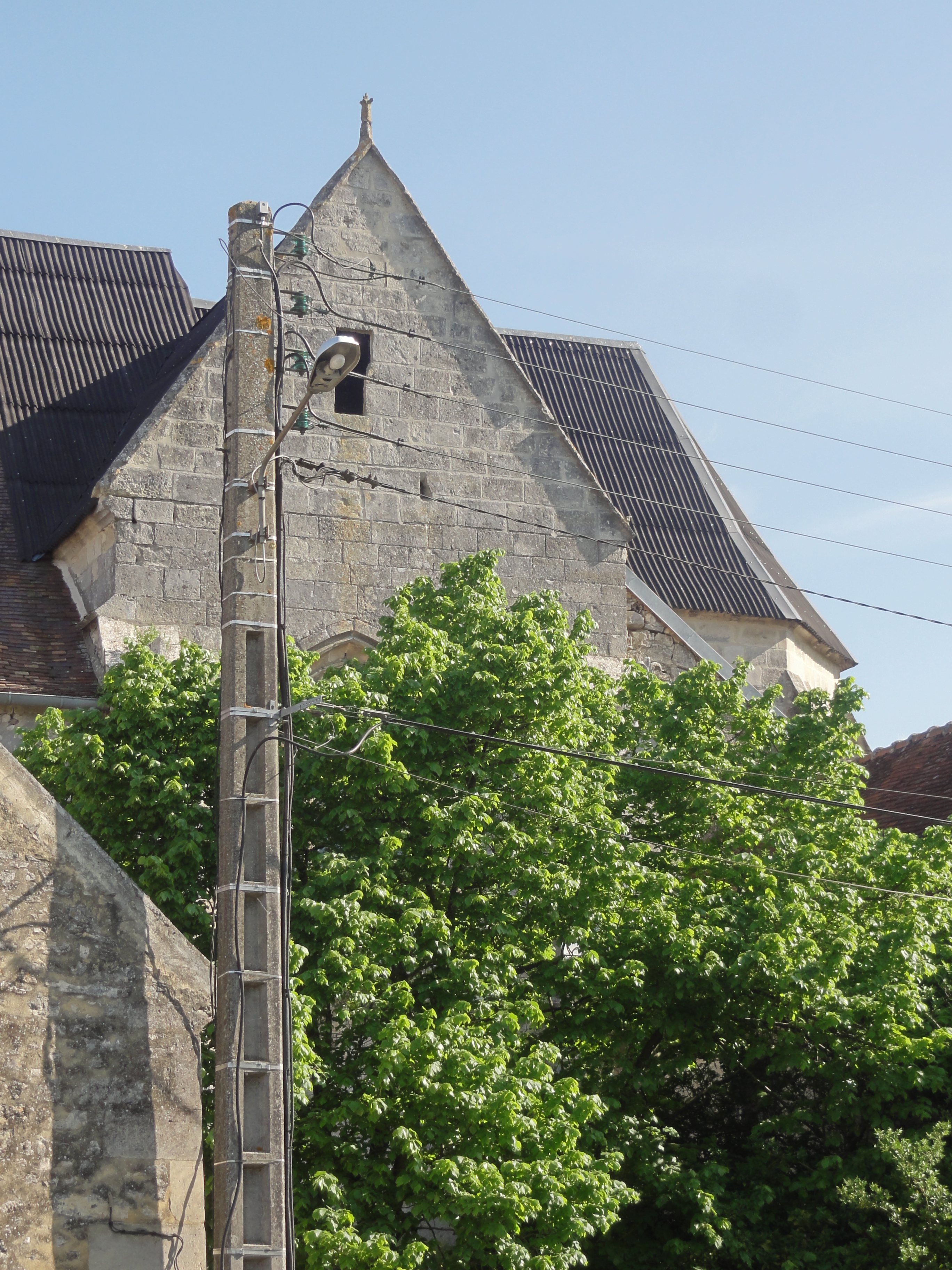
Chapelle ou croisillon sud.
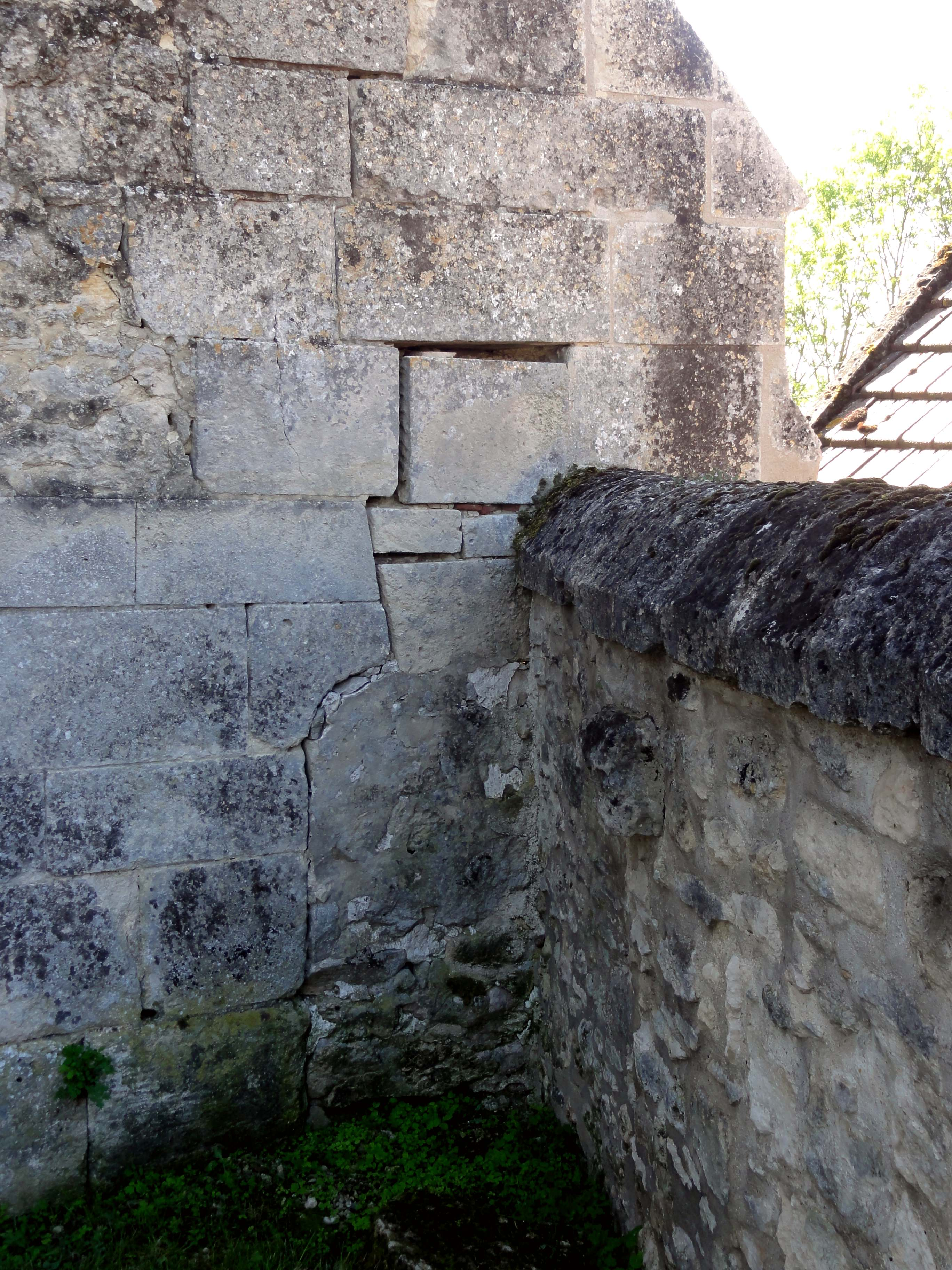
Passage muré à droite de la façade.

#### Élévations latérales et chevet
Les élévations latérales et le chevet n'appellent que peu de remarques. Les réseaux des fenêtres des bas-côtés et des chapelles latérales ont déjà été signalées. À l'exception du bas-côté sud, tous les murs sont appareillés en pierre de taille. Les pignons des chapelles sont couronnés d'antefixes abîmés. Sur la chapelle latérale nord, un larmier court à la limite des allèges, et passe autour des contreforts. Ceux-ci sont en outre scandés par un larmier supplémentaire, et s'achèvent par un glacis formant larmier. Ils sont caractéristiques de la période gothique à partir des années 1220 environ. À son angle nord-est, la chapelle est flanquée d'un unique contrefort biais, ce qui est une disposition qui ne devient usuel qu'à la fin de la période flamboyante. Ce contrefort comporte en bas un passage, et c'est également le cas des contreforts de l'abside, de la chapelle latérale sud et du bas-côté sud. Sauf pour la chapelle latérale sud et peut-être celle du nord, ces passages ont été percés après coup, et plusieurs ont été rebouchés depuis. C'est également le cas de celui du contrefort à droite de la façade. Aucun de ces passages n'est donc visible ou accessible depuis le domaine public. Cet ensemble de passages, jadis accessible également depuis une porte au nord du croisillon nord, forme selon Daniel Gibert un chemin de ronde. Selon le même auteur, « au même niveau des combles, des orifices de tir sont sommairement aménagé dans les murs pignons des croisillons. Du côté sud, la meurtrière oblique surveille particulièrement l'issue du talweg ». Au nord, ce sont de petits trous circulaires, qui ne permettraient pas à un tireur de voir sa cible. Ces trous étaient plutôt des points d'attache d'un échafaudage. Au sud, la meurtrière est une fente d'une assise de hauteur, percée après coup. Elle n'est pas à confondre avec l'ouverture rectangulaire de trois assises de hauteur, qui sert à l'aération des combles.

## Mobilier

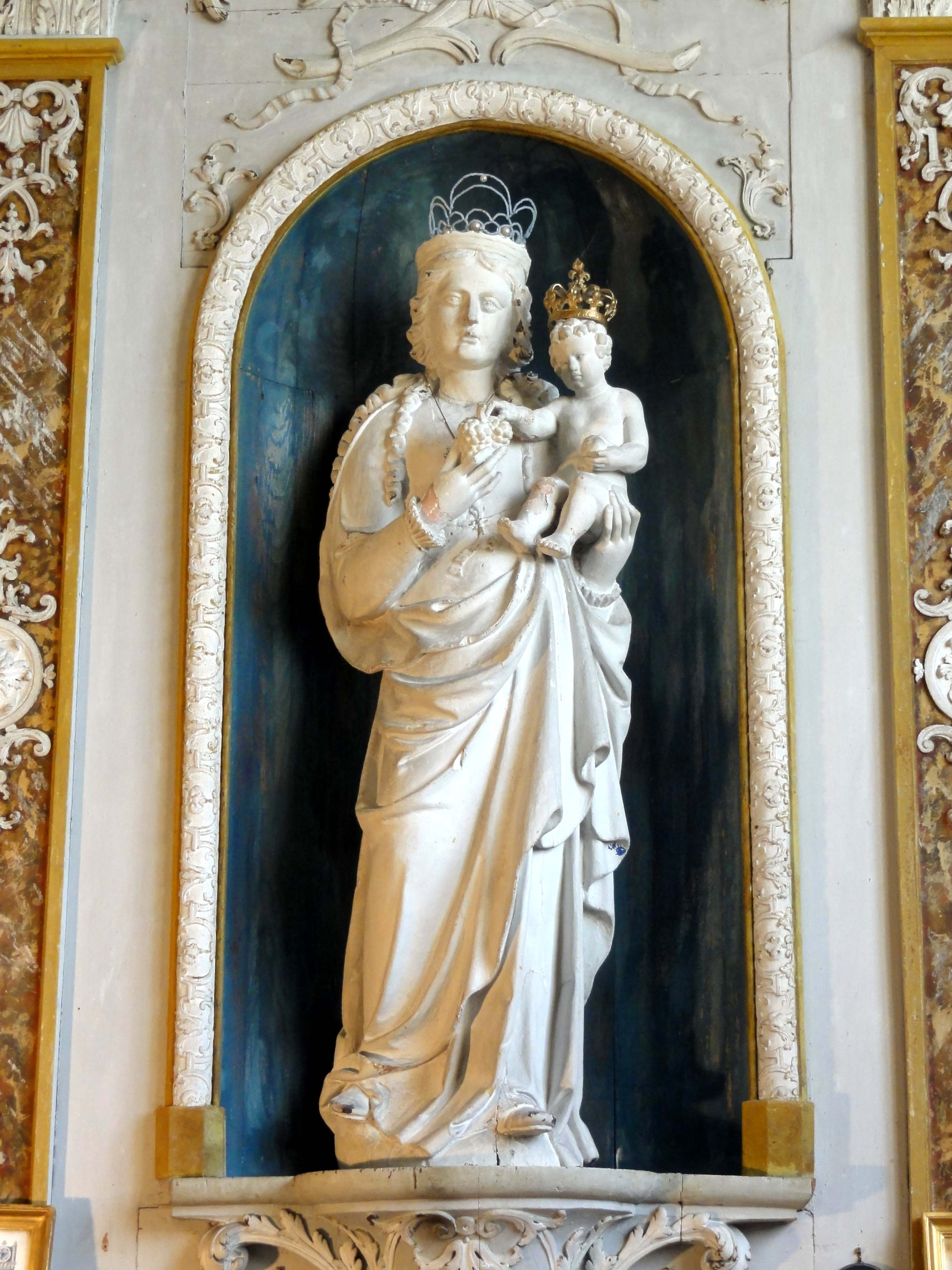
Vierge à l'Enfant au raisin.

Parmi le mobilier de l'église, quatre éléments ou ensembles sont classés monument historique au titre objet, dont les bancs de fidèles, et dix-neuf autres sont inscrits. Parmi les œuvres protégées, treize sont des statues et statuettes.

### Statues
- La statue de la Vierge à l'Enfant dite la Vierge au raisin est en bois anciennement polychrome, mais a été badigeonnée de blanc. Elle mesure 125 cm de hauteur, et date de la seconde moitié du XVe siècle, sauf la tête, qui a été refaite au XVIIe siècle. Cette statue, qui occupe la niche du retable de la Vierge dans le croisillon sud, est inscrite depuis septembre 2005[15].
- La sculpture ou plutôt le haut-relief du Christ gisant provenant d'une Mise au tombeau est en pierre calcaire anciennement polychrome. Elle mesure 148 cm de longueur et 63 cm de largeur, et date du XVIe siècle. Les deux Saintes Femmes au tombeau ci-dessous proviennent probablement du même ensemble. L'inscription au titre objet est intervenue en septembre 2005[16].
- La statue d'une Sainte Femme au tombeau ou de Marie-Madeleine est en pierre calcaire. Elle mesure 115 cm de hauteur, et date du XVIe siècle. C'est l'une des deux statues qui entraient dans la composition de la Mise au tombeau signalée ci-dessus. L'objet qu'elle portait dans sa main droite est cassé, et sa main gauche manque entièrement. L'œuvre est inscrite depuis septembre 2005[17].
- L'autre statue d'une Sainte Femme au tombeau est elle aussi en pierre calcaire, a la même hauteur, et date de la même période. Elle rejoint les deux mains pour la prière dans une posture déhanchée, et se trouve dans un parfait état de conservation. Elle est inscrite depuis septembre 2005[18].
- La statue de la Mater Dolorosa dite la Vierge au croissant est en bois de chêne et a été décapée, et ne porte plus que des traces imperceptibles à l'œil nu de sa polychromie ancienne. Elle mesure 160 cm de hauteur, et date du XVIe siècle. Cette statue provient de l'église ruinée Notre-Dame de Morcourt, sur la commune de Feigneux, et devait entrer dans la composition de la poutre de gloire. Elle a été restaurée à la période contemporaine, avec réfection des mains, des avant-bras et du nez, et est inscrite depuis septembre 2005[19].
- La statue de saint Sébastien, patron des archers, est en terre cuite et peinte en blanc. Elle mesure 150 cm de hauteur, et date du XVIIIe siècle. Le saint est représenté lors de son martyre, presque nu, attaché à un tronc d'arbre. Son corps était criblé de flèches, qui n'étaient apparemment pas en terre cuite, et ont disparu. Mais les plaies demeurent bien visibles. Plusieurs doigts manquent, et le socle est endommagé. L'on note d'anciens ragréages au plâtre. La sculpture est classée depuis juin 1925[20].
- La statuette de sainte Marie-Madeleine est en bois polychrome. Elle mesure 75 cm de hauteur, et date de la première moitié du XVIe siècle. Elle porte comme attribut un pot contenant une huile précieuse. L'on a conjecturé qu'elle provienne d'une Mise au tombeau, auquel cas elle serait unique dans la région, car les Mises au tombeau y sont toujours en pierre. Cette statuette est classée depuis juin 1925[21].

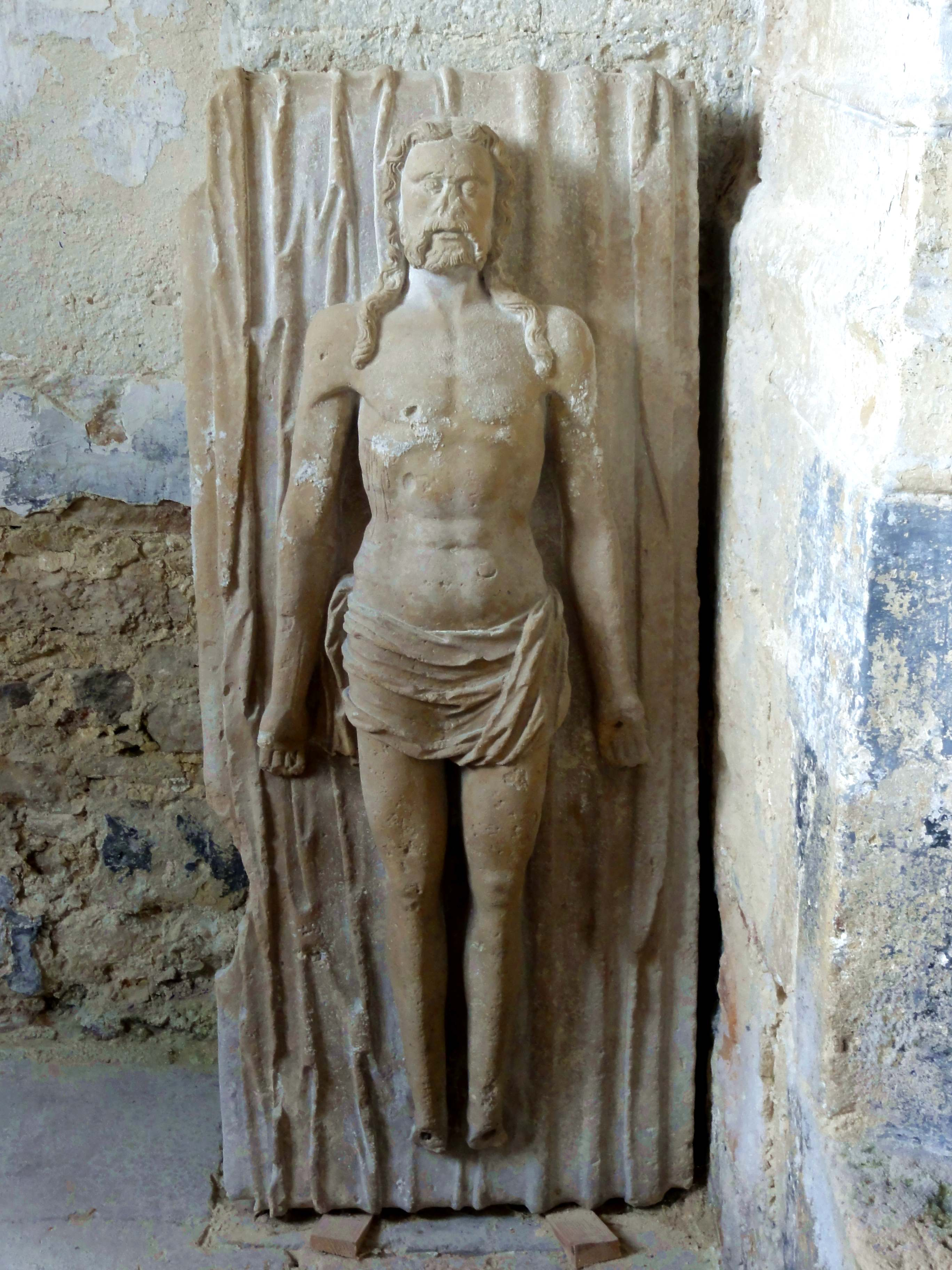
Christ gisant.
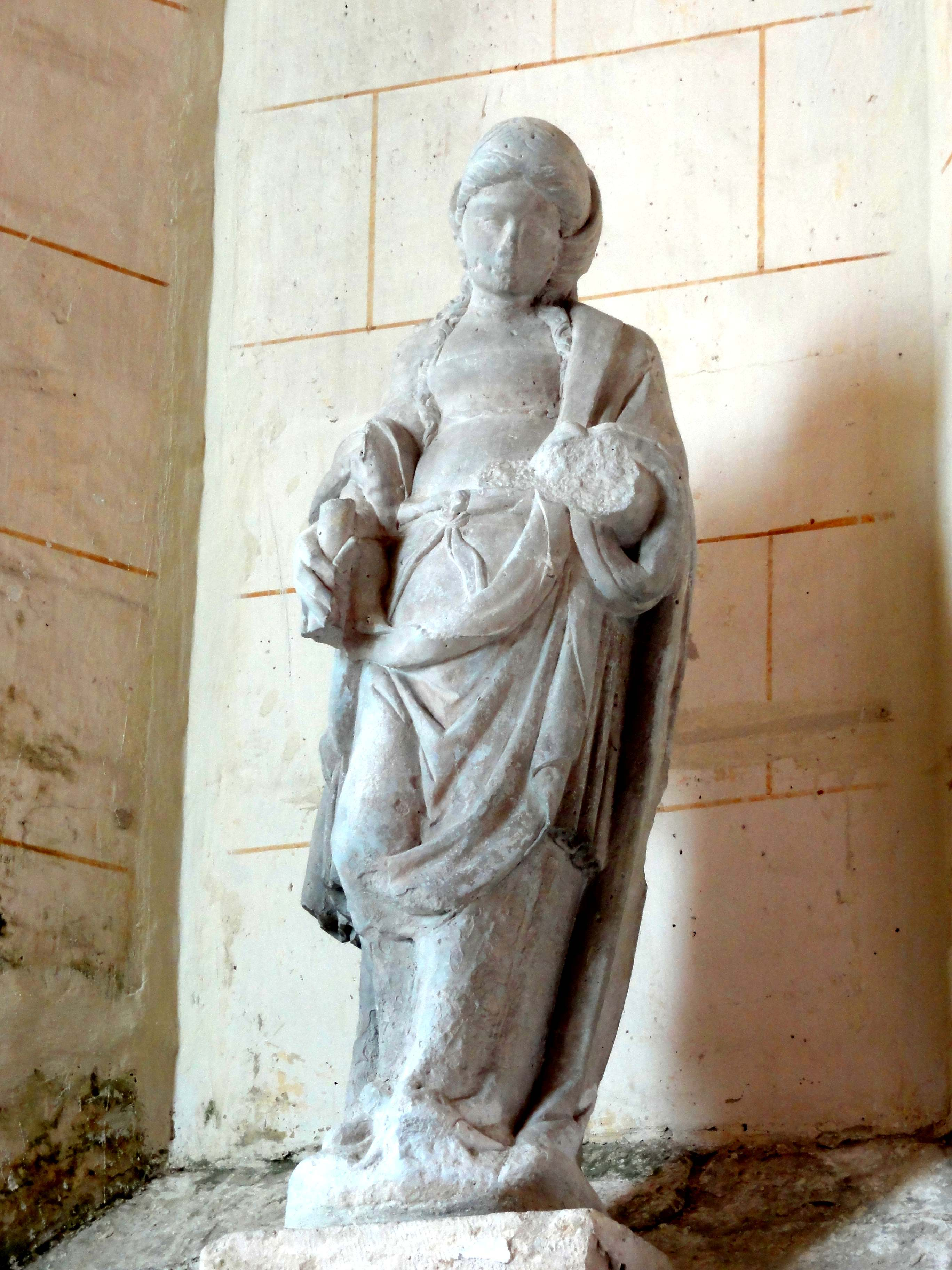
Sainte Marie-Madeleine.
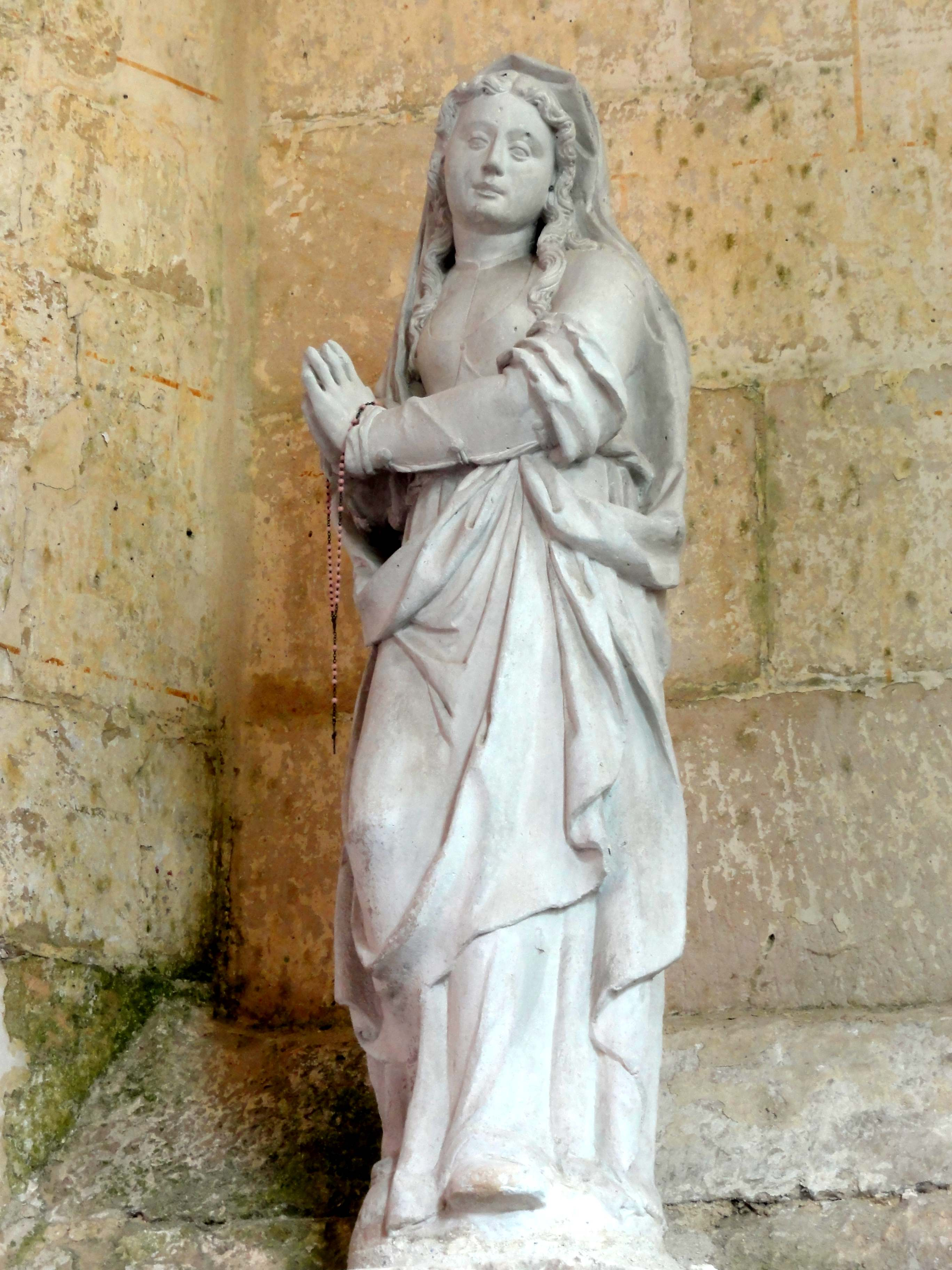
Sainte femme.
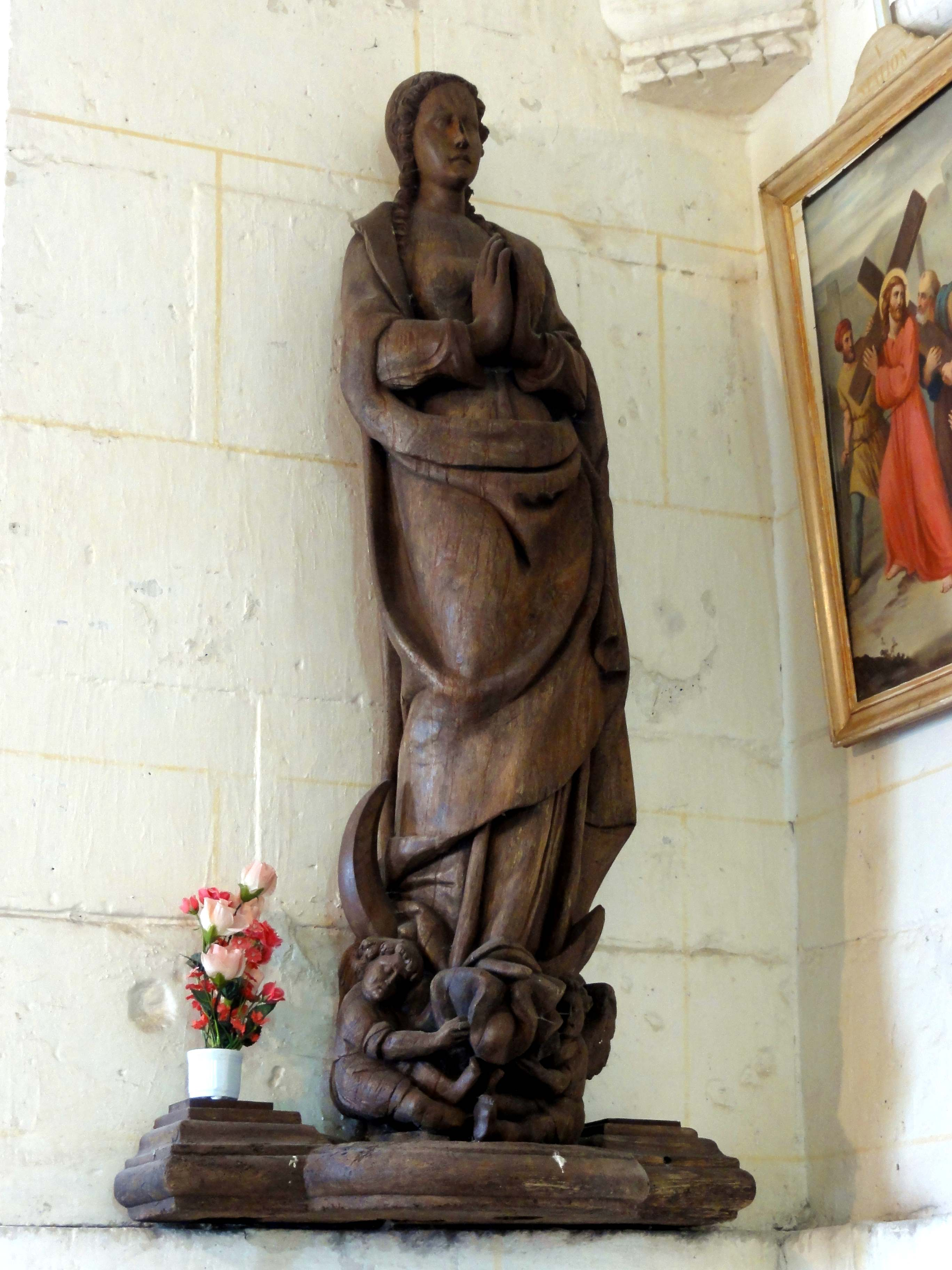
Mater Dolorosa.
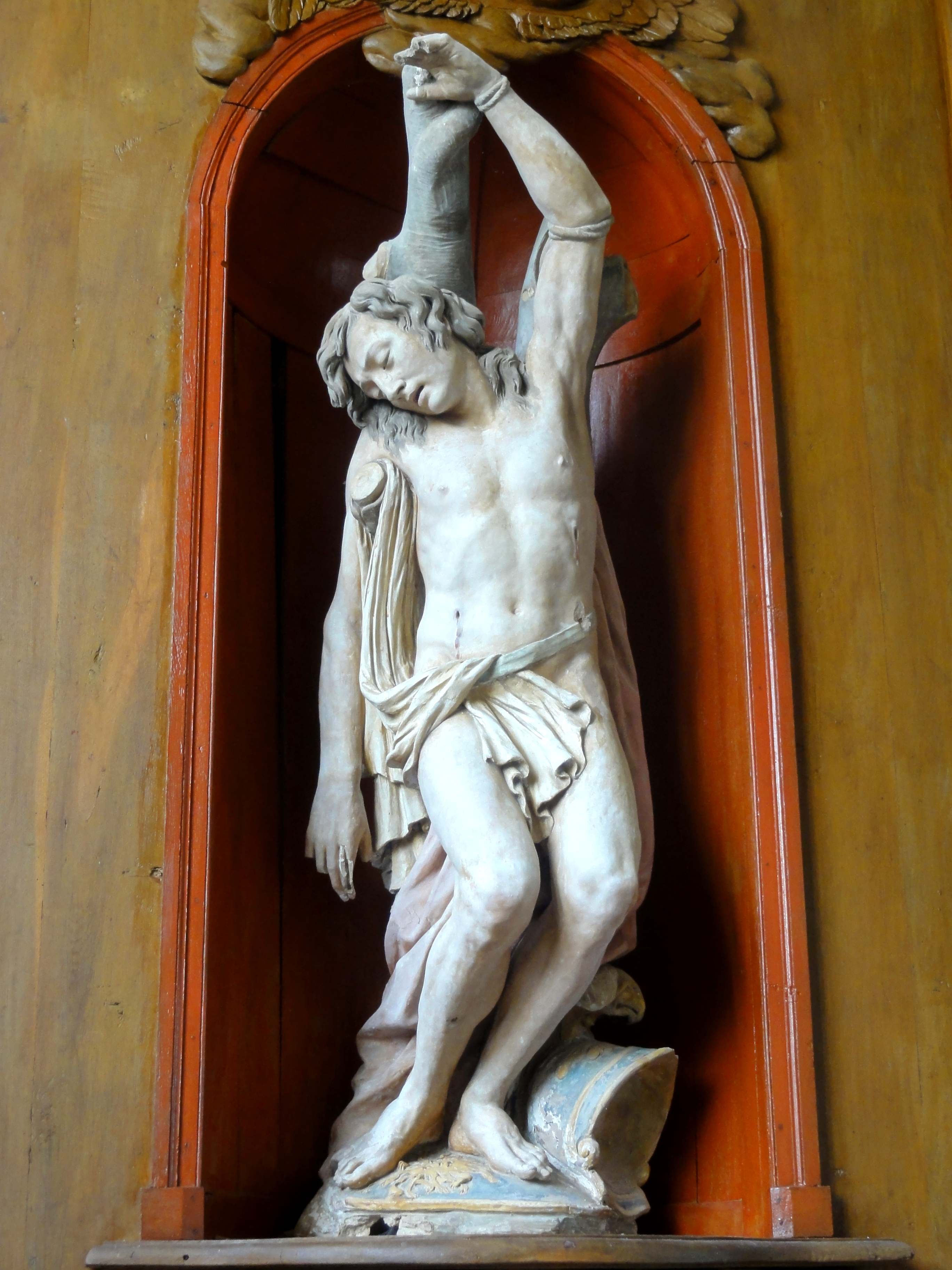
Saint Sébastien.
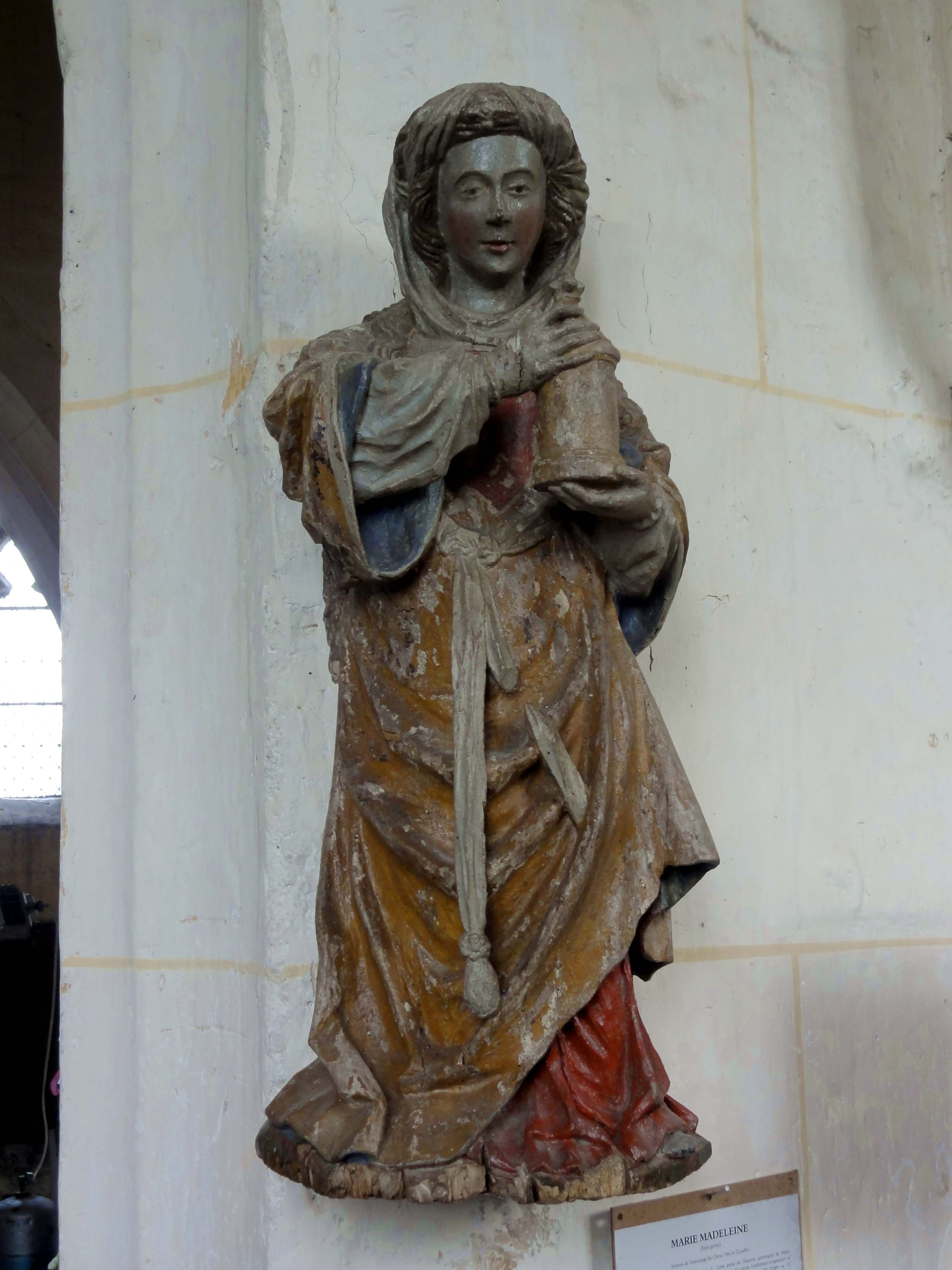
Sainte Marie-Madeleine.

- La statuette de saint Fiacre, patron des jardiniers, est en bois polychrome. Elle mesure 60 cm de hauteur, et n'est pas datée. C'est une œuvre de facture populaire taillée dans un tronc d'arbre, assez mal proportionnée. Les attributs, généralement la bêche et un livre, sont perdus, et la main gauche manque. L'inscription au titre objet est intervenue en septembre 2005[22].
- La statue mutilée de saint Jean-Baptiste est en pierre polychrome. Ses dimensions n'ont pas été prises. Elle date du XVIe siècle. La tête et les avant-bras manquent, et l'identification n'est possible que grâce à l'habit en peau de mouton. L'œuvre est inscrite depuis septembre 1983[23].
- Les statues mutilées de deux saintes sont en pierre, et portent les traces d'une polychromie ancienne. Leurs dimensions n'ont pas été prises. Elles datent du XVIe siècle. L'une n'a plus de tête ni d'avant-bras ; l'autre conserve encore la moitié de la tête et les bras. Les mains, arrachées, étaient apparemment rejointes pour la prière, et la posture évoque une Vierge de douleur ou Sainte Femme au tombeau. Les deux statues sont inscrites depuis septembre 1983[24].
- La statue mutilée d'un saint évêque, peut-être saint Martin, patron de l'église, est en pierre polychrome. Ses dimensions n'ont pas été prises. Elle date du XVIe siècle. La tête et les bras manquent, et l'identification à un évêque n'est plus possible que grâce à ses habits. Son inscription remonte à septembre 1983[25].
- L'ensemble de deux putti est en terre cuite moulée et peinte. Ils mesurent 80 cm de hauteur, et datent du XVIIIe siècle. Les deux figures sont assemblées de plusieurs morceaux assemblées avec des agrafes métalliques, et ont subi des mutilations : deux bras et un avant-bras manquent, ainsi qu'une partie des ailes. L'œuvre est inscrite depuis septembre 2005[26].

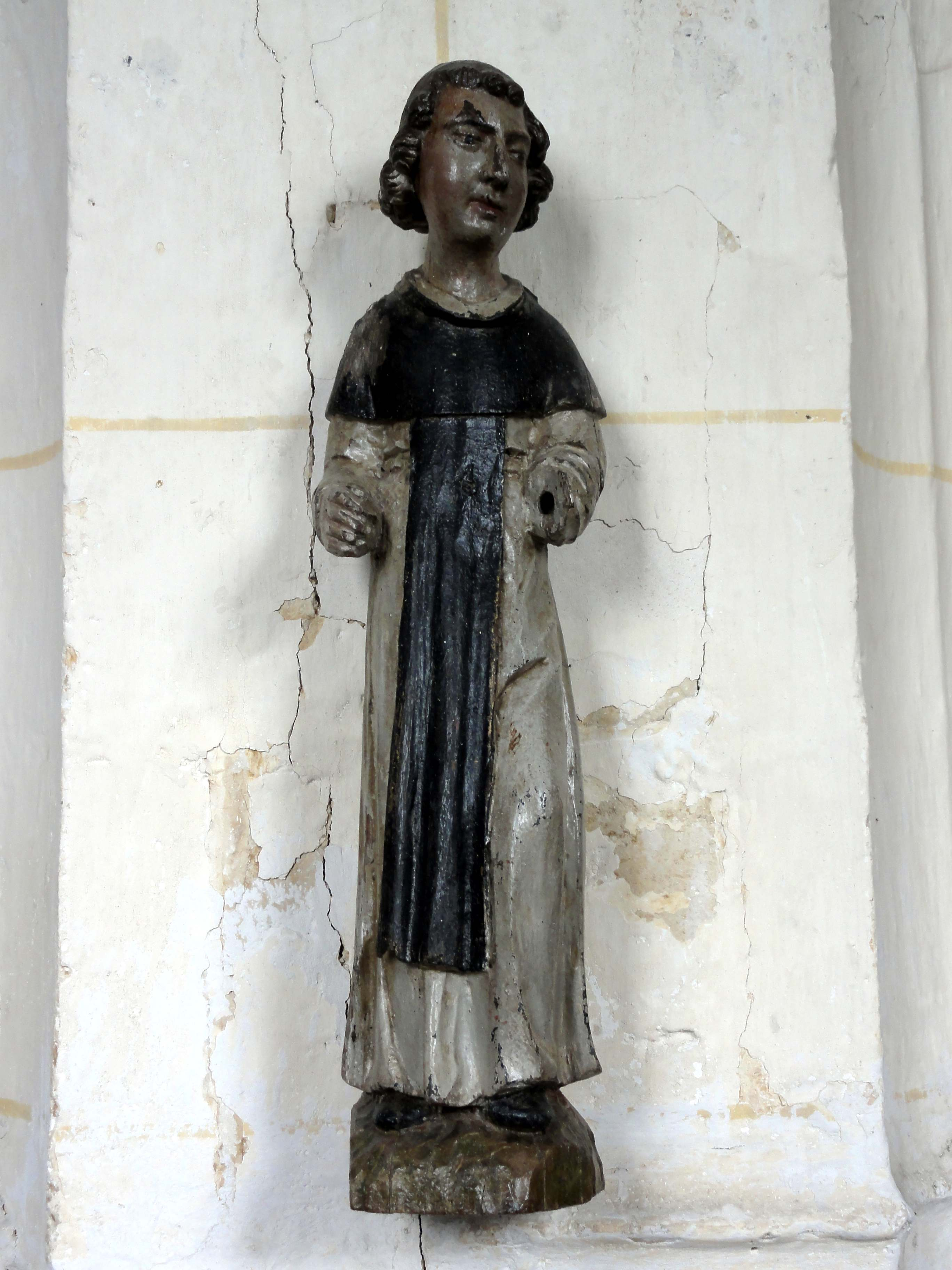
Saint Fiacre.
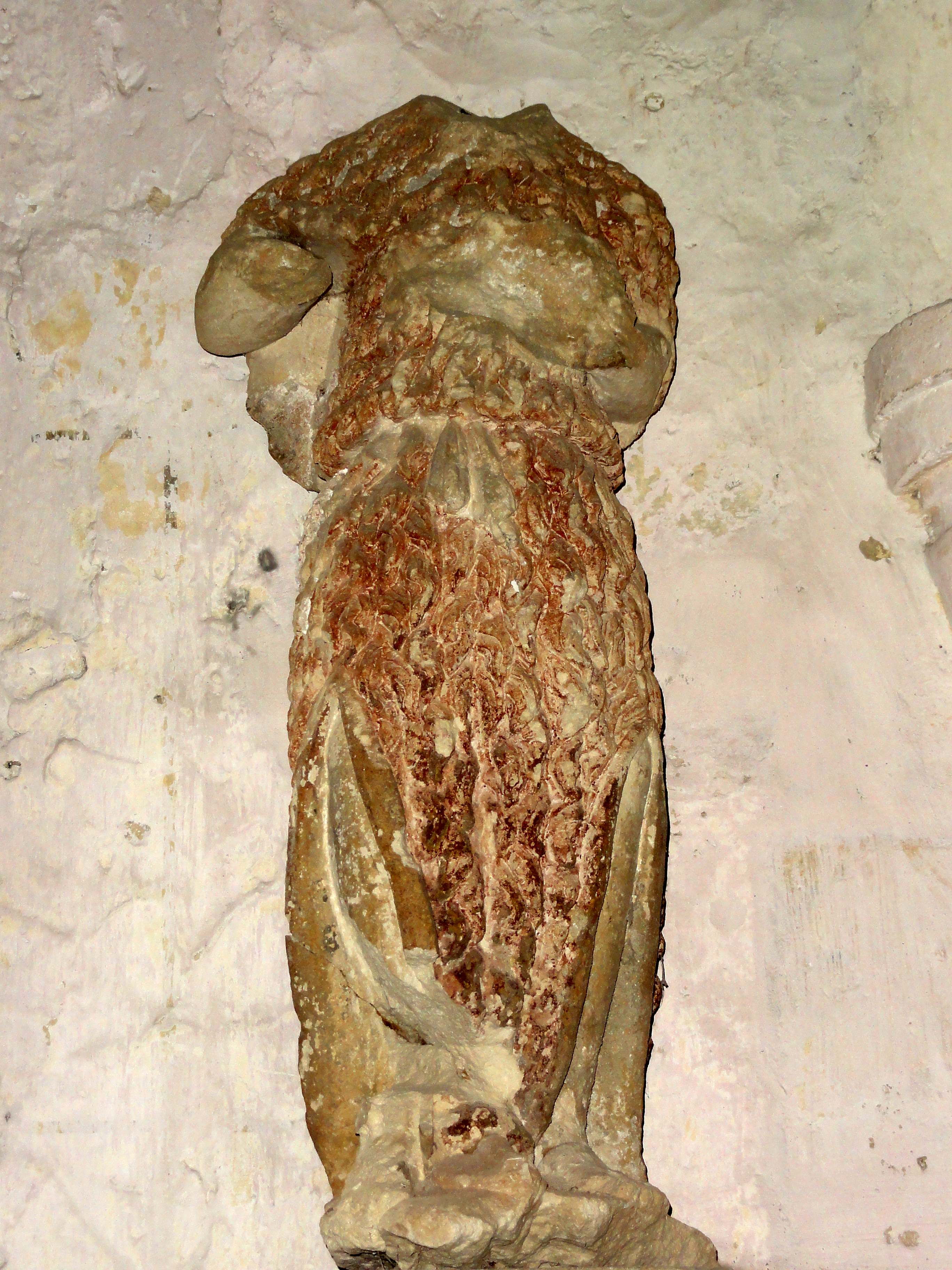
Saint Jean-Baptiste.
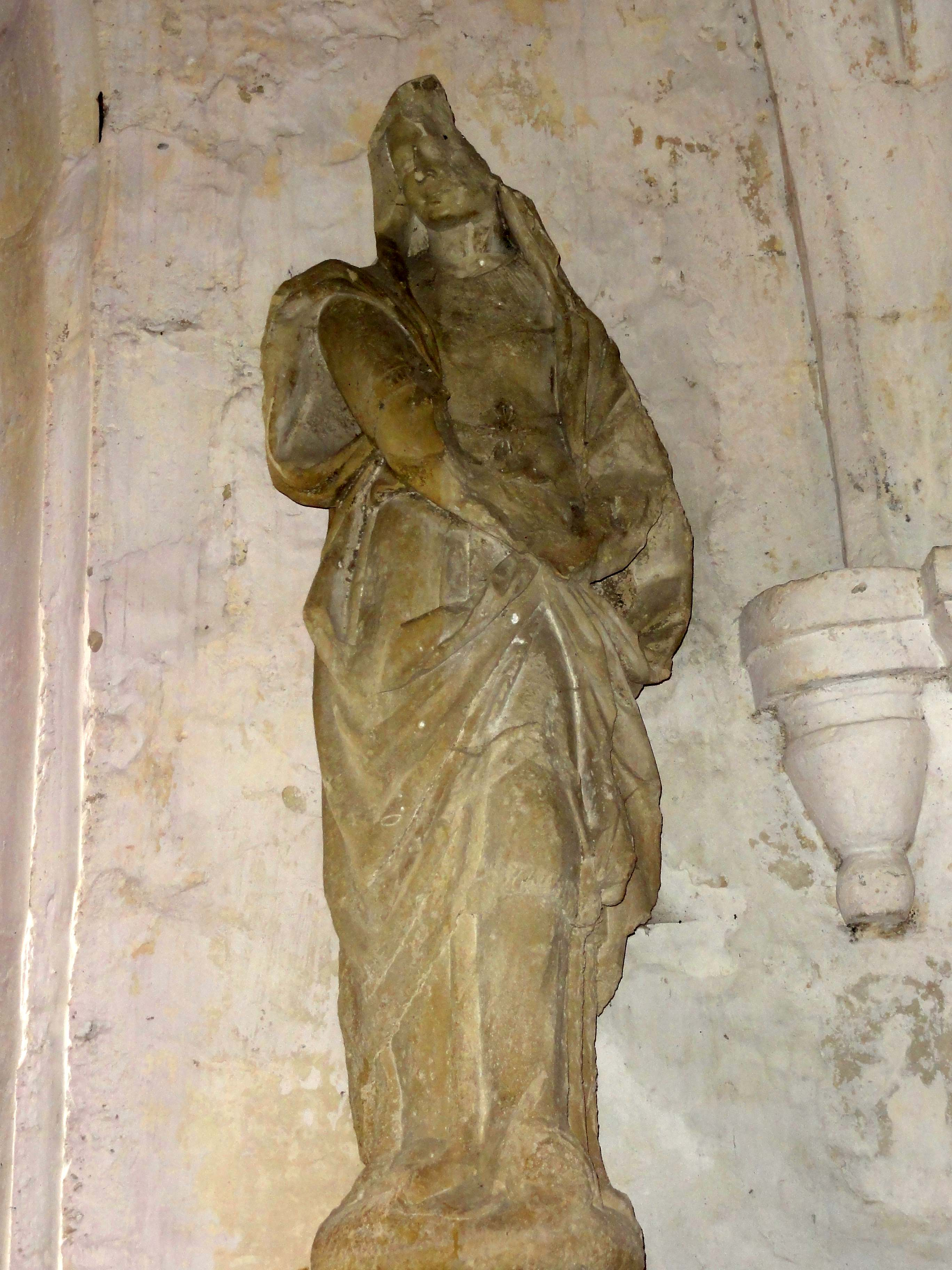
Sainte mutilée.
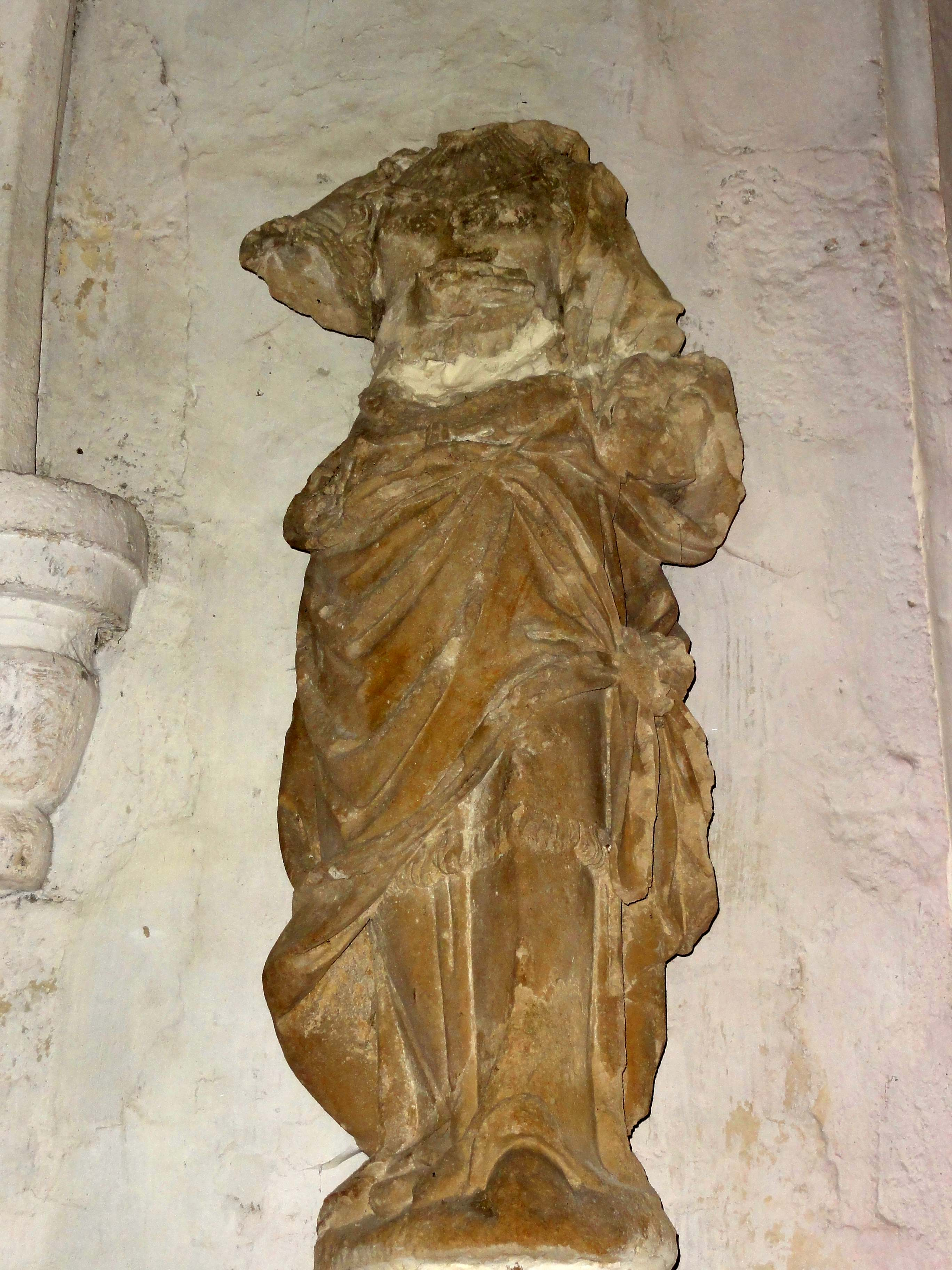
Sainte mutilée.
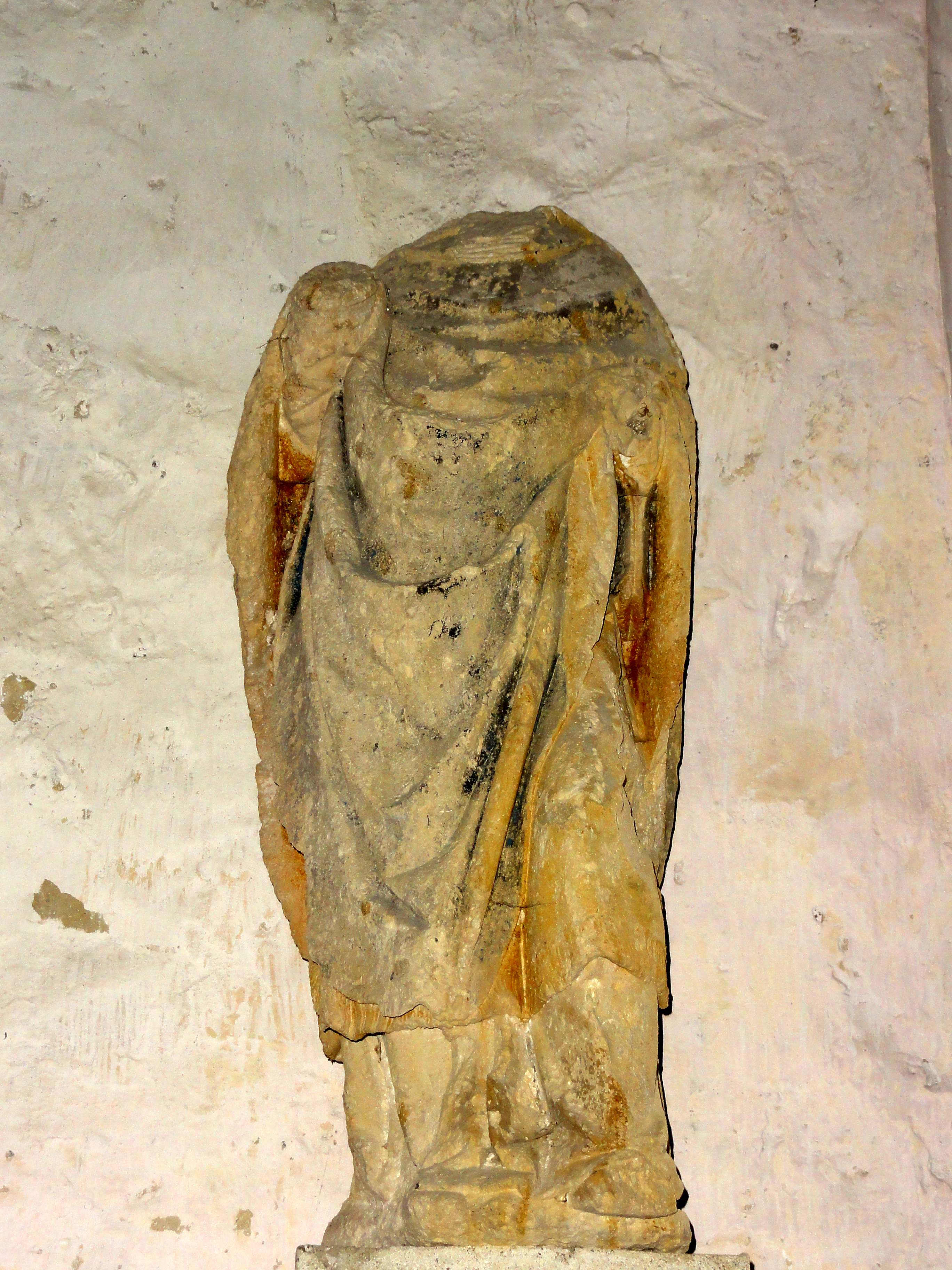
Saint évêque.
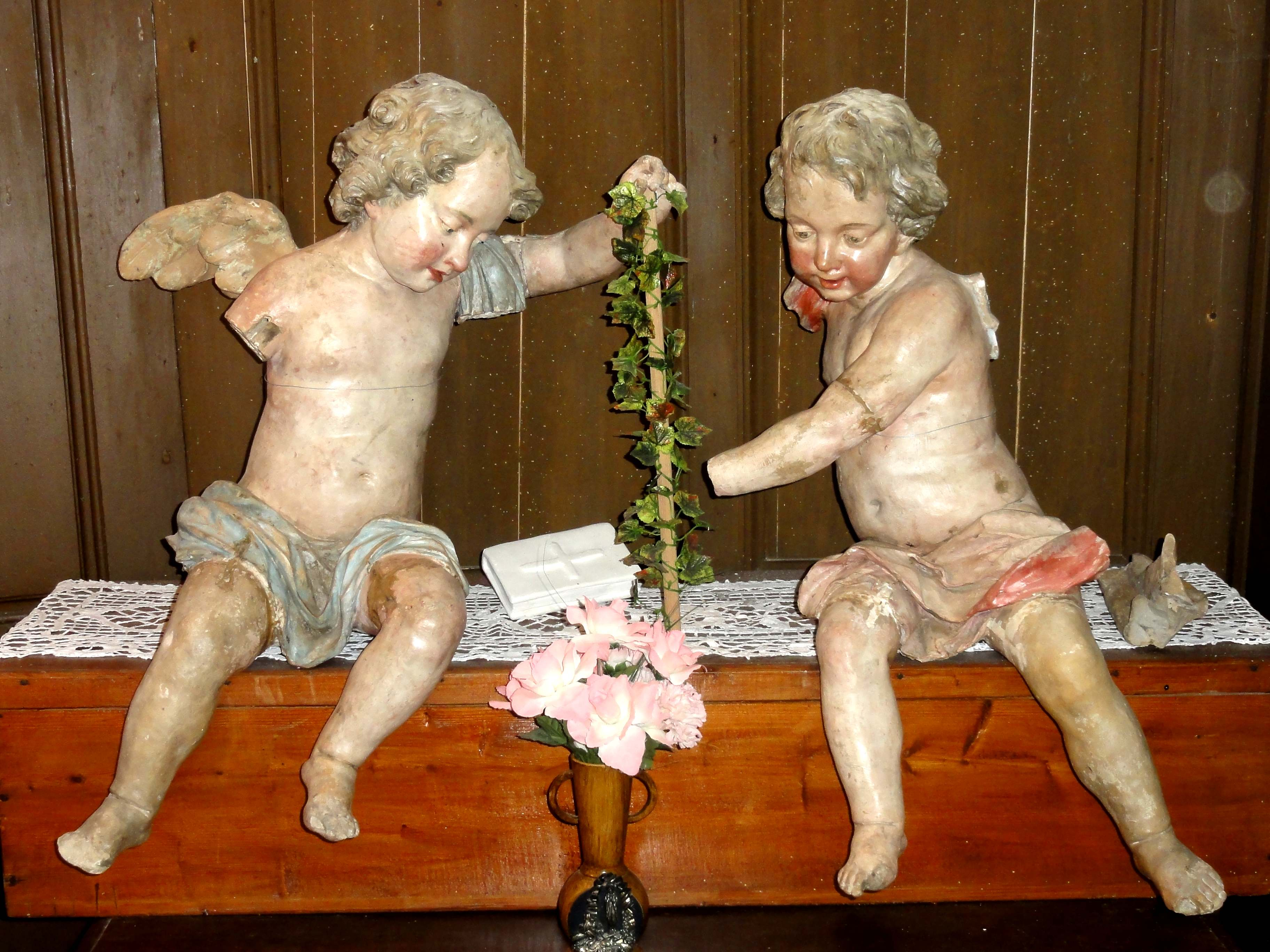
Deux putti.

### Peinture et vitraux
- Le tableau représentant la Charité de saint Martin est peint à l'huile sur toile. Il mesure 80 cm de largeur pour 120 cm de hauteur, et date de la première moitié du XVIIe siècle. Ce tableau est intégré dans les boiseries à la fin de la nef, devant le pilier à gauche de l'entrée du chœur. Il est inscrit depuis septembre 2005, et a été restauré[27].
- Le tableau représentant (probablement) la mort de Charles IX est peint à l'huile sur toile. Il mesure 80 cm de largeur pour 120 cm de hauteur, et date probablement du XVIIIe siècle. Ce tableau est intégré dans les boiseries à la fin de la nef, devant le pilier à droite de l'entrée du chœur. Il est inscrit depuis septembre 2005, et a été restauré[28].
- La baie d'axe du chevet (no 0) comporte quatre vitraux figurés polychromes de 1537. Les dimensions de la baie en arc brisé sont 300 cm de hauteur et 80 cm de largeur. Les scènes représentées sont, du haut vers le bas, la Déploration du Christ mort par sa mère la Vierge Marie, saint Jean, Marie-Madeleine et les deux Saintes Femmes, sous le regard de Dieu le Père ; saint Nicolas avec le baquet contenant les trois jeunes enfants qu'il a ramenés vers la vie et sainte Barbe devant la tour où elle fut enfermée par son père ; la Charité de Saint-Martin ; et un cheval avec un cavalier se dirigeant dans le sens opposé du cheval de saint Martin ci-dessus. Les deux derniers panneaux affichent leur appartenance à un même ensemble par une bordure continue. Ces panneaux sont assez mal conservés, et comportent de nombreux bouches-trous comblant mal les lacunes. L'explication du dernier motif n'en est pas facilitée. La date de 1537 est encore attestée en 1926, et a apparemment disparu lors de la restauration de 1957, effectuée au titre des dommages de guerre par l'atelier Marquet à Amiens. Une nouvelle restauration a été effectuée en 1985 par Claude Courageux. Les quatre vitraux sont classés au titre immeuble depuis juin 1926[29].

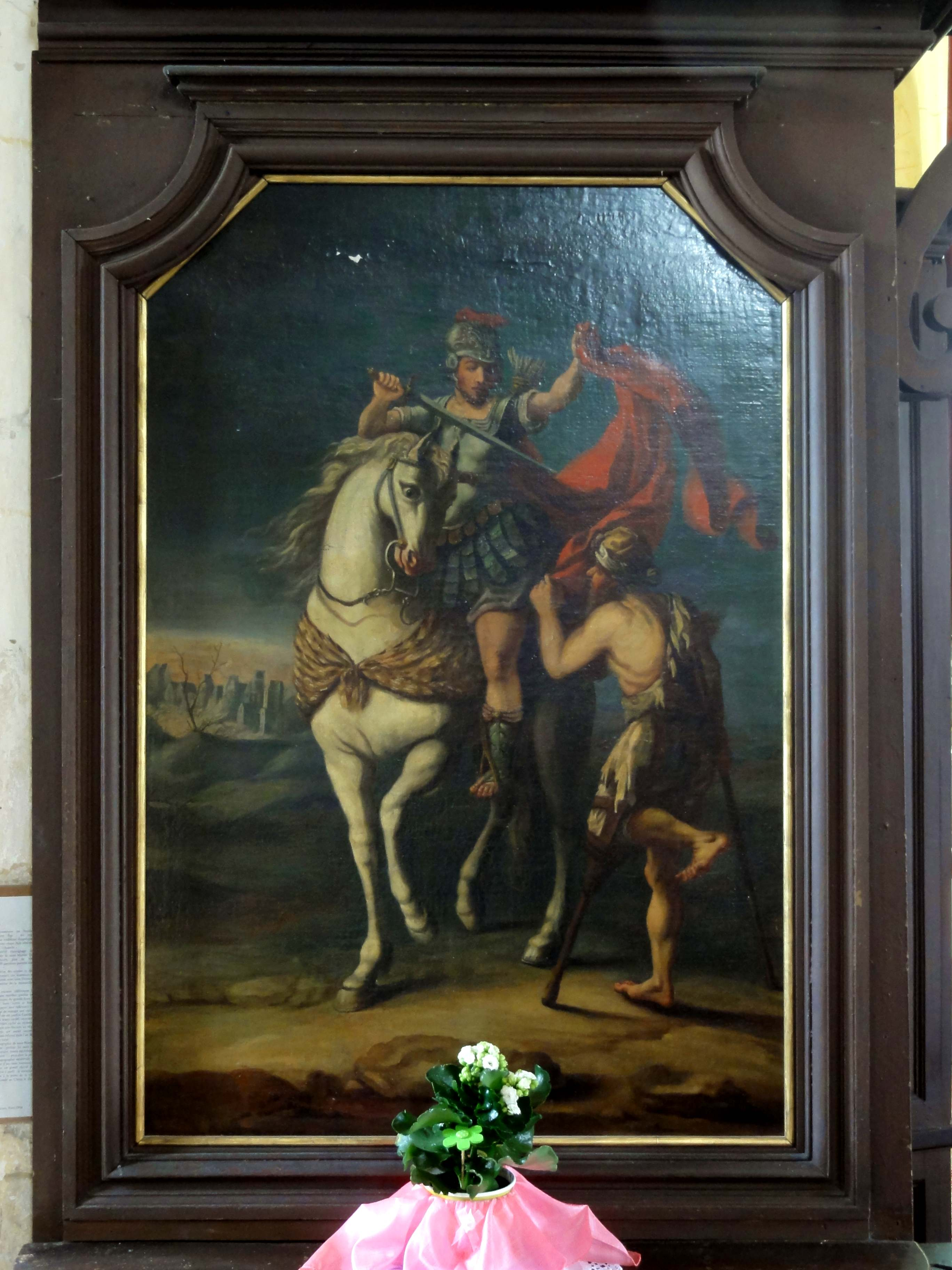
Charité de Saint Martin.
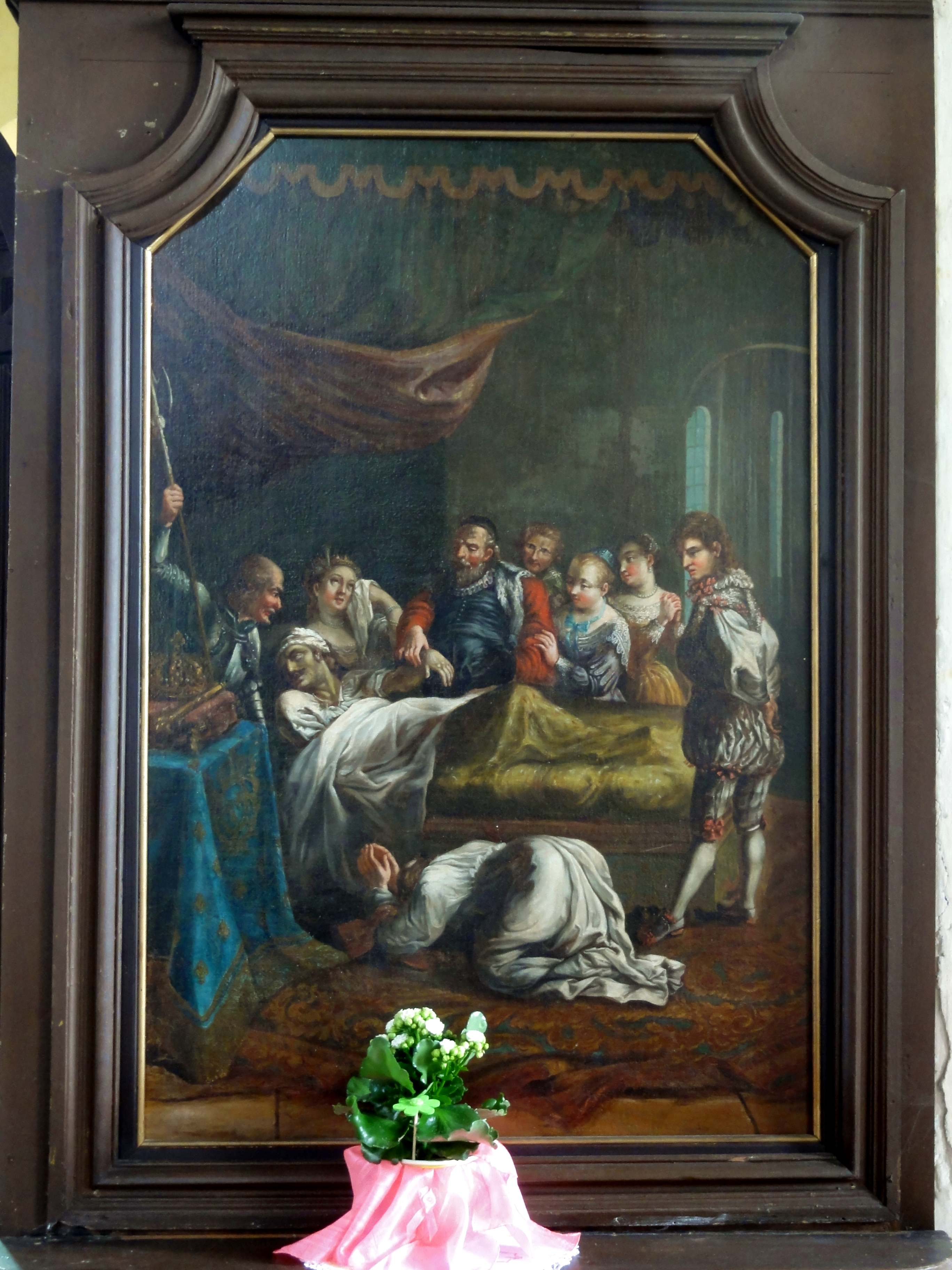
La mort de Charles IX.
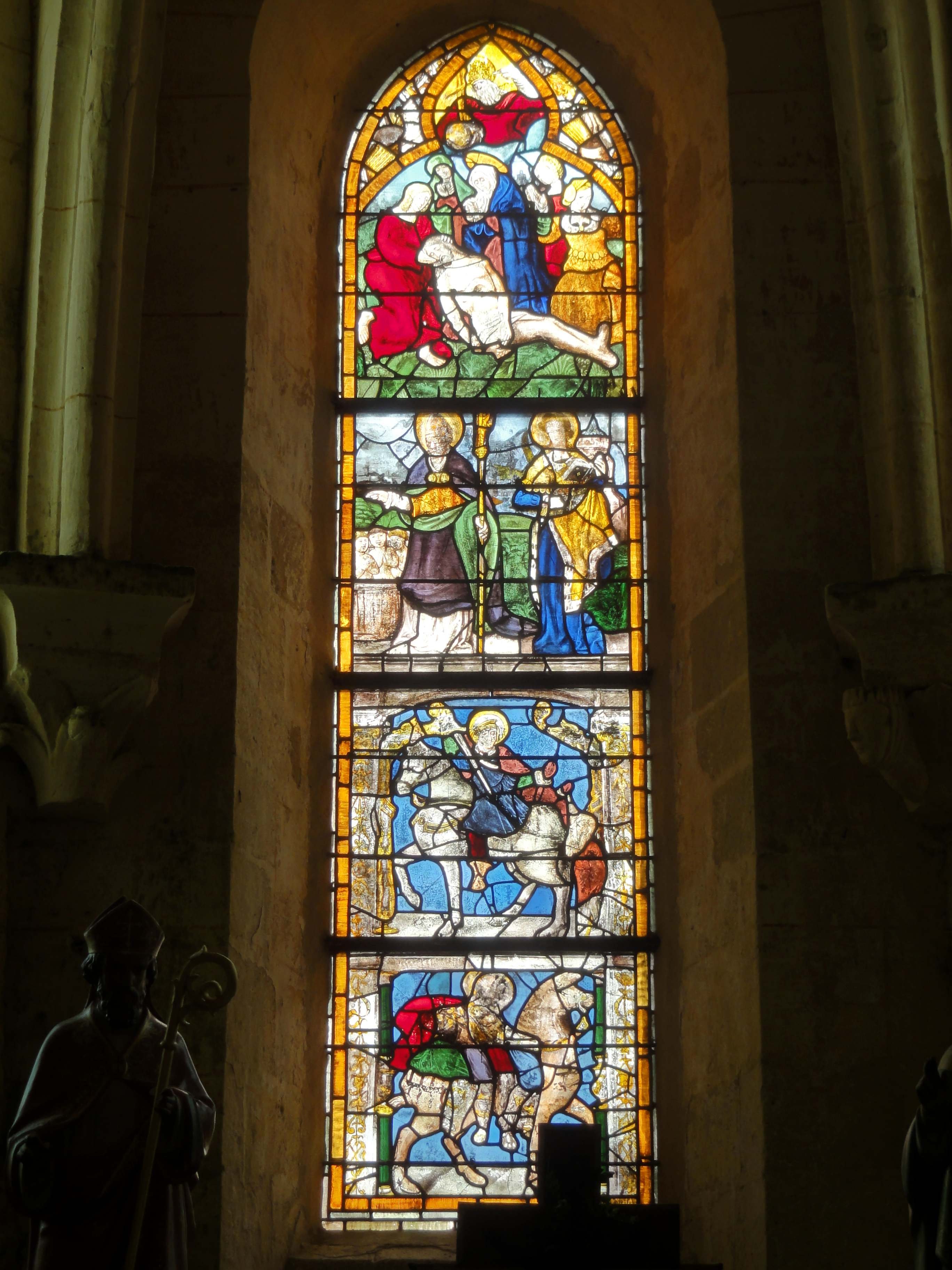
Verrière no 0.
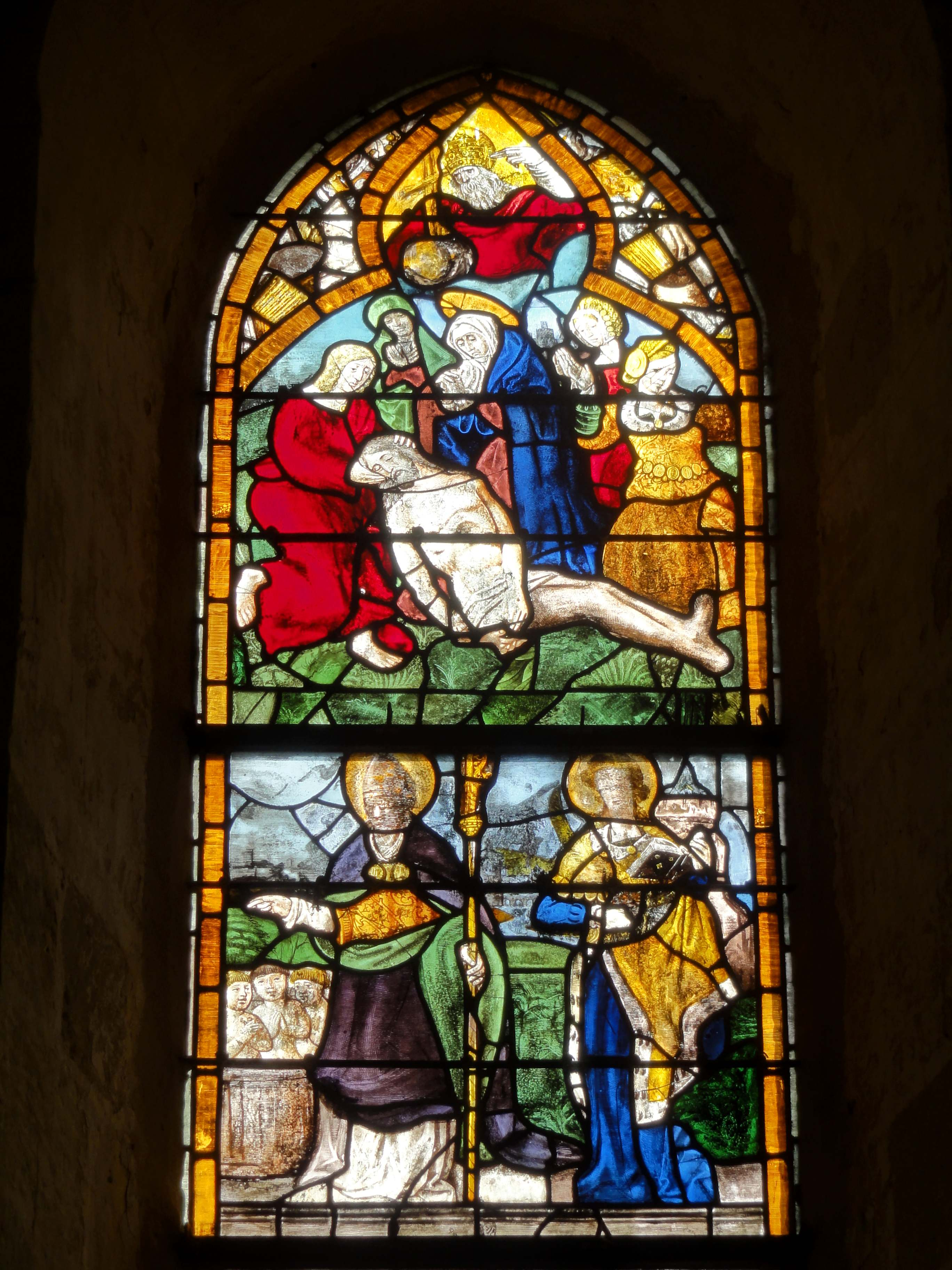
Id., registres supérieurs.
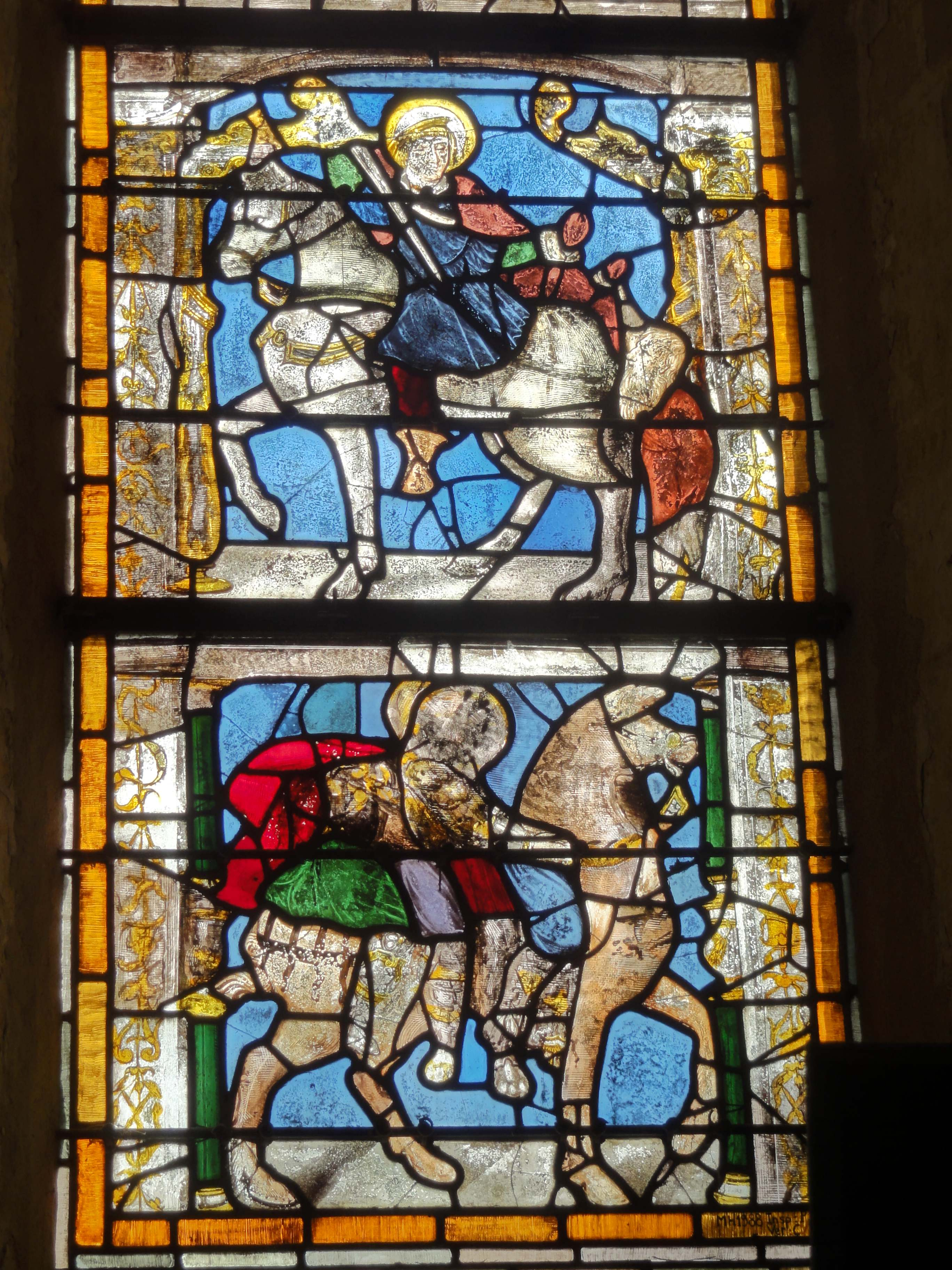
Id., registres inférieurs.

### Mobilier liturgique

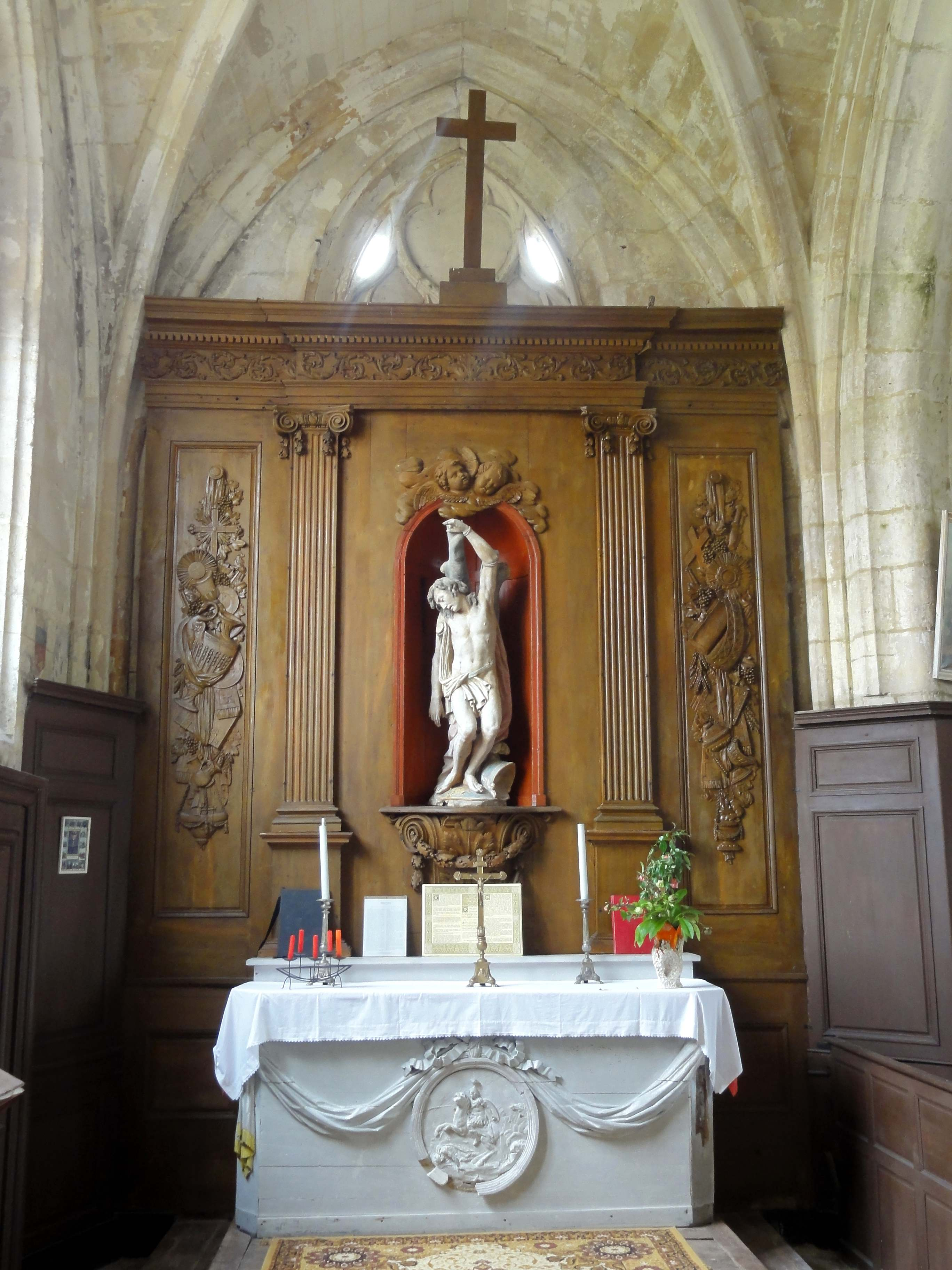
Autel et retable de saint Sébastien.

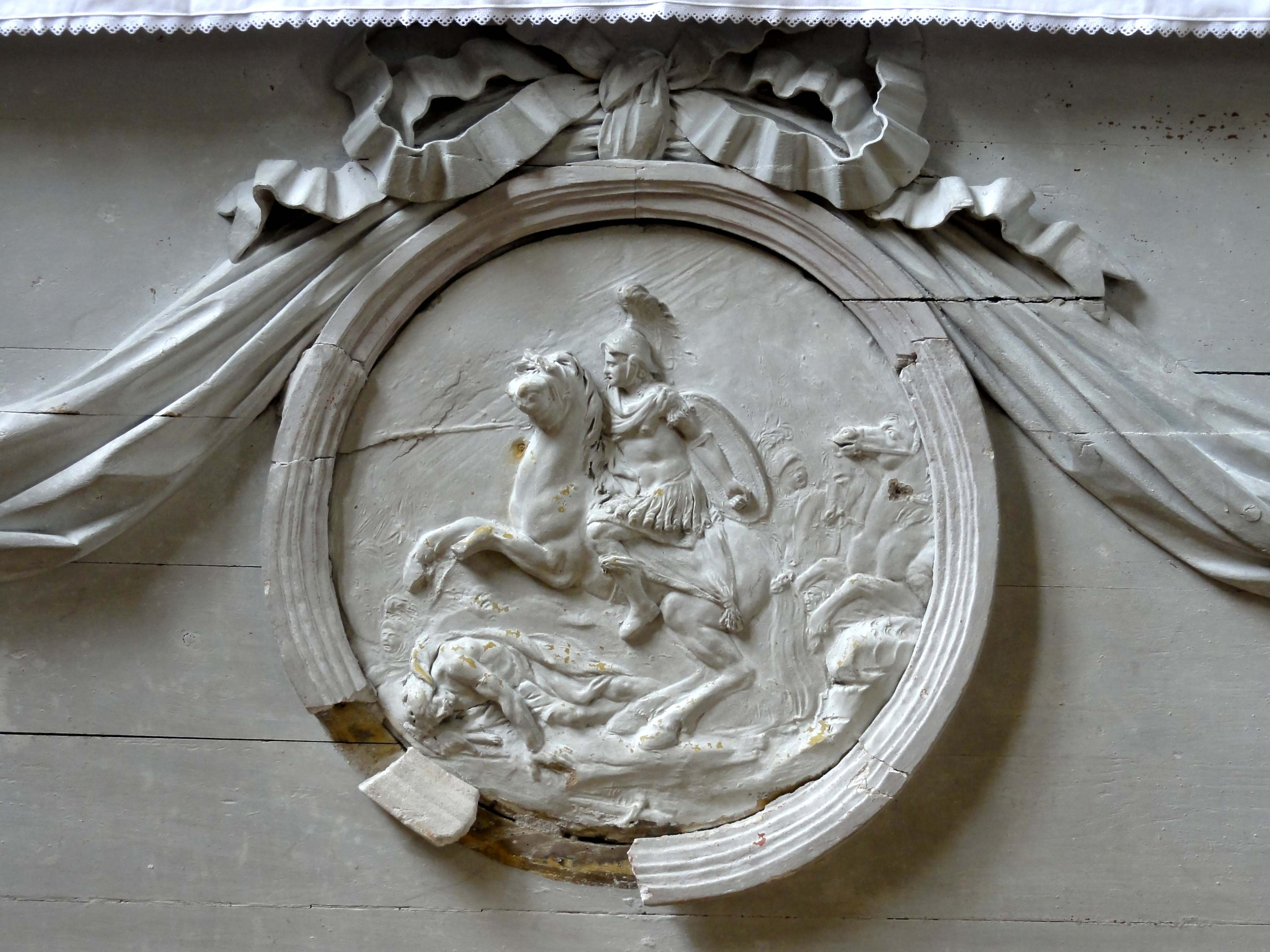
Bas-relief - la conversion de saint Paul.

- Les fonts baptismaux, en pierre calcaire, se composent d'une cuve de plan ovale et d'un pied de plan circulaire. Ils mesurent 96 cm de hauteur, 80 cm de largeur et 61 cm de profondeur, et ne sont pas datés. La cuve contient une réserve à eau bénite composée d'une jatte en terre cuite émaillée et d'une garniture en plomb. Elle s'évase nettement du haut vers le bas, de sorte que son diamètre se rapproche successivement de celui du pied. Sa bordure est moulurée notamment d'un quart-de-rond. Seulement la partie inférieure de la cuve est sculptée. Le motif est une sorte de godrons, auxquels se superposent des palmes. Le pied comporte, du haut vers le bas, un gros boudin, une large scotie, un bandeau plat garni d'un tore, et un large cavet. Il est placé sur un socle d'un diamètre plus important, dont la bordure est également mouluré. Le gros boudin est agrémenté d'un décor sculpté, qui se compose d'un entrelacs assez simple de deux rubans superposés décrivant des lignes ondulées. Des fleurs à six pétales s'inscrivent dans les intervalles ainsi définis. Ces fonts baptismaux sont inscrits depuis septembre 2005[30].
- La chaire à prêcher, en bois taillé, se compose d'une cuve hexagonale au-dessus d'un cul-de-lampe suspendu ; d'un escalier en hélice à garde-corps rampant non ajourée ; d'un dorsal à trois pans qui épouse la forme du pilier auquel la chaire est accrochée ; et d'un abat-voix. Les dimensions n'ont pas été prises. L'ensemble est daté des XVIIIe et XIXe siècles. La cuve, le garde-corps et le dorsal sont constitués de panneaux à fenestrages. Ceux du garde-corps et des pans obliques du dorsal sont frustes ; les autres sont sculptés de motifs Rocaille. Le dessous de l'abat-voix arbore, comme à l'accoutumée, la colombe du Saint-Esprit sculptée en bas-relief. Sinon, l'abat-voix est animé par de très nombreuses strates de modénature, et sommé d'un fleuron évoquant une fleur de lys. La chaire est inscrite depuis septembre 2005[31].
- L'autel et le retable de saint Sébastien, au chevet de la chapelle latérale nord qui lui est dédiée, sont en bois taillé. L'autel, peint en blanc, mesure 215 cm de largeur et 96 cm de hauteur. Les dimensions du retable n'ont pas été prises. L'ensemble date du XVIIIe siècle. L'autel est en forme de boîte, les angles abattus, et est décoré d'une draperie nouée au milieu et garnie d'un ruban, et tendue entre trois points de suspension. Sous le ruban, un médaillon en terre cuite représentant la Conversion de saint Paul sur le chemin de Damas est encastré dans un cadre de bois. Le retable se compose de trois panneaux, dont celui du centre est deux fois plus large que les deux autres. Il est cantonné de deux pilastres ioniques cannelés, et comporte en son centre une niche en plein cintre, qui est surmontée de deux têtes de chérubins émergeant d'une nuée, et munie en bas d'une console dérivée d'un coussinet ionique. Cette niche abrite la statue de saint Sébastien signalée ci-dessous. Les compartiments latéraux arborent chacun un bas-relief représentant un arrangement d'ustensiles liturgiques devant un fond de feuilles de vigne, de grappes de raisin et d'épis de blé. À gauche, l'on observe, du haut vers le bas, une croix d'autel ; un ostensoir ; des patènes ; un grand vase ; une étole ou un manipule ; un missel ; des burettes ; et un encensoir. Le pélican mystique ce joint à ces motifs. À droite, l'on identifie deux quenouilles ou fuseaux (?) ; une croix tout simple ; un ostensoir ; un antiphonaire ; une bourse ; un ciboire ; une burette seule ; et encore une étole ou un manipule et un ostensoir. L'ensemble est surmonté d'un entablement avec une frise de rinceaux et une corniche à denticules. Il est inscrit depuis septembre 2005[32].
- L'autel et le retable de la Vierge, au chevet de la chapelle latérale sud qui lui est dédiée, sont en bois peint. Leurs dimensions n'ont pas été prises. Ils datent pour l'essentiel de la première moitié du XVIIe siècle, et ont été complétés au XIXe siècle. L'autel est une simple boîte, orné seulement de deux colonnettes près des angles, de quatre rosaces aux extrémités du grand panneau central ; et d'une sorte de gloire, formée par un triangle symbolisant la Sainte-Trinité, où est inscrit le tétragramme en caractères hébreux, et de rayons de lumière. Le retable est cantonné de deux pilastres corinthiens traités en faux-marbre rouge, et sculptés d'une rosace au milieu ainsi que de rinceaux en haut, autour des rosaces et en bas. Il y a, à gauche et à droite, des panneaux à fenestrages également traités en faux-marbre rouge. En son centre, le retable comporte une niche en plein cintre entourée d'un cadre sculpté, et surmonté d'un bas-relief représentant deux palmes nouées ensemble par un ruban. La niche abrite la statue de la Vierge au raisin (voir ci-dessus). Le retable, mais pas les panneaux latéraux, est sommé d'un fronton triangulaire avec corniche à denticules, qui est couronné de deux pots-à-feu et d'un grand crucifix fruste. Cet ensemble est également inscrit depuis septembre 2005[33]. L'on note la présence de très nombreux ex-voto sous les formes les plus diverses.
- Le bâton de procession ou de confrérie de saint Martin est en bois taillé et doré. Il n'est pas daté. En haut du bâton, la statuette d'un saint évêque, portant la crosse épiscopale d'une main et bénissant de l'autre, est placée sous un dais formé par quatre branches de palme supportant une couronne. Cet objet n'est pas protégé au titre des monuments historiques à ce jour.

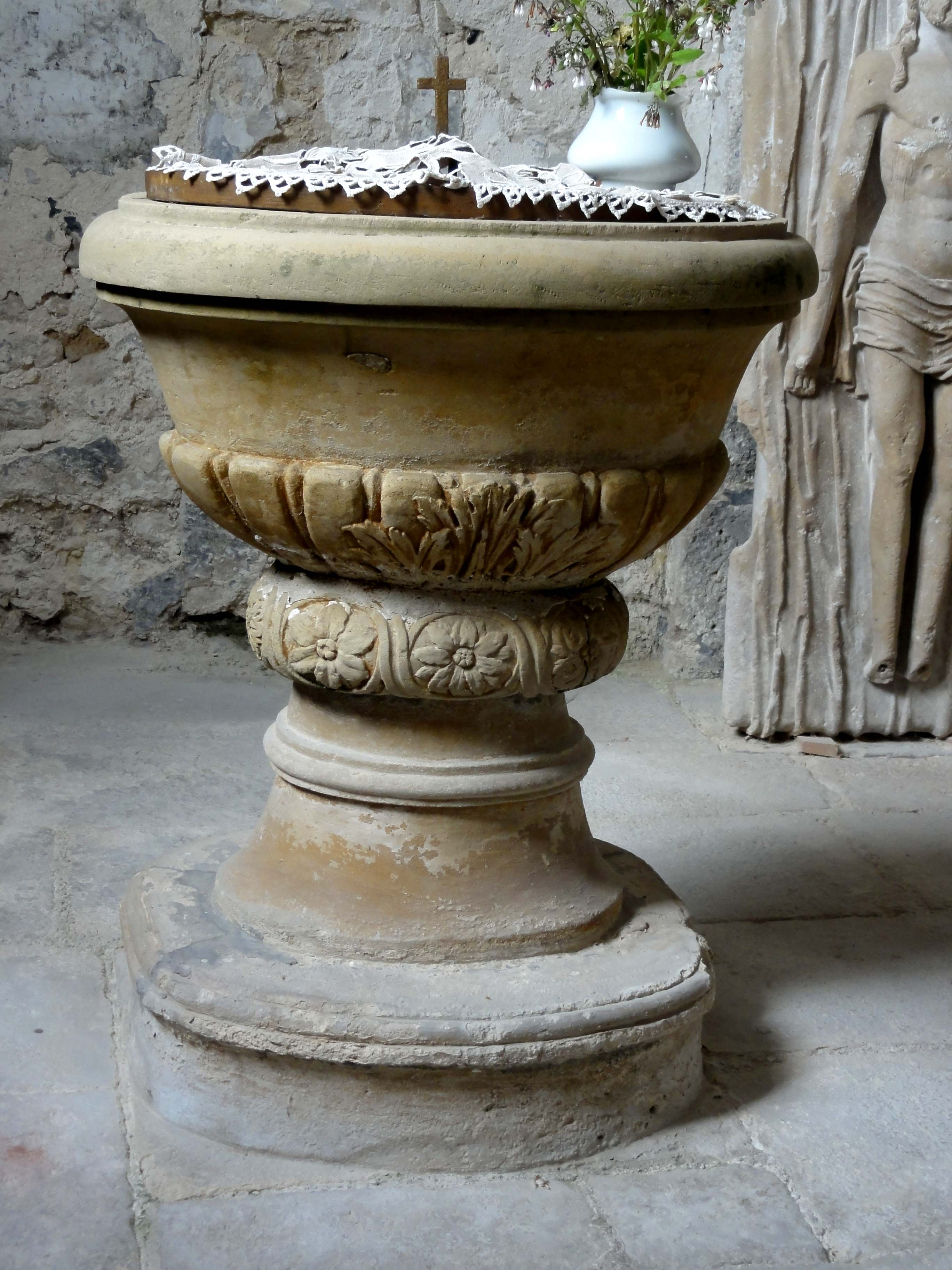
Fonts baptismaux.
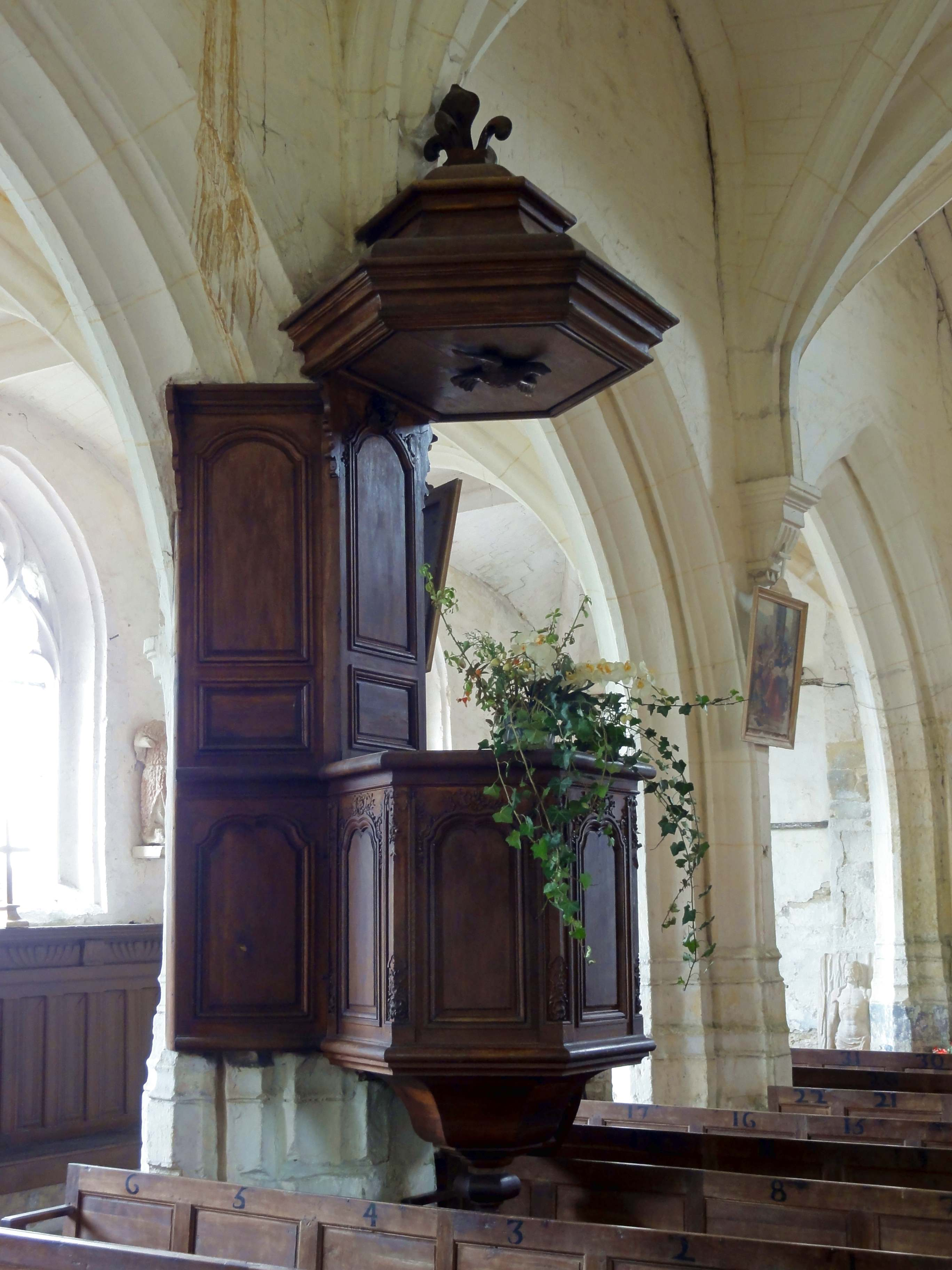
Chaire à prêcher.
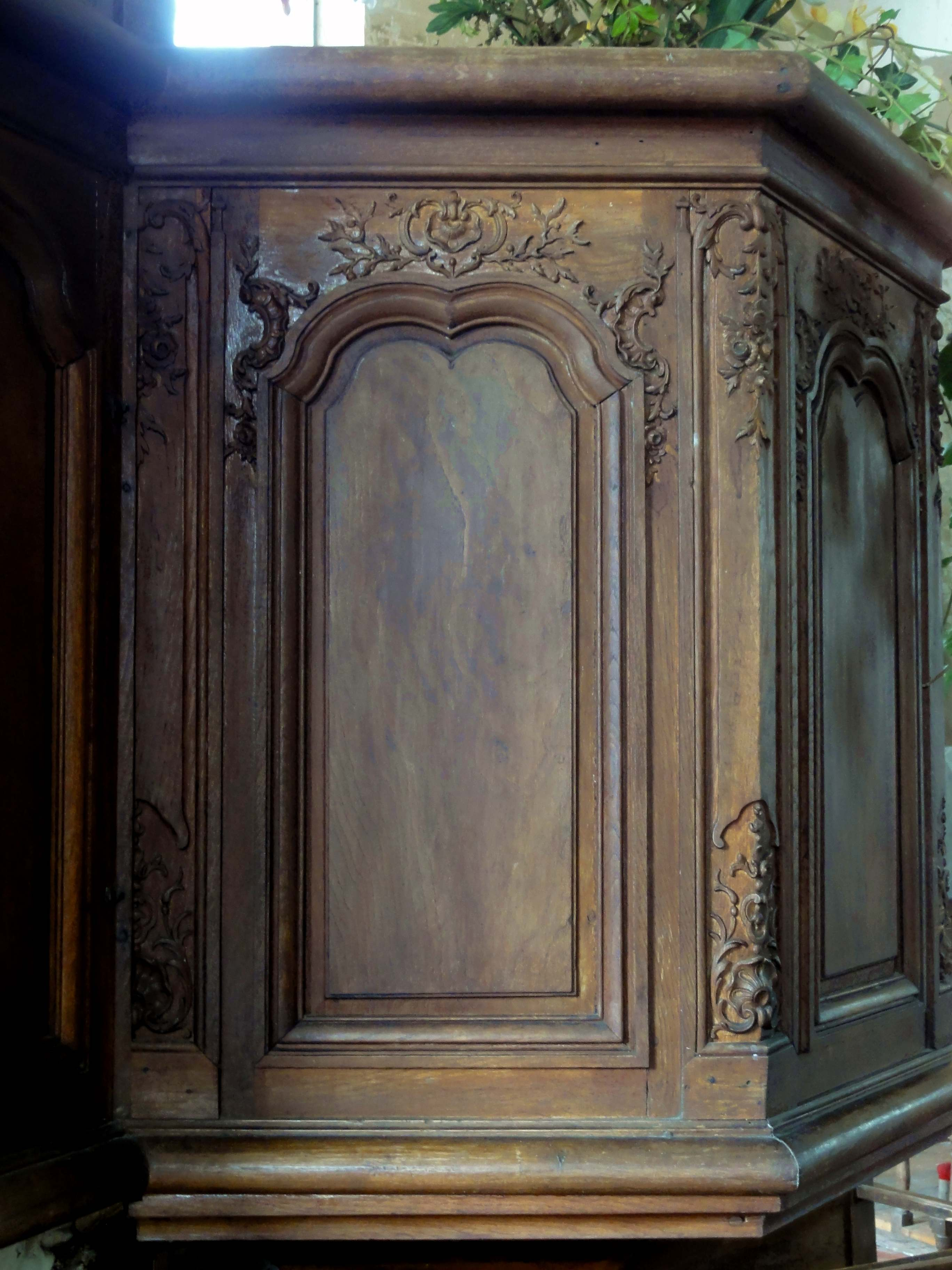
Id., panneau de la cuve.
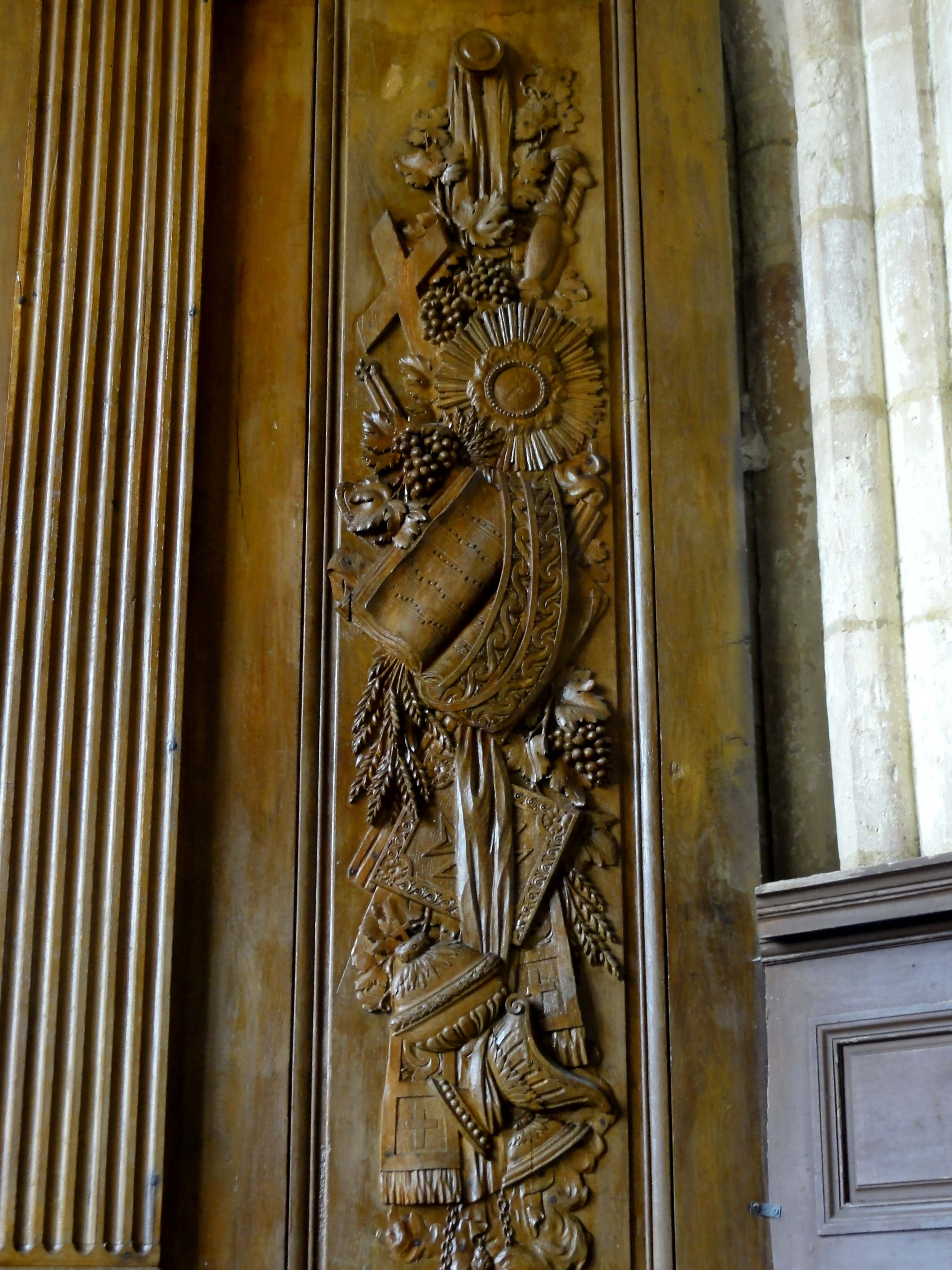
Retable de St Sébastien.
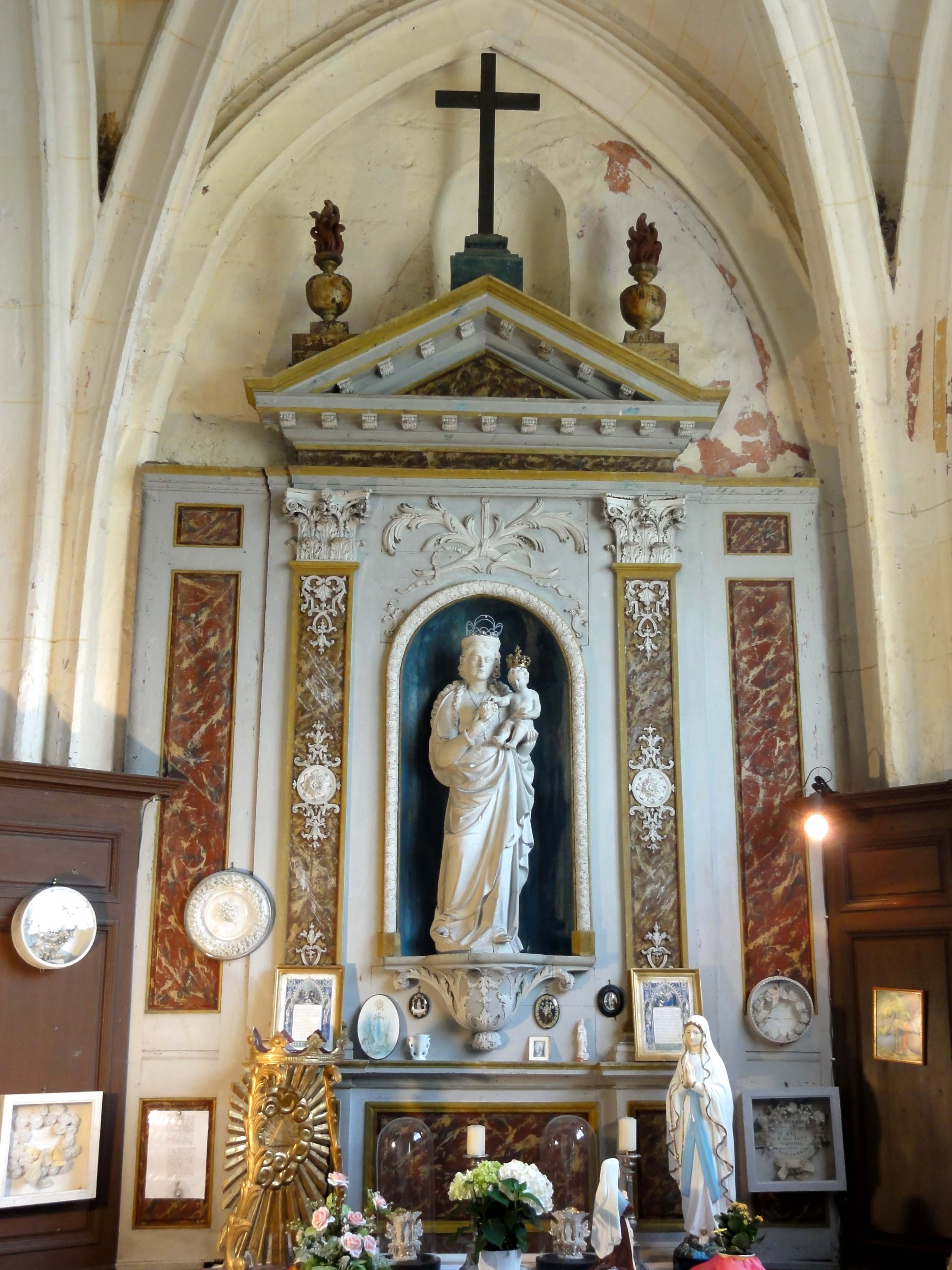
Retable de la Vierge.
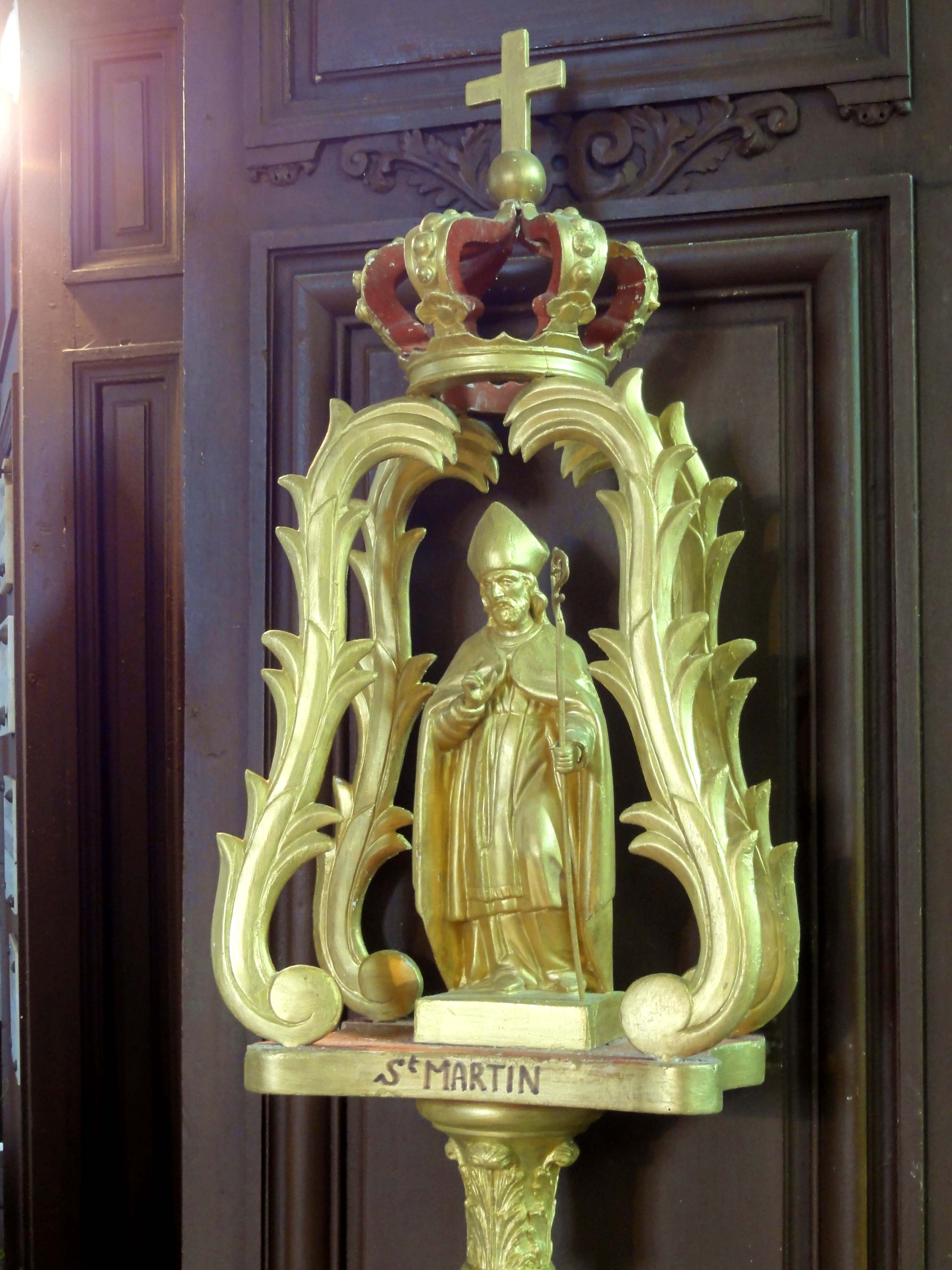
Bâton de procession.

### Divers

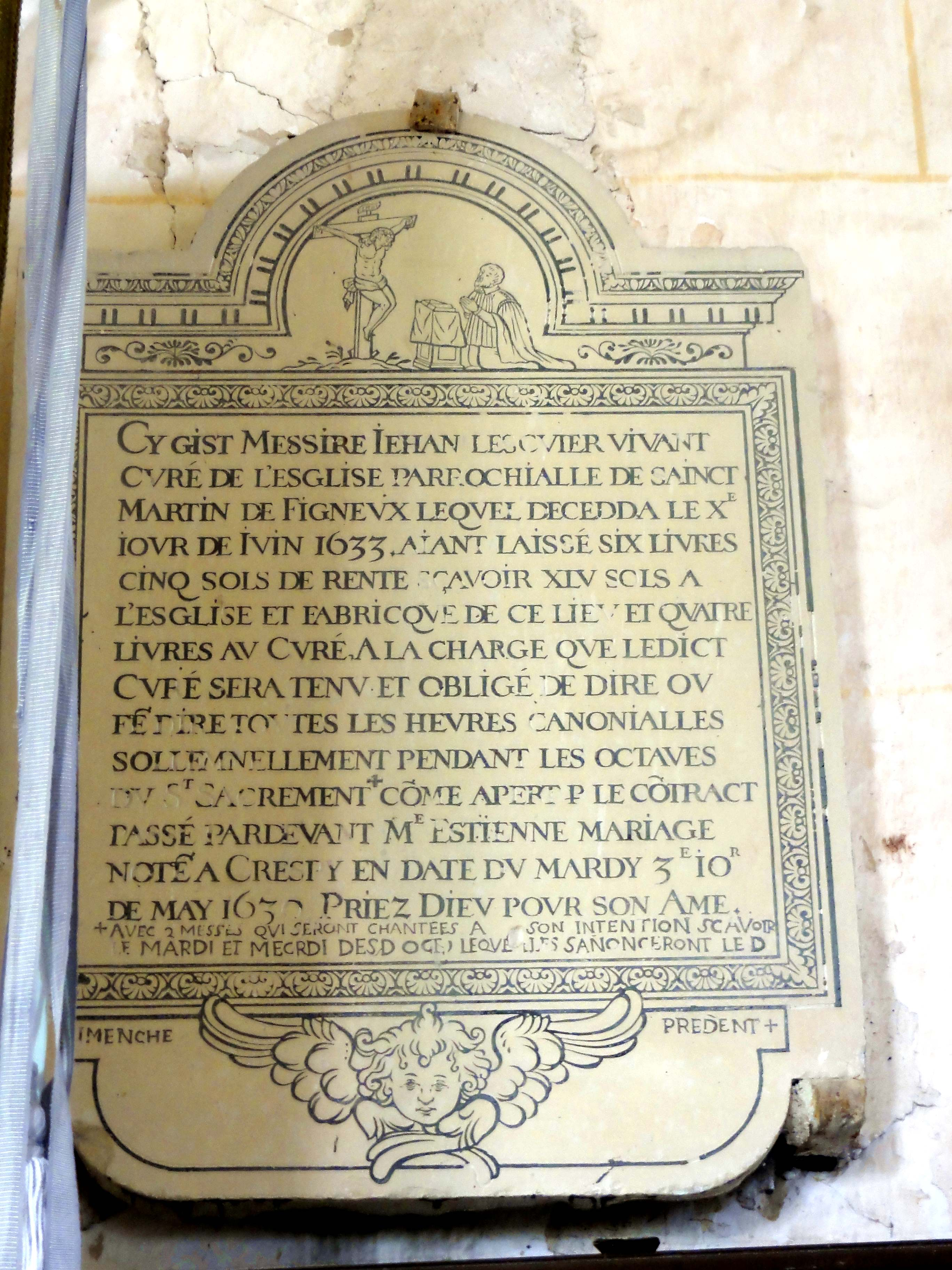
Plaque de fondation de Jehan Lescuier.

- La plaque de fondation de Jehan Lescuier, curé de Feigneux mort le 10 juin 1633, est en pierre calcaire. Elle mesure 65 cm de largeur et 100 cm de hauteur, et comporte en haut au milieu un fronton cintré, où l'on voit, conformément à l'usage général à l'époque, le défunt en prière, agenouillé devant un prie-Dieu, et regardant le Christ en croix en face de lui. Le fronton est en outre décoré d'oves et de glyphes ; l'inscription qui occupe la plus grande partie de la plaque est entourée d'un cadre où le même motif de coquille se répète à l'infini ; et la partie basse de la plaque affiche une tête de chérubin aux ailes déployées. Le texte est rédigé comme suit « CY GIST MESSIRE IEHAN LESCVIER VIVANT CVRÉ DE L'ESGLISE PARROCHIALLE DE SAINCT MARTIN DE FIGNEVX LEQUEL DECEDDA LE XE IOUR DE IVIN DE 1633. AIANT LAISSÉ SIX LIVRES CINQ SOLS DE RENTE SÇAVOIR XLV SOLS A L'ESGLSE ET FABRICQVE DE CE LIEV ET QVATRE LIVRES AV CVRÉ, A LA CHARGE QUE LE DICT CVRÉ SERA TENU ET OBLIGÉ DE DIRE OU F[AIR]E DIRE TOVTES LES HEURES CANONIALES SOLEMMNELLEMENT PENDANT LES OCTAVES DU SAINT-SACREMENT+ COM[M]E APERT P LE CO[N]TRACT PASSÉ PARDEVANT ME ESTÏENNE MARIAGE NOT[AIR]E A CRESPY EN DATE DU MARDY 3E IOR DE MAY 1630 PRIEZ DIEV POVR SON AME ». Il y a un post-scriptum : « +AVEC 2 MESSES QUI SERONT CHANTÉES A SON INTENTION SÇAVOIR LE MARDI ET MECRDI DESD OGE LEQVEL LES AN[N]ONCERONT LE DIMENCE PREDÈNT ». Cette plaque est inscrite depuis septembre 2005[34], et a été restaurée.
- La nef abrite un ensemble de soixante-deux bancs de fidèle en bois de chêne des années 1776-1793, dont trente se situent à gauche de l'allée centrale (au nord) et trente-deux au sud. Ils sont placés sur un plancher. La largeur de ces bancs est adaptée aux contraintes imposées par l'emplacement : à côté des piliers, ils ne sont qu'à quatre places de front, et à côté du contrefort méridional du clocher, à deux places de front, mais ils sont à six places de front ailleurs, et débordent ici sous les grandes arcades. Il y a quelques bancs clos avec des portières, au revers de la façade et face au Christ en croix. Ce dernier banc, pourtant tout à fait sobre, devrait être l'ancien banc d'œuvre, et est placé parallèlement à l'allée centrale. Les autres bancs sont tous du même type. Ils reposent sur six pieds en bois tourné, ont des dossiers composés de panneaux à fenestrages, et deux accotoirs attachés au dossier d'un côté, et reposant sur des balustres en bois tourné de l'autre côté. Les menuisiers qui ont confectionné ces bancs sont connus grâce aux inscriptions « API DUFRESNEL 1778 et A. DUPUIS 1784 ». Ils sont inscrits depuis septembre 2005[35].
- Les bas-côtés n'offrent que des bancs longitudinaux, à raison d'un par travée, excepté la base du clocher, soit trois bancs au sud et deux au nord, posés à même les dalles du sol. Un sixième se trouve au revers de la façade, à gauche de l'entrée. Leurs hauts dossiers forment lambris. Ils mesurent 185 cm de hauteur, et totalisent 17 m de longueur. La date de 1636 gravée sur l'œuvre devrait correspondre à une restauration : le style indique en effet la Renaissance. Ces bancs reposent en partie sur des pieds ont bois tourné, mais n'ont pas d'accotoirs. Ils se répartissent en deux types en fonction du type de décor des dossiers. Dans la troisième travée de chacun des bas-côtés, l'on dénombre trois registres, dont le registre supérieur est deux fois plus élevé que les deux autres, et dispose du décor le plus riche. Il s'agit d'un décor découpé à jour de volutes et de candélabres, réparti sur neuf panneaux. Les deux registres inférieurs ne comptent que trois panneaux. Ceux du registre médian sont sculptés d'une sorte de godrons, et séparés et délimités par des consoles revêtues de feuilles d'acanthe. Ceux du registre inférieur sont de simples panneaux à fenestrages. Dans les autres travées, l'on ne trouve pas cette subdivision en registres. Les dossiers sont assemblés d'étroits panneaux sculptés de plis de serviette, qui sont dominés par une sorte d'entablement. Les cinq bancs ne sont pas en aussi bon état que les bancs de la nef ; de nombreux pieds et quelques panneaux sont frustes ; et les panneaux des différents registres ne sont pas toujours bien ajustés les uns au-dessus des autres. En plus, les bancs ont été peints en faux-bois. Ils sont classés depuis juin 1925[36].

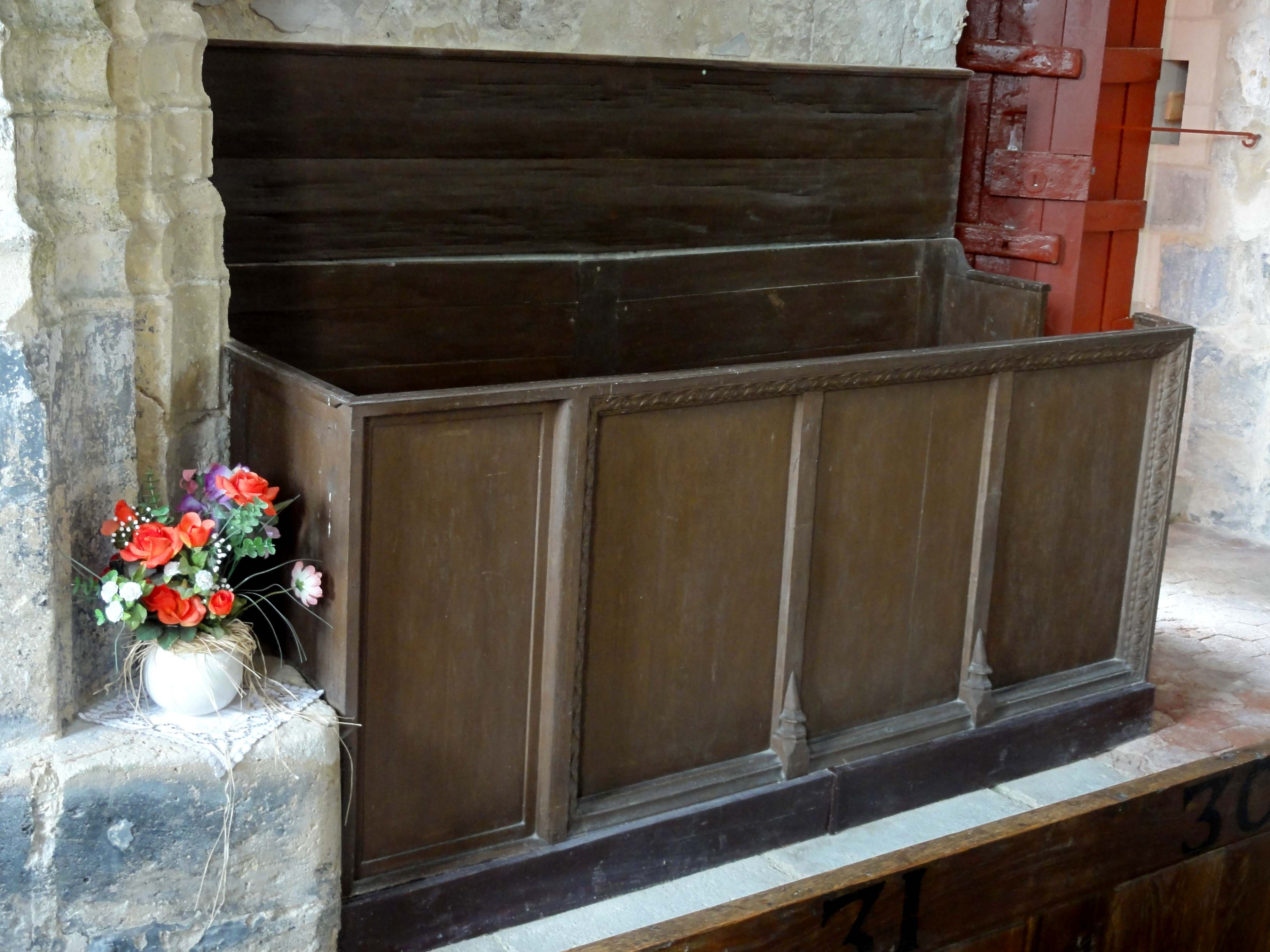
Banc clos.
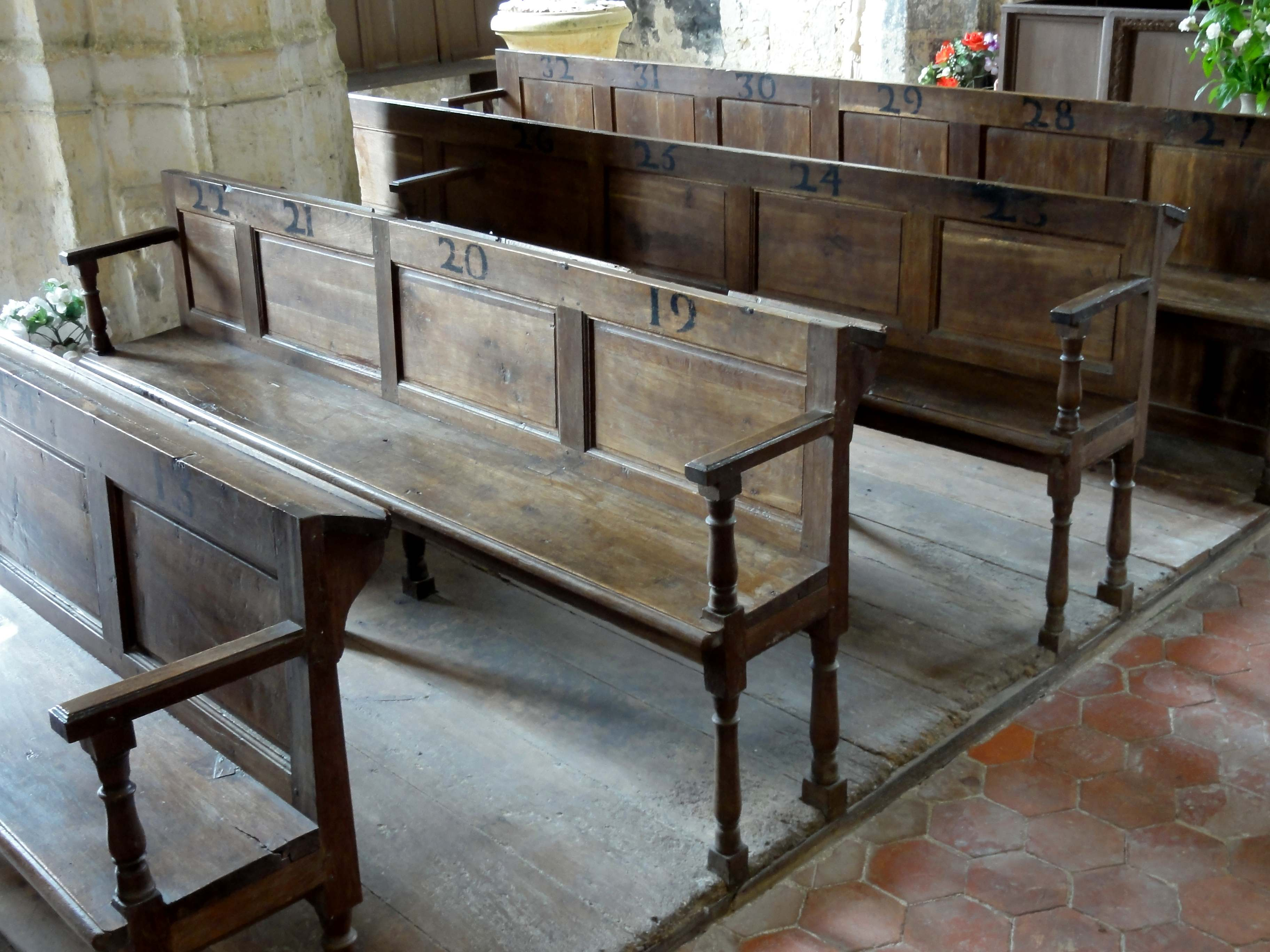
Bancs de fidèles.
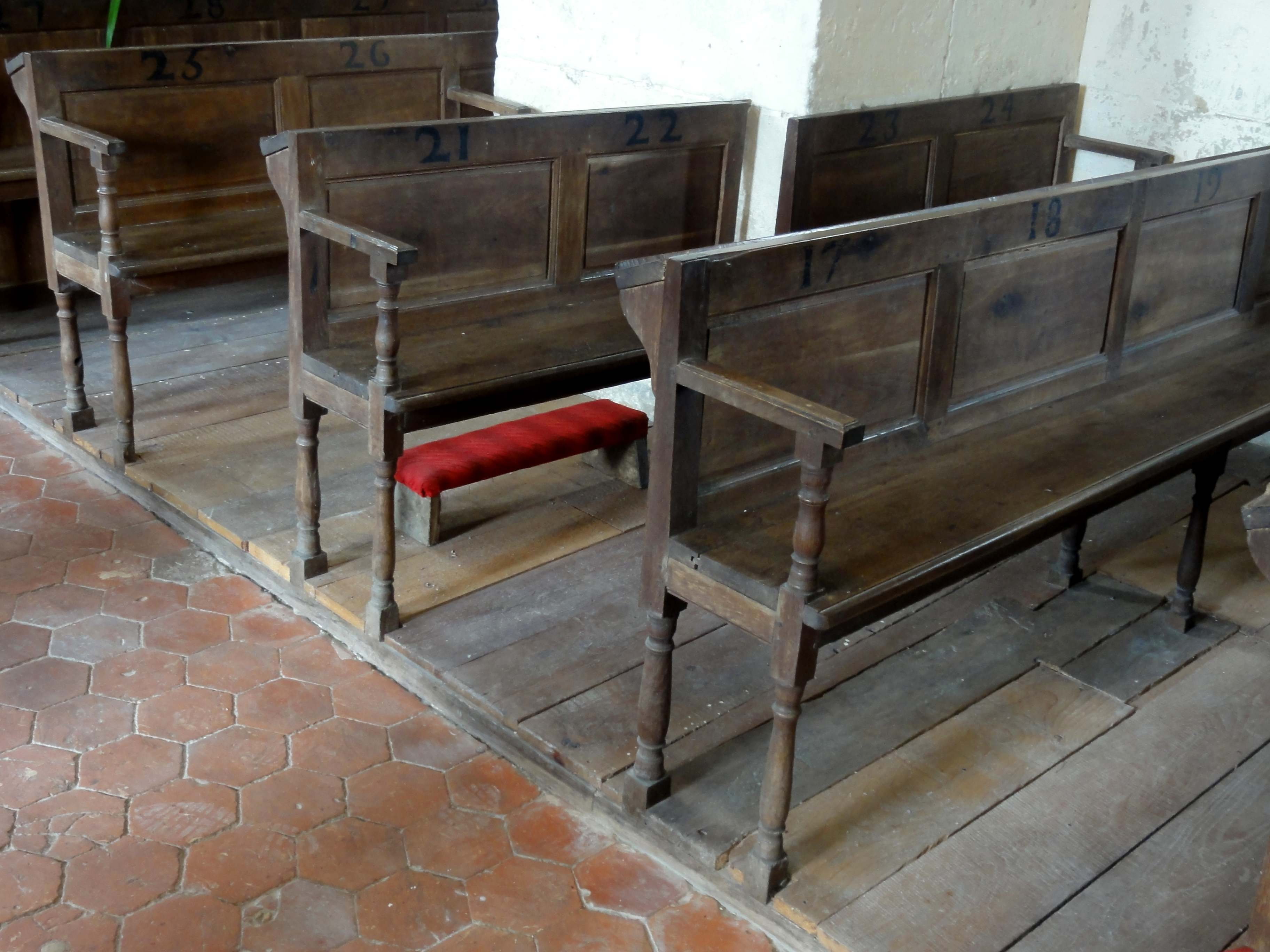
Bancs de fidèles.
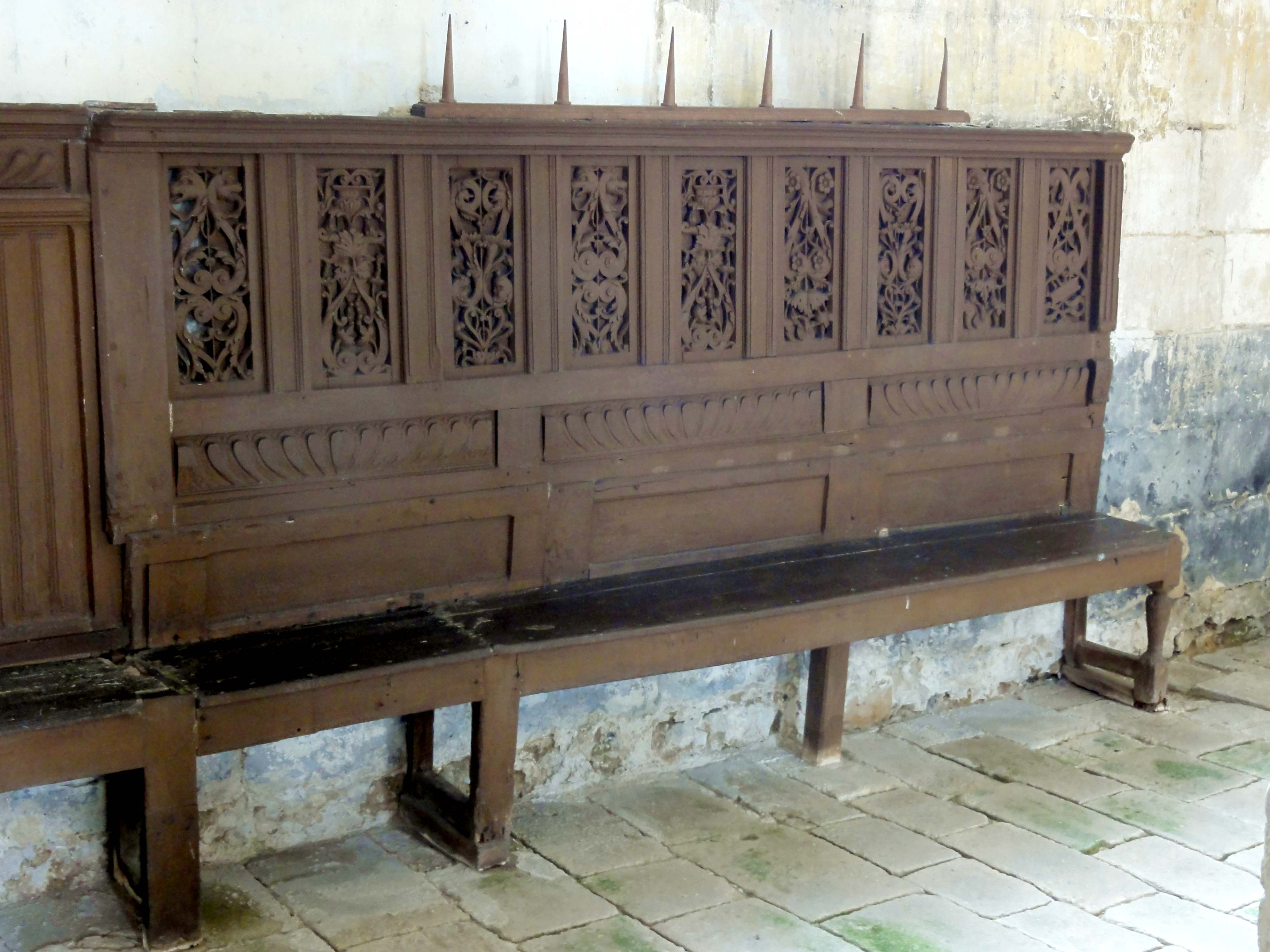
Banc longitudinal.